# Rostock

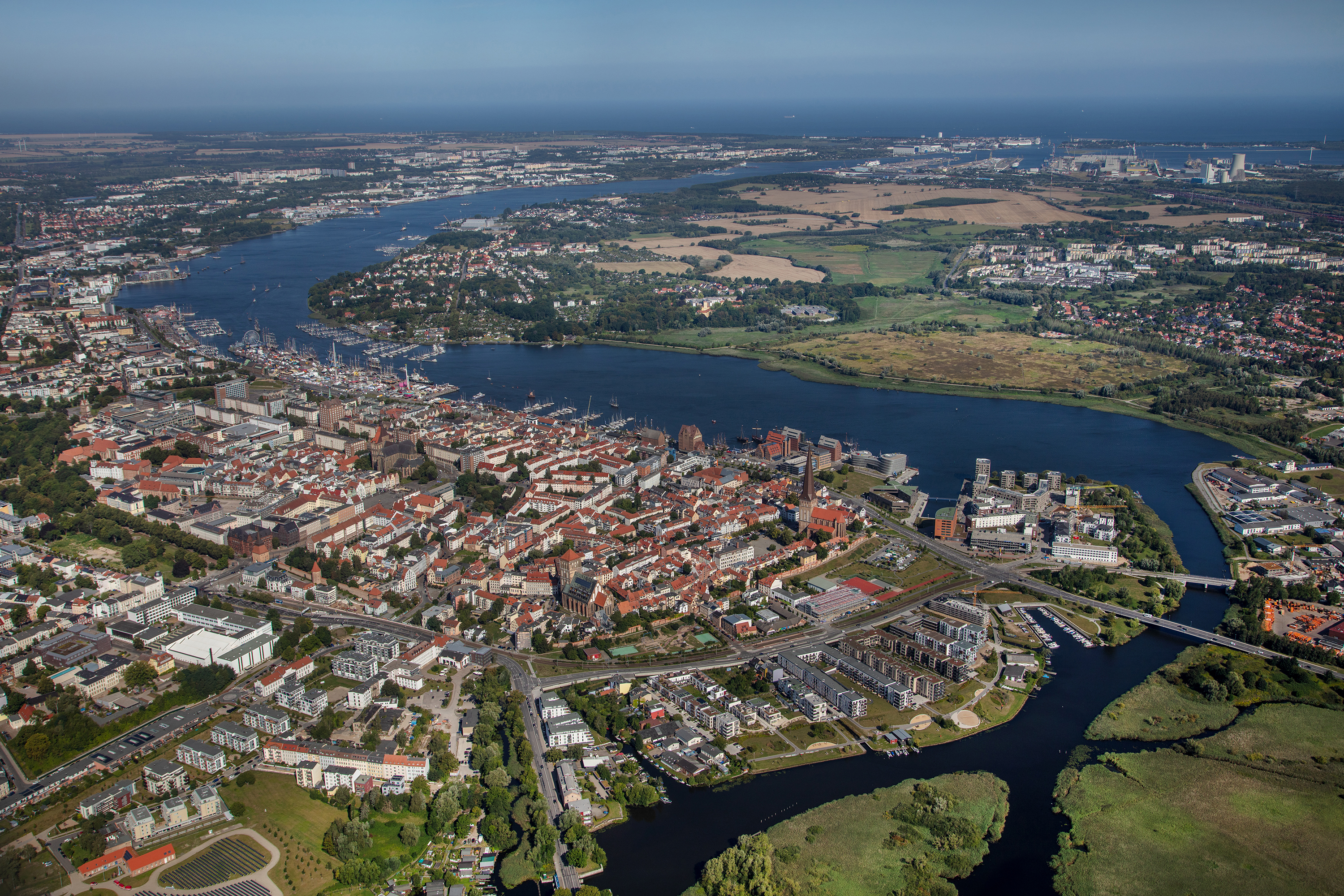
Die Rostocker Altstadt liegt an der Unterwarnow

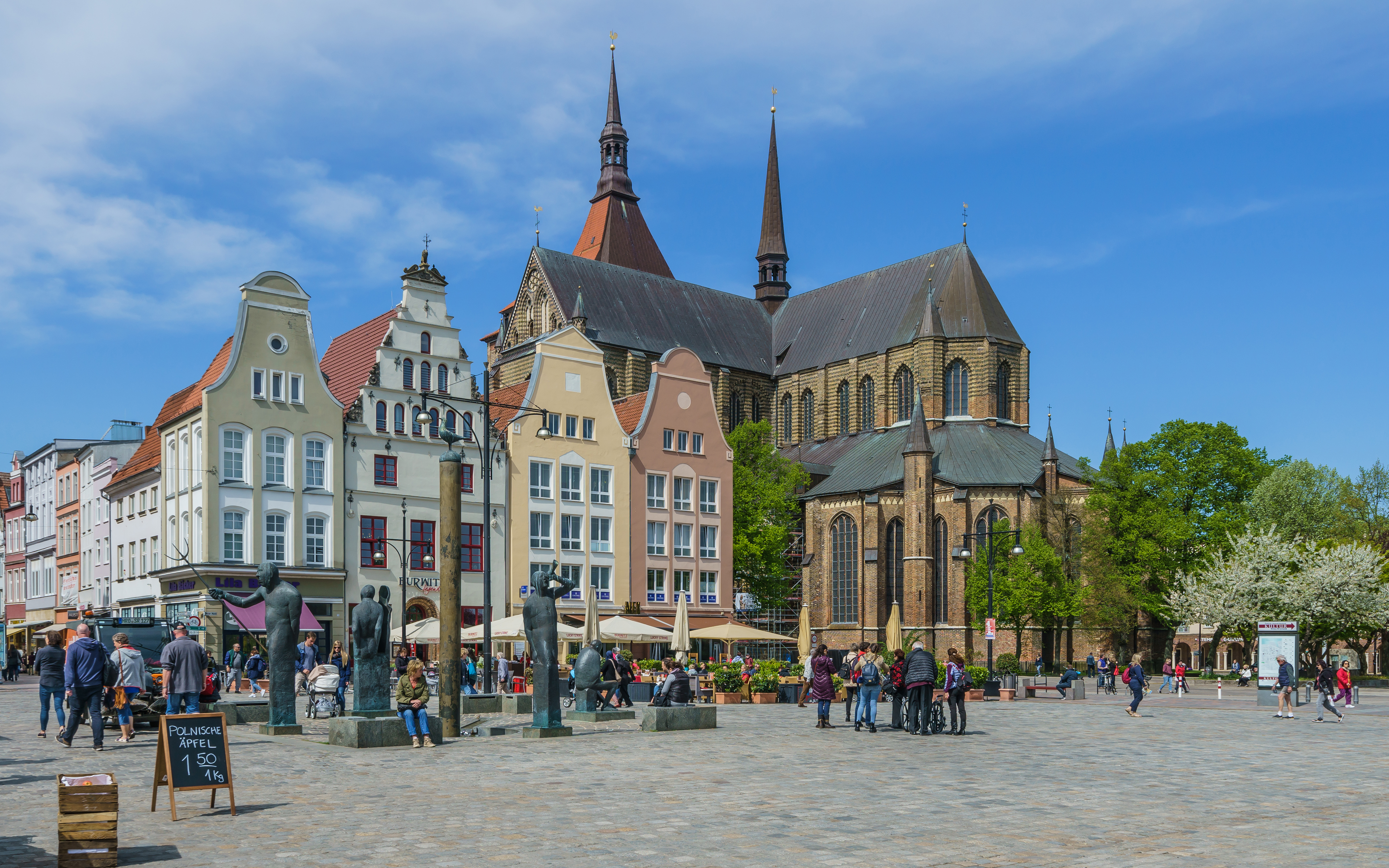
Der Neue Markt mit der Marienkirche

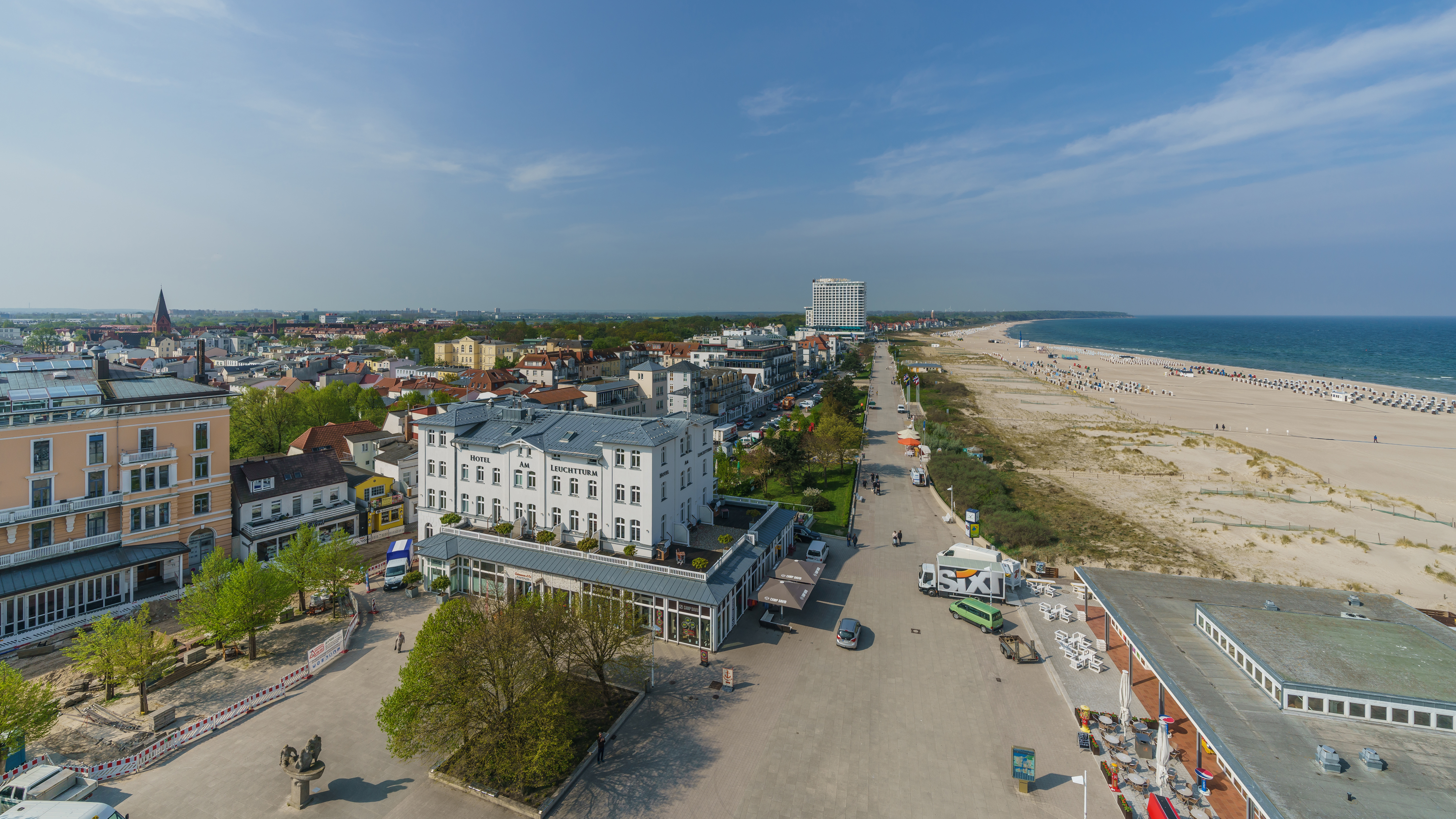
Die Strandpromenade in Rostock-Warnemünde

Rostock [ˈʁɔstɔk] ist eine norddeutsche Großstadt in Mecklenburg-Vorpommern. Sie befindet sich im Landesteil Mecklenburg und liegt direkt an der Ostsee. Rostock hat den Status einer kreisfreien Stadt. Mit 205.307 Einwohnern ist sie die bevölkerungsreichste Stadt Mecklenburg-Vorpommerns und als einzige Großstadt des Landes eines der vier Oberzentren im Bundesland. In der Hauptsatzung ist der Namenszusatz Hanse- und Universitätsstadt  festgelegt.
Das Stadtgebiet erstreckt sich rund 16 Kilometer auf beiden Seiten der Warnow bis zu deren Mündung in die Ostsee im Ortsteil Warnemünde. Die Innenstadt liegt auf dem linken Ufer des Flusses. Geprägt wird Rostock durch seine Lage am Meer, seinen Hafen sowie die Universität Rostock, die 1419 gegründet wurde und zu den ältesten Hochschulen Deutschlands zählt. Der für den Fährverkehr und Güterumschlag bedeutende Rostocker Hafen, der wichtigste deutsche Ostseehafen, sowie der größte deutsche Kreuzfahrthafen in Warnemünde liegen im Stadtgebiet. Rostock ist zudem Hauptsitz des deutschen Marinekommandos. Die 1991 begründete Hanse Sail hat sich zu einer der großen maritimen Veranstaltungen im Ostseeraum entwickelt.
Rostock wurde am 24. Juni 1218 das Lübische Stadtrecht bestätigt. Seit 1283 Mitglied der Hanse, blühte die Stadt in den folgenden Jahrhunderten durch den Freihandel auf. Aus jener Zeit sind eine Reihe von Bauten der Backsteingotik erhalten. Viele weitere Baudenkmäler in Rostock zeugen von der überregionalen Bedeutung der Stadt in Spätmittelalter und früher Neuzeit. Durch den Niedergang der Hanse, den Dreißigjährigen Krieg und den Stadtbrand von 1677 wurde Rostock jedoch zurückgeworfen, und die Einwohnerzahl verringerte sich auf ein Drittel, wovon sich die Stadt erst seit der Industrialisierung im 19. Jahrhundert vollständig erholen konnte.
Die Stadt gehörte bis 1918 zum Großherzogtum und dann zum Freistaat Mecklenburg-Schwerin. Rostock war als größte Stadt Mecklenburgs stets der wirtschaftliche Mittelpunkt des Landes. Neben der Haupt- und Residenzstadt Schwerin war Rostock mit seiner Universität auch ein Zentrum von Kultur und Wissenschaft in Mecklenburg.
Jahrhundertelang dominierte die maritime Wirtschaft die Stadt. Mit der Gründung der Flugzeugwerke Arado 1921 und Heinkel 1922 wurde Rostock dann auch ein bedeutender Technologiestandort, was die Stadt in den 1940er Jahren allerdings zu einem wichtigen Ziel des Luftkriegs im Zweiten Weltkrieg machte. In der DDR-Zeit war Rostock von 1952 bis 1990 Bezirksstadt; der Hafen wurde zum bedeutendsten der DDR ausgebaut und die Stadt systematisch durch neue Stadtgebiete erweitert, bis sie auf über 250.000 Einwohner anwuchs.
Zwischen 1990 und 2000 verlor Rostock etwa ein Fünftel seiner Einwohner durch Abwanderung, zudem hat sich die Rostocker Wirtschaft erheblich verändert: Die Bedeutung der Schiffbauindustrie ging stark zurück; viele neue Arbeitsplätze entstanden im Tourismus und im Dienstleistungssektor; größter Arbeitgeber der Stadt ist nun die Universität mit der Universitätsklinik. Seit dem Beginn des 21. Jahrhunderts wächst Rostocks Bevölkerungszahl wieder.

## Geographie

### Lage

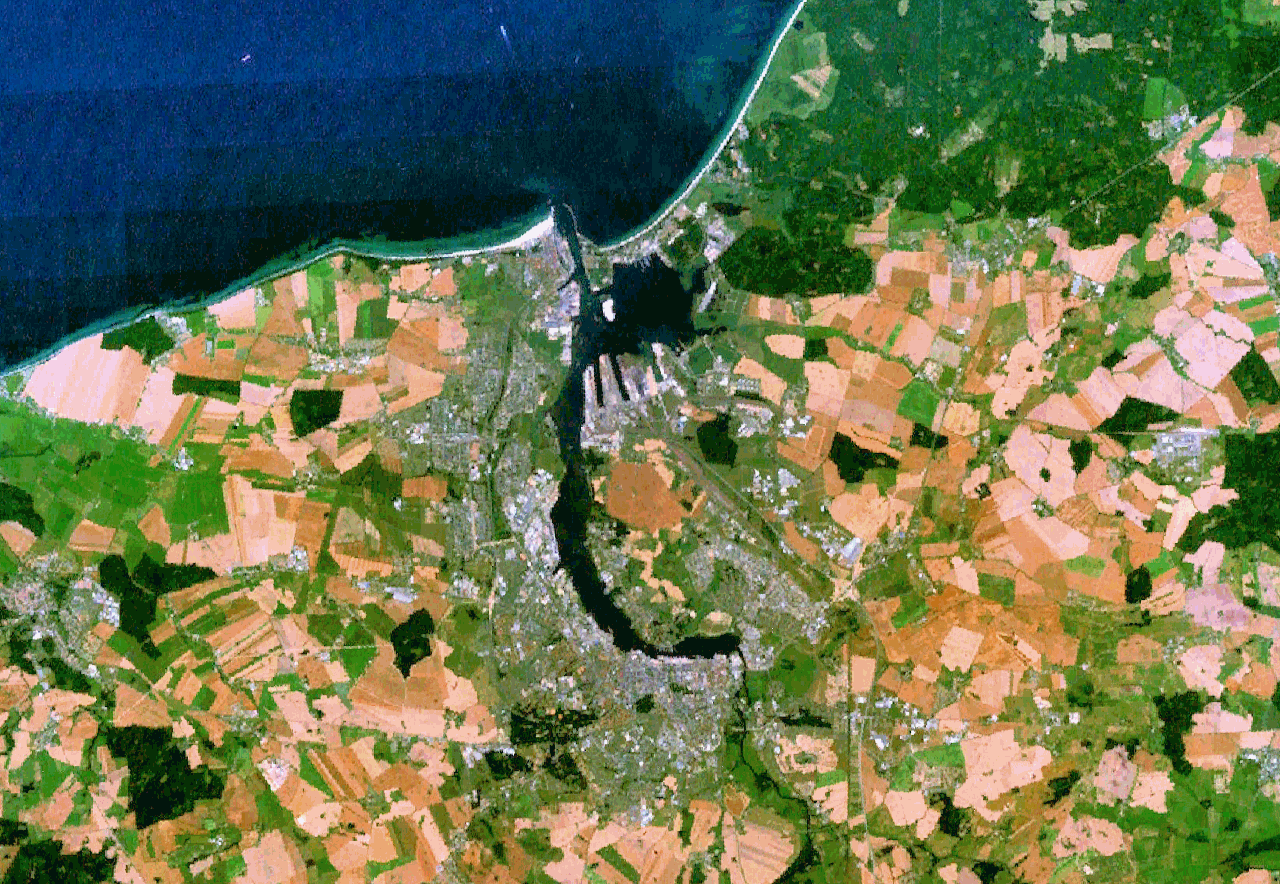
Satellitenbild Rostocks
Quelle: World Wind

Rostock liegt ungefähr in der nördlichen Mitte Mecklenburg-Vorpommerns. Das Stadtgebiet erstreckt sich beiderseits des Unterlaufs der Warnow. Der Fluss verläuft überwiegend in Nord-Süd-, nur im Bereich der Rostocker Innenstadt in Ost-West-Richtung. Nahe der Rostocker Innenstadt verbreitert sich der Flusslauf zur Unterwarnow, was den Namen der Stadt („Flussverbreiterung“) erklärt.
Vor der Mündung in die Ostsee beim Ortsteil Warnemünde weitet sich die Unterwarnow, die aus Brackwasser besteht, in Richtung Osten weiter zum Breitling aus. Südlich davon befindet sich der Rostocker Seehafen.
Der größte bebaute Teil Rostocks befindet sich am linken Ufer der Warnow. Dazu zählen die Innenstadt, die im 19. und zu Beginn des 20. Jahrhunderts entstandenen Wohngebiete Kröpeliner-Tor-Vorstadt und Hansaviertel sowie die ab 1960 entstandenen Wohngebiete Südstadt südlich der Innenstadt und Reutershagen, Evershagen, Lütten Klein, Groß Klein, Schmarl und Lichtenhagen zwischen der Innenstadt und Warnemünde. Der Teil der Stadt rechts der Warnow wird durch den Überseehafen, Gewerbestandorte und den ca. 6000 ha großen Küstenwald Rostocker Heide geprägt. Hinzu kommen in Dierkow und Brinckmansdorf Siedlungsgebiete aus der Zeit zwischen den Weltkriegen, Großsiedlungen aus den 1980er Jahren in Dierkow und Toitenwinkel sowie einige ländliche Ortsteile.
Rostocks größte Ausdehnung von Nord nach Süd beträgt 21,6 km und von Ost nach West 19,4 km. Die Länge der Stadtgrenze (ohne Küste) beträgt 97,9 km. Rostocks Küste selbst hat eine Länge von 18,5 km. Davon ist zusammen ca. 7 km Badestrand auf beiden Seiten der Warnowmündung, der übrige Küstenbereich besteht aus Naturstrand und der Steilküste Stoltera westlich von Warnemünde. Die Warnow im Stadtgebiet erstreckt sich über 16 km.
Die Geografie der Altstadt, aber auch die der Gegend um Warnemünde haben sich im Laufe der Zeit verändert. Wo heute Am Strande eine Hauptverkehrsstraße verläuft, war früher tatsächlich Strand, und lange Brücken führten in das schiffbare Wasser. Um die Stadt verlief außerdem lange ein Wassergraben zum Schutz, der – nutzlos geworden – im Zuge der Entfestigung und des Ausbaus des Stadthafens korrigiert wurde. Auf alten Fotos und Abbildungen sind noch die heute nicht mehr vorhandenen Brücken vor dem Petritor und vor dem Kröpeliner Tor zu sehen. Dabei wurde neben dem Fischer-Hafen der Haedge-Hafen mit dem Kohlenkai – heute „Haedge-Halbinsel“ – gebaut. Darüber hinaus ist auch der Abfluss der Warnow in Warnemünde verändert worden. War es früher der Alte Strom, ist es heute der Neue Strom, der auch deutlich ausgebaut wurde. Auch der Breitling wurde mit der Anlage großer Hafenbecken verändert.
Unmittelbare Nachbargemeinden sind im Nordosten die amtsfreie Gemeinde Graal-Müritz, im Osten das Amt Rostocker Heide (mit den Gemeinden Gelbensande, Rövershagen, Mönchhagen, Bentwisch und Blankenhagen), im Südosten das Amt Carbäk (mit Broderstorf und Roggentin), im Süden die amtsfreie Gemeinde Dummerstorf. Im Süden bis in den Nordwesten grenzt Rostock an das Amt Warnow-West (mit den Gemeinden Papendorf, Kritzmow, Lambrechtshagen, sowie Elmenhorst/Lichtenhagen), unterbrochen nur von einer kurzen Angrenzung an das Amt Bad Doberan-Land mit der Gemeinde Admannshagen-Bargeshagen. Die Agglomeration Rostock hat rund 220.000 Einwohner.
Die Stadt bildet den Kern der Regiopolregion Rostock. Zu dieser gehören außerdem der Landkreis Rostock sowie aus dem Landkreis Vorpommern-Rügen die Stadt Ribnitz-Damgarten und die Gemeinde Ahrenshoop. In der Regiopolregion leben auf einer Fläche von 4.282 km² etwa 458.000 Einwohner.
Die nächstgelegenen Metropolregionen sind Hamburg im Westen, Stettin im Osten, Kopenhagen-Malmö im Norden und Berlin im Südosten.

### Stadtgliederung

#### Ortsteile

Ortsamtsbereiche und Ortsteile

Das Stadtgebiet Rostocks ist in 31 Ortsteile gegliedert. Zu statistischen Zwecken sind diese in 21 Stadtbereiche (A bis U) zusammengefasst. Weiterhin sind die Ortsteile auf fünf Ortsamtsbereiche verteilt, für die jeweils ein Ortsamt zuständig ist. Hier werden Einwohnerangelegenheiten (z. B. Meldungen) bearbeitet.

#### Eingemeindungen

Entwicklungsstufen

Nach der Gründung der Stadt und der Vereinigung der Stadtteile erwarb Rostock im 13. Jahrhundert die große Rostocker Heide sowie einige nahe gelegene Dörfer und Gutsstellen (Bartelsdorf, Bentwisch, Broderstorf, Kassebohm, Kessin, Rövershagen, Riekdahl, Stuthof, Willershagen und Gragetopshof).
Die meisten dieser Orte wurden jedoch später wieder als eigenständige Gemeinden geführt und nicht oder erst im 20. Jahrhundert wieder dem Stadtgebiet Rostocks angeschlossen. Im 14. Jahrhundert erwarb die Stadt das Dorf Warnemünde und erhielt so Zugang zum Meer. Bis in das 20. Jahrhundert hinein war Warnemünde eine Rostocker Exklave. Ein geschlossenes Stadtgebiet besteht seit 1934.
Man kann somit drei Stufen der Stadtentwicklung festhalten: die erste im 13. und 14. Jahrhundert, die zweite nach der Industrialisierung, also in der ersten Hälfte des 20. Jahrhunderts und die dritte nach dem Zweiten Weltkrieg. Klosteranlagen gehörten im Übrigen lange nicht zum eigentlichen Stadtgebiet, selbst wenn sie innerhalb der Stadtmauern lagen. Das Kloster zum Heiligen Kreuz beispielsweise – das im Übrigen über erheblichen Grundbesitz in Rostock und Mecklenburg verfügte, wie das Dorf Schmarl mit der Hundsburg – konnte erst durch die Verfassung des Freistaates Mecklenburg-Schwerin von 1920 aufgelöst werden.
Immer wieder gibt es auch kleinere Änderungen an der Gesamtfläche des Stadtgebiets. In den 1970er Jahren wurde die Autobahn Berlin–Rostock gebaut und in diesem Zusammenhang wurden zum Beispiel Flächen der Stadt zugeordnet, die heute zu Alt Bartelsdorf und Riekdahl gehören (ca. 2 km²). 1980 ging ein Teil der Rostocker Heide nach Graal-Müritz (ca. 1 km²), ein Jahr später ein Stück der Gemarkung Sievershagen nach Rostock (auch etwa 1 km²). Die jüngsten Flächenänderungen wurden aufgrund der Inkommunalisierung von Flächen der Ostsee vorgenommen. Der neu gebaute Yachthafen Hohe Düne hat eine Fläche von etwa 0,3 km². 2009 erfolgte außerdem die erste Anpassung der Gebietsgrenze an die Ostseeküste seit Anfang des 20. Jahrhunderts. Kleine Änderungen wurden bei Bodenneuordnungsverfahren an der Kreisgrenze zu Elmenhorst/Lichtenhagen vorgenommen.
Unabhängig von Eingemeindungen und Änderungen an der Zuordnung von Flurstücken resultiert eine neue Berechnung der Gesamtfläche der Stadt aus aktuellen Messungen, die mit exakteren Methoden vorgenommen werden und Fehler in historischen Messungen korrigieren. Die jüngsten Messungen weisen der Stadt eine Gesamtfläche von 181,275 km² aus.
| Datum              | Orte                                                                                             |
| 25. März 1252      | Rostocker Heide                                                                                  |
| 1323               | Warnemünde1                                                                                      |
| 1. Januar 1913     | Dierkow                                                                                          |
| 14. Juli 1919      | Barnstorf, Bartelsdorf, Bramow, Brinckmansdorf, Dalwitzhof, Damerow, Kassebohm, Riekdahl         |
| 9. Dezember 1924   | Hinrichshagen, Markgrafenheide, Meyers Hausstelle, Schnatermann, Torfbrücke, Waldhaus, Wiethagen |
| 1. April 1930      | Kloster zum Heiligen Kreuz                                                                       |
| 8. März 1934       | Diedrichshagen, Gehlsdorf, Groß Klein, Lütten Klein, Marienehe, Schmarl, Schutow                 |
| 1. Juli 1950       | Biestow, Evershagen, Krummendorf, Peez, Petersdorf über Rostock, Stuthof, Toitenwinkel           |
| 1. Januar 1960     | Hinrichsdorf, Nienhagen                                                                          |
| 10. September 1978 | Jürgeshof                                                                                        |

1 Bereits 1264 wurde ein „Rostocker Warnemünde“, ein Seehafen beim heutigen Hohe Düne, dem städtischen Recht unterstellt.

### Klima
|                       | Jan  | Feb  | Mär  | Apr  | Mai  | Jun  | Jul  | Aug  | Sep  | Okt  | Nov  | Dez  |   |       |
| Mittl. Tagesmax. (°C) | 3,0  | 3,6  | 6,8  | 10,6 | 16,0 | 18,7 | 21,0 | 21,3 | 17,4 | 12,7 | 7,4  | 4,5  | ⌀ | 12    |
| Mittl. Tagesmin. (°C) | −1,1 | −0,8 | 1,3  | 4,1  | 8,3  | 11,9 | 14,1 | 14,2 | 11,1 | 7,3  | 3,2  | 0,6  | ⌀ | 6,2   |
|                       |      |      |      |      |      |      |      |      |      |      |      |      |   |       |
| Niederschlag (mm)     | 46,8 | 29,7 | 42,3 | 35,8 | 47,9 | 65,8 | 64,5 | 57,3 | 56,3 | 44,2 | 46,4 | 50,5 | Σ | 587,5 |
|                       |      |      |      |      |      |      |      |      |      |      |      |      |   |       |
| Regentage (d)         | 10,0 | 7,9  | 9,2  | 7,8  | 7,8  | 9,8  | 8,8  | 8,5  | 9,6  | 9,4  | 10,5 | 10,3 | Σ | 109,6 |

| −1,1 |

| −0,8 |

| 1,3 |

| 4,1 |

| 8,3 |

| 11,9 |

| 14,1 |

| 14,2 |

| 11,1 |

| 7,3 |

| 3,2 |

| 0,6 |

| −1,1 |

| −0,8 |

| 1,3 |

| 4,1 |

| 8,3 |

| 11,9 |

| 14,1 |

| 14,2 |

| 11,1 |

| 7,3 |

| 3,2 |

| 0,6 |

## Geschichte

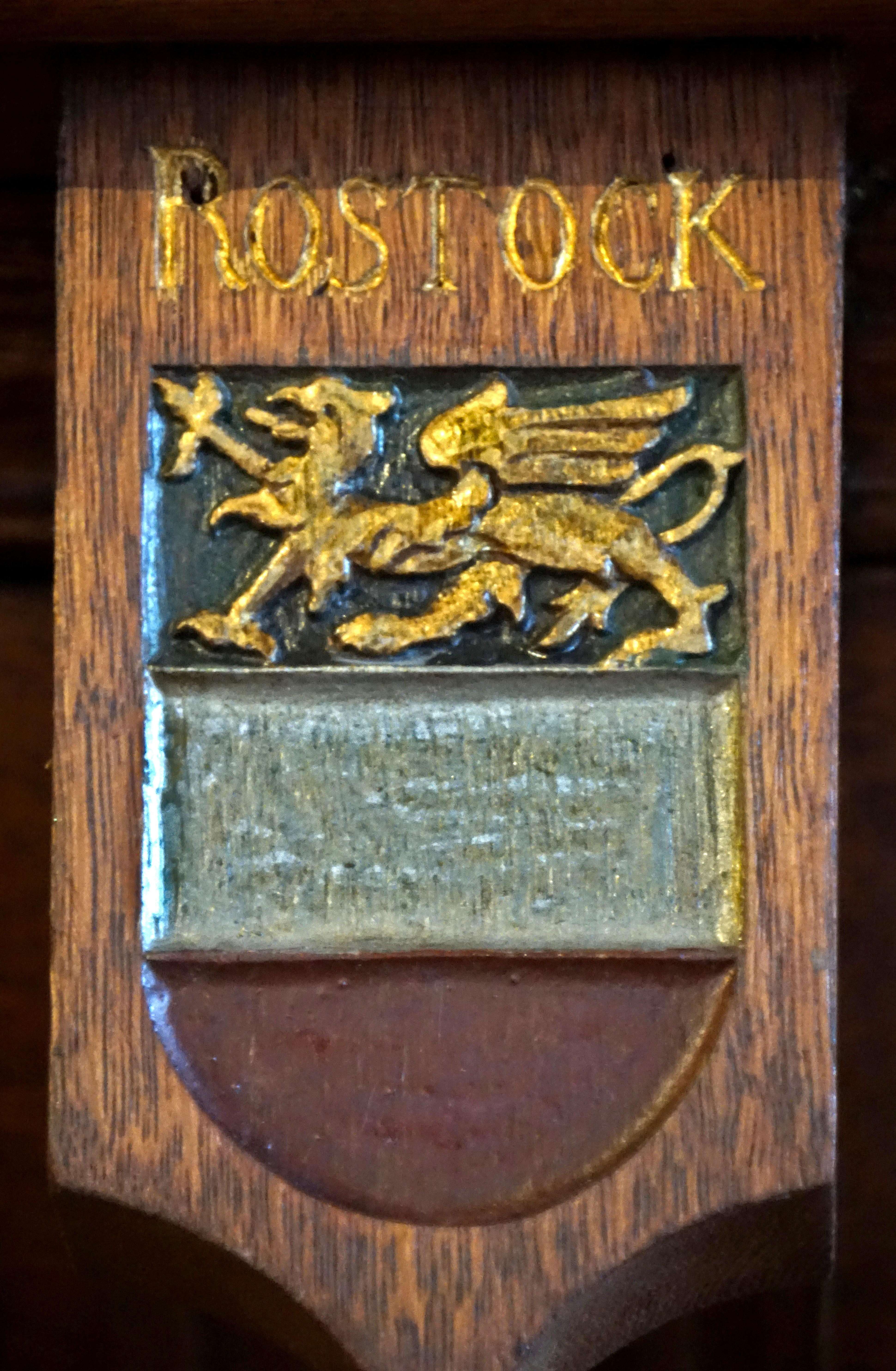
Wappen von Rostock im Plenarsaal des altstädtischen Rathauses in Danzig

Die folgenden Ausführungen basieren auf dem Werk Rostocks Stadtgeschichte, hrsg. vom Direktor des Stadtarchivs, Karsten Schröder (siehe Literatur). Zu Ergänzungen siehe Einzelnachweise.

### Name
Der Name Rostock lässt sich bis ins 11. Jahrhundert zurückverfolgen: auf rastokŭ, eine slawische (altpolabische) Bezeichnung, die etwa „Auseinanderfließen“ in Bezug auf den Fluss Warnow bedeutet. Vom 12. bis zum frühen 14. Jahrhundert tauchen Varianten von Rozstoc über Rostoch, Rotstoc, Rotstoch, Rozstoc, Roztoc, Rozstok und Rostok auf – und um 1366 schließlich Rostock. Namenszusätze sind seit den 1920er-Jahren bekannt: bis 1945 Seestadt, ab 1990 Hansestadt und seit 2018 Hanse- und Universitätsstadt Rostock.

### Mittelalter
Entstehung der Stadt

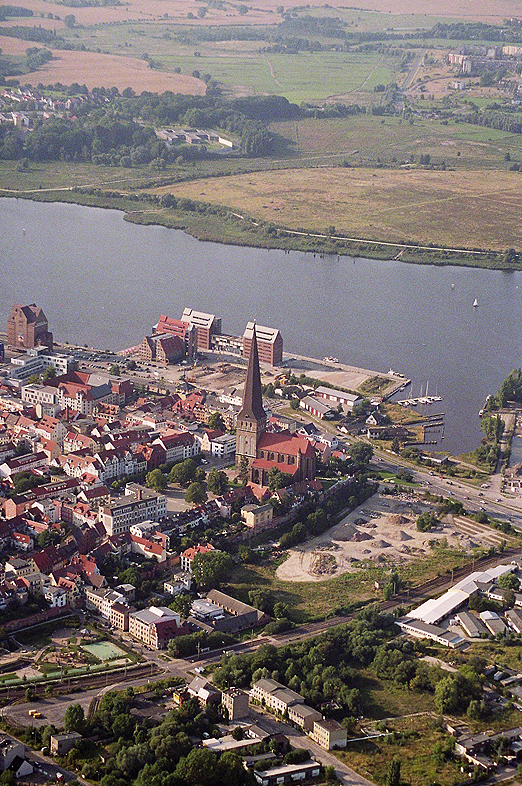
Petrikirche, Alter Markt an der Unterwarnow, Keimzelle der Stadt

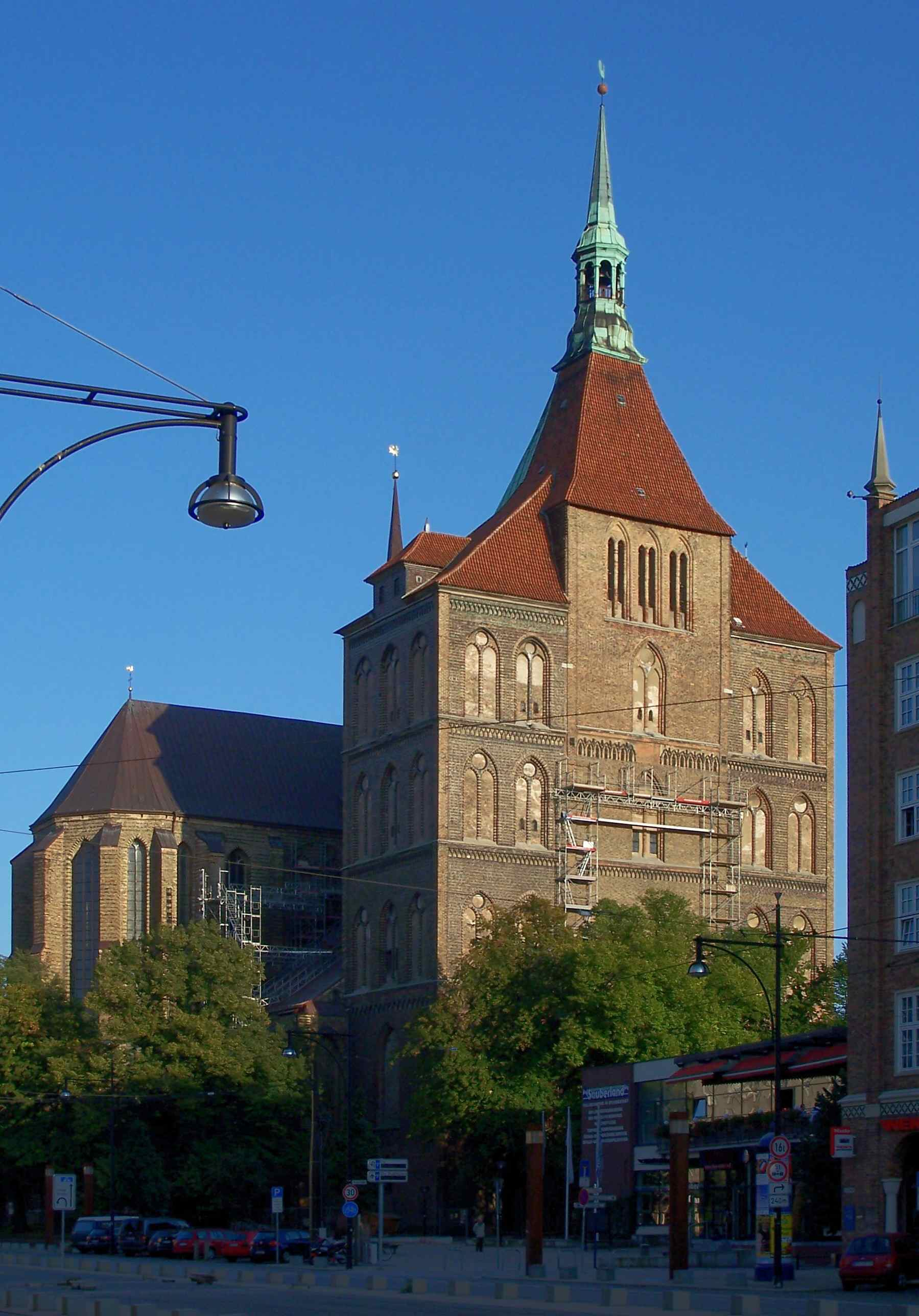
Marienkirche

Archäologische Funde belegen für die Zeit ab dem 8. Jahrhundert slawische Handwerker- und Handelsplätze rechts der Warnow (zwischen dem heutigen Dierkow und Gehlsdorf). Spätestens im 12. Jahrhundert existierte eine Fürstenburg der Kessiner mit einer frühstädtischen Marktsiedlung. Als erste sichere Erwähnung Rostocks gilt die Chronik Gesta Danorum (um 1200). Darin berichtet der Däne Saxo Grammaticus über die Zerstörung der slawischen Fürstenburg 1161 durch den dänischen König Waldemar I., die Unterwerfung des Fürsten Pribislaw und dessen Belehnung durch den Sachsenherzog Heinrich den Löwen 1167. Unter den Burgen des neuen Vasalls befand sich laut Saxo auch die urbs Rozstoc, die sich neben der nahegelegenen Burg Kessin allmählich zu einem zweiten Schwerpunkt des Landes Mecklenburg entwickelte.
Den Ausgangspunkt der Stadtwerdung Rostocks bildete die Siedlung auf dem höher gelegenen linken Ufer, dicht bei der Mündung des Flusses in die Unterwarnow. Hier ließen sich im 12. Jahrhundert Handwerker und Kaufleute nieder, hier gewährte Fürst Nikolaus I. 1189 den Mönchen des Klosters Doberan Zollfreiheit auf dem Rostocker Markt. Es ist dies auch die erste urkundliche Erwähnung Rostocks.
Die erste urkundliche Erwähnung der Stadt Rostock stammt vom 24. Juni 1218, als Heinrich Borwin I. ihr das lübische Stadtrecht bestätigte. Schon bald dehnte sich die rasch aufblühende Stadt von der Petrikirche ausgehend nach Süden aus und erhielt mit dem Quartier um die Nikolaikirche eine weitere Pfarrei. Neue Ansiedlungen entstanden im Westen mit der Marienkirche als Pfarrkirche und eigenem Markt sowie noch weiter nach Westen eine Neustadt, deren Mittelpunkt die Jakobikirche war. Zwischen 1262 und 1265 vereinigten sich die drei Siedlungen. Der mittlere Siedlungskern wurde zum Verwaltungszentrum der Stadt mit Stadtrat, Gericht und neuem Rathaus. Zum Schutz wurde eine ringförmige Stadtmauer errichtet. Von ihr sind bis heute das Steintor, das Kröpeliner Tor, das Mönchentor und das Kuhtor erhalten.
Den raschen Aufstieg Rostocks zur bedeutendsten Stadt Mecklenburgs konnten selbst die Stadtbrände 1250 und 1265 nicht aufhalten. Stärkung erfuhr das Zentrum der Herrschaft Rostock durch Handelsprivilegien und Rechte wie das Fischereirecht auf der Unterwarnow. 1252 konnte der Stadtforst Rostocker Heide, 1264 der Seehafen bei Warnemünde (Hohe Düne), 1278 die Hundsburg bei Schmarl und 1286 die Wendische Wyk rechts der Warnow erworben werden. Damit war u. a. der angestrebte freie Zugang zur zwölf Kilometer entfernten offenen Ostsee gesichert.
Hansestadt
Bereits 1259 hatte Rostock ein Bündnis mit den Ratsherren der Hafenstädte Lübeck, Stralsund, Wismar und Kiel geschlossen. Dieser Wendische Städtebund gilt als Keimzelle der Deutschen Hanse; eine Verstärkung durch weitere Städte erfolgte 1283 im Rostocker Landfrieden genannten Vertrag. Bis zum letzten Hansetag 1669 nahm Rostock – in steter Konkurrenz mit Stralsund um die Rolle der nach Lübeck bedeutendsten Hansestadt an der Ostsee – eine führende Rolle im Städtebund ein. Bedeutend dafür waren Kaufleute, die Handelsbeziehungen zu den Städten Riga (Rigafahrer) und Visby auf der Insel Gotland unterhielten, sowie der Heringshandel der Schonenfahrer auf der Schonischen Messe. Hinsichtlich des Handels mit Norwegen konzentrierten sich die Rostocker Wiekfahrer auf die Kontrolle der Faktoreien in Oslo und Tønsberg am Oslofjord (siehe auch Bergenfahrer). Das einzige eigene Produkt, das Rostock in nennenswertem Umfang ausführte, war Bier.
Blütezeit und Universitätsgründung
Als die territoriale Herrschaft Rostock 1323 endete, hatte der Stadtrat bereits mehrere Aufstände der Handwerker- und Bürgerschaft überstanden. Das 14. Jahrhundert gilt im Allgemeinen als eine Zeit des Aufblühens der Stadt: 1323 konnte das strategisch wichtige Fischerdorf Warnemünde erworben werden, 1325 erhielt die Stadt das Münzrecht, 1358 die volle Gerichtsbarkeit. Die im 13. Jahrhundert begonnenen Bauten, insbesondere die vier Pfarrkirchen (s. o.) und einige Klöster, wurden vollendet, das Rathaus durch neue Ecktürme, spitzbogige Blenden und Kreisrosetten architektonisch aufgewertet. Die Hansestadt war am Gipfel ihrer Autonomie angekommen. Mit gut 14.000 Einwohnern zählte sie um 1410 zu den größten Städten in Norddeutschland.
Ein weiteres sichtbares Zeichen der Bedeutung Rostocks war die 1419 gegründete älteste Universität Nordeuropas. Sowohl die Landesherren als auch der Stadtrat verfolgten mit der Gründung das Ziel, ihre jeweilige Machtposition zu festigen. Trotz mehrerer Auszüge infolge politischer Wirren sollte die Rostocker Hochschule für zwei Jahrhunderte eine führende Rolle in der Wissenschaft im norddeutschen und baltischen Raum spielen, ehe der Dreißigjährige Krieg eine lange Phase der Bedeutungslosigkeit der Universität einleitete.
Auf der anderen Seite führten im Spätmittelalter soziale Konflikte zu neuen Machtkämpfen zwischen den Patrizierfamilien und der übrigen Stadtbevölkerung. Mit der Rostocker Domfehde, bei der sich die Bürgerschaft dem Landesherrn geschlagen geben musste, endete 1491 ein Jahrhundert zahlreicher Unruhen und Aufstände. Der Stadt sollte nur eine kurze Ruhe vergönnt sein; schon drei Jahrzehnte später sah sie sich neuen Auseinandersetzungen ausgesetzt.

### Frühe Neuzeit
Reformation

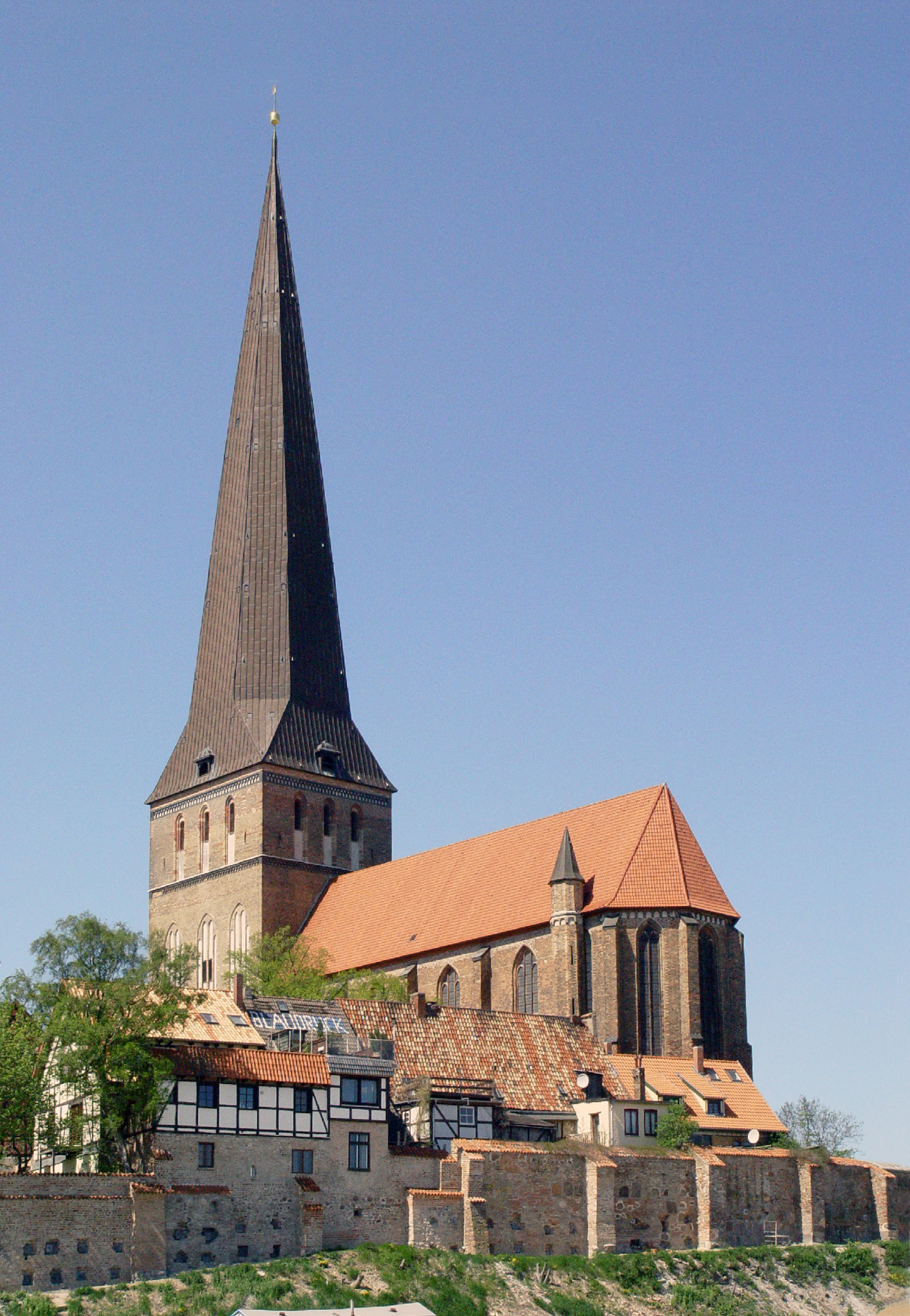
Von der Petrikirche und ihrem Kaplan Joachim Slüter ging in Rostock 1523 die Reformation aus.

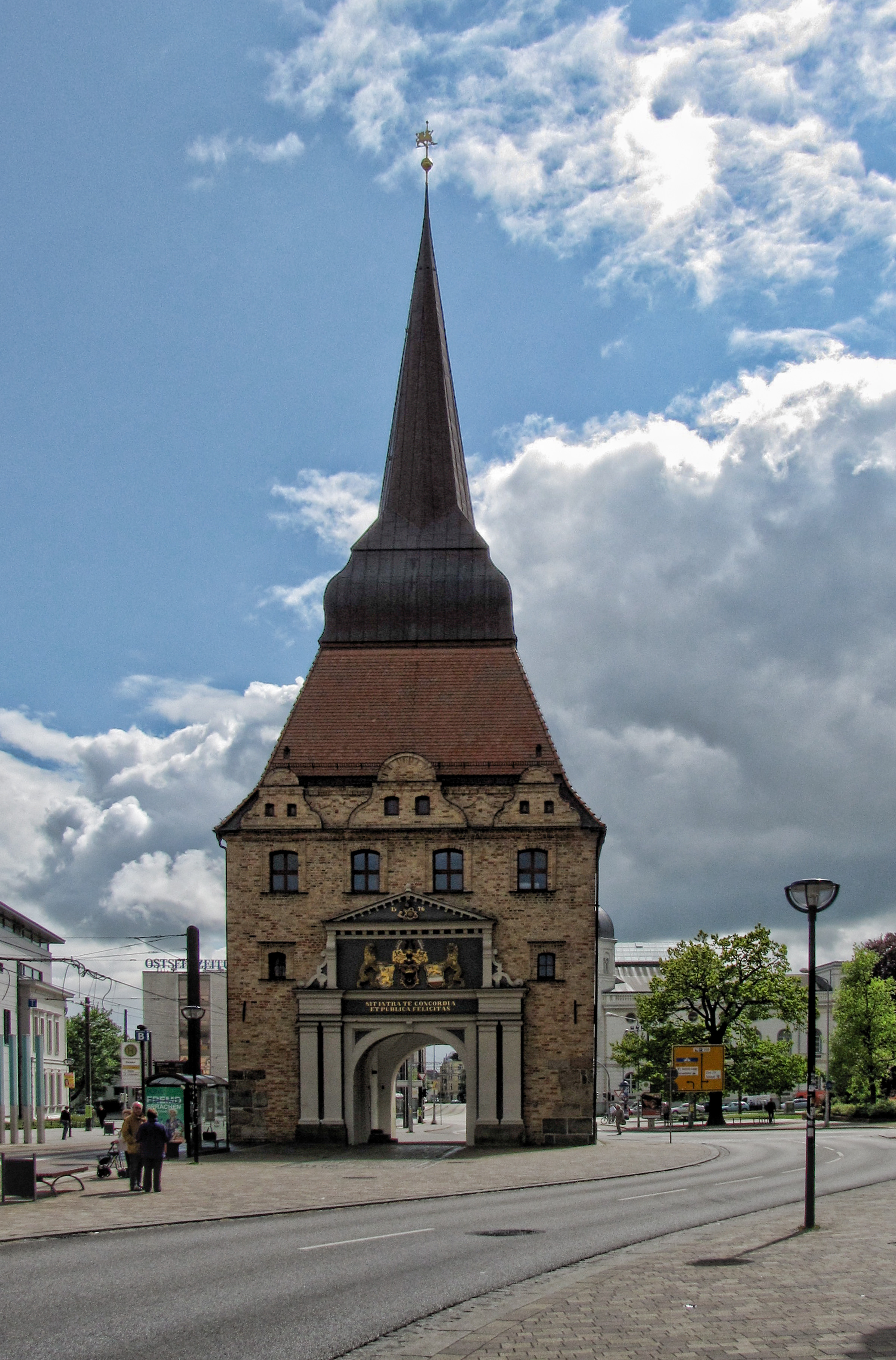
Steintor

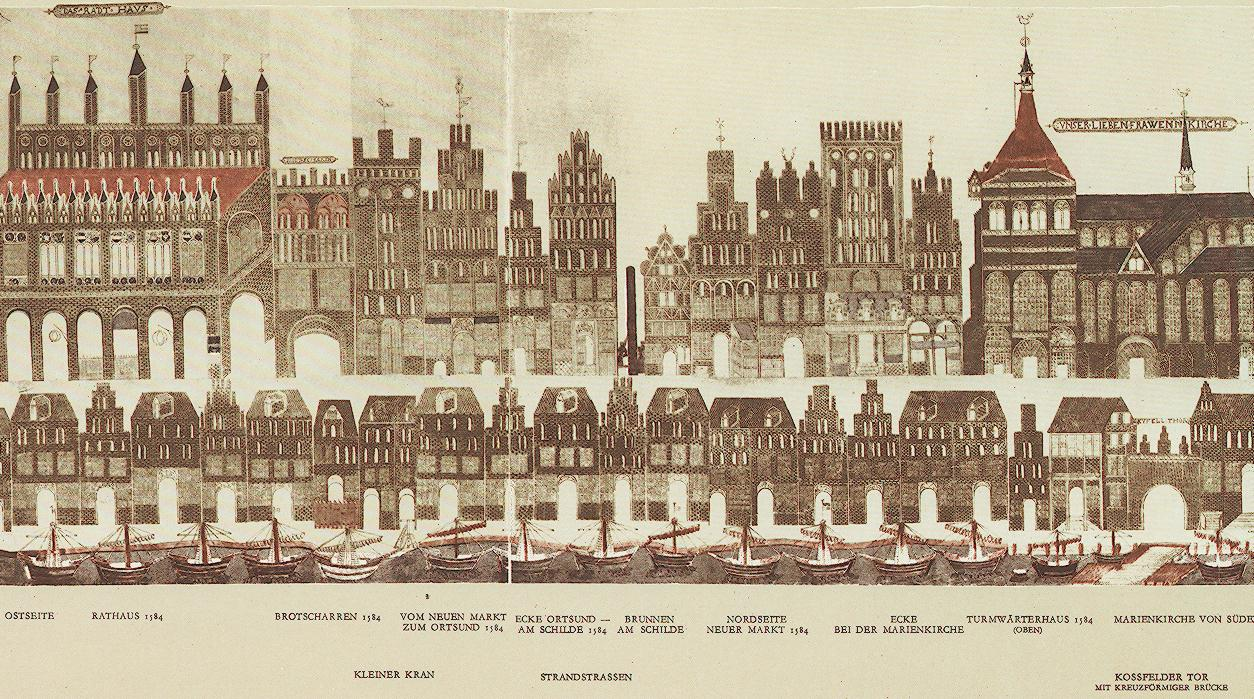
Rostocker Baubestand im 16. Jahrhundert. Detail der 19 Meter langen Vicke-Schorler-Rolle mit Rathaus und Marienkirche, Federzeichnung, 1578–1586

Acht Jahre hatte der Widerstand gegen die reformatorischen Predigten Joachim Slüters gewährt, bevor der Stadtrat ihn im April 1531 überraschend aufgab und die Lehren Martin Luthers in allen vier Hauptkirchen für verbindlich erklärte. Die Universität sowie die Klöster Zum Heiligen Kreuz, St. Johannis und die Kartause in Marienehe blieben der alten Lehre hingegen treu. Erst Herzog Johann Albrecht I. setzte 1549 das lutherische Bekenntnis für alle Landstände durch und löste 1552 fast sämtliche mecklenburgischen Klöster auf. In Rostock war damit das Schicksal des Kartäuserklosters Marienehe besiegelt. Das Nonnenkloster zum Heiligen Kreuz widersetzte sich bis 1584, dem Zeitpunkt seiner Umwandlung in ein Damenstift der stadtbürgerlichen Oberschicht.
Kämpfe gegen den Rat und neuer Wohlstand
Der Rat kam 1534 nicht umhin, den im Rahmen der dänischen Grafenfehde eingerichteten Bürgerausschuss aus 64 Kaufleuten und Handwerkern anzuerkennen. Zwar konnte er nach der Niederlage Lübecks 1535 die alten Verhältnisse wiederherstellen, doch sollte er sich auch in Zukunft in allen strittigen Fällen einer Opposition gegenübersehen. Dem Landesherren war bereits die Union der Landstände 1523 selbstbewusst gegenübergetreten, nun, 1565, verweigerte die Stadt dem mit dem Rat verbündeten Fürsten Johann Albrecht I. den formalen Huldigungseid. Die Folge war dessen bewaffneter Einzug, die Auflösung des Sechzigerrats, die Vernichtung des Bürgerbriefes, das Einreißen der südlichen Mauer inklusive des Steintors und die Errichtung einer herzoglichen Festung.
Der schwelende Konflikt zwischen Stadt und Landesherrn wurde erst mit den Rostocker Erbverträgen von 1573 und 1584 beigelegt. Rostock erkannte die landesherrliche Oberhoheit insbesondere hinsichtlich der Gerichtsbarkeit und der Steuerzahlung an. Die Bemühungen um die Reichsunmittelbarkeit waren damit endgültig gescheitert, die verhasste Festung konnte jedoch geschleift und das Steintor wieder aufgebaut werden. Neben den weiterhin von ratsfähigen Patriziern gestellten Rat trat 1583/84 ein neuer Bürgerausschuss, das Hundertmänner-Kollegium. Es setzte sich aus 40 Handwerkern, 40 Brauherren und 20 weiteren Kaufleuten zusammen. Nach mehreren Jahrhunderten voller Unruhen war damit erstmals langfristig eine innere Befriedung der Stadt erreicht. Anders als bei früheren Bürgerausschüssen gelang es den Landesherren kaum noch, den Rat und das Kollegium gegeneinander auszuspielen, wenngleich die Zusammenarbeit beider Gremien nicht immer spannungsfrei verlief.

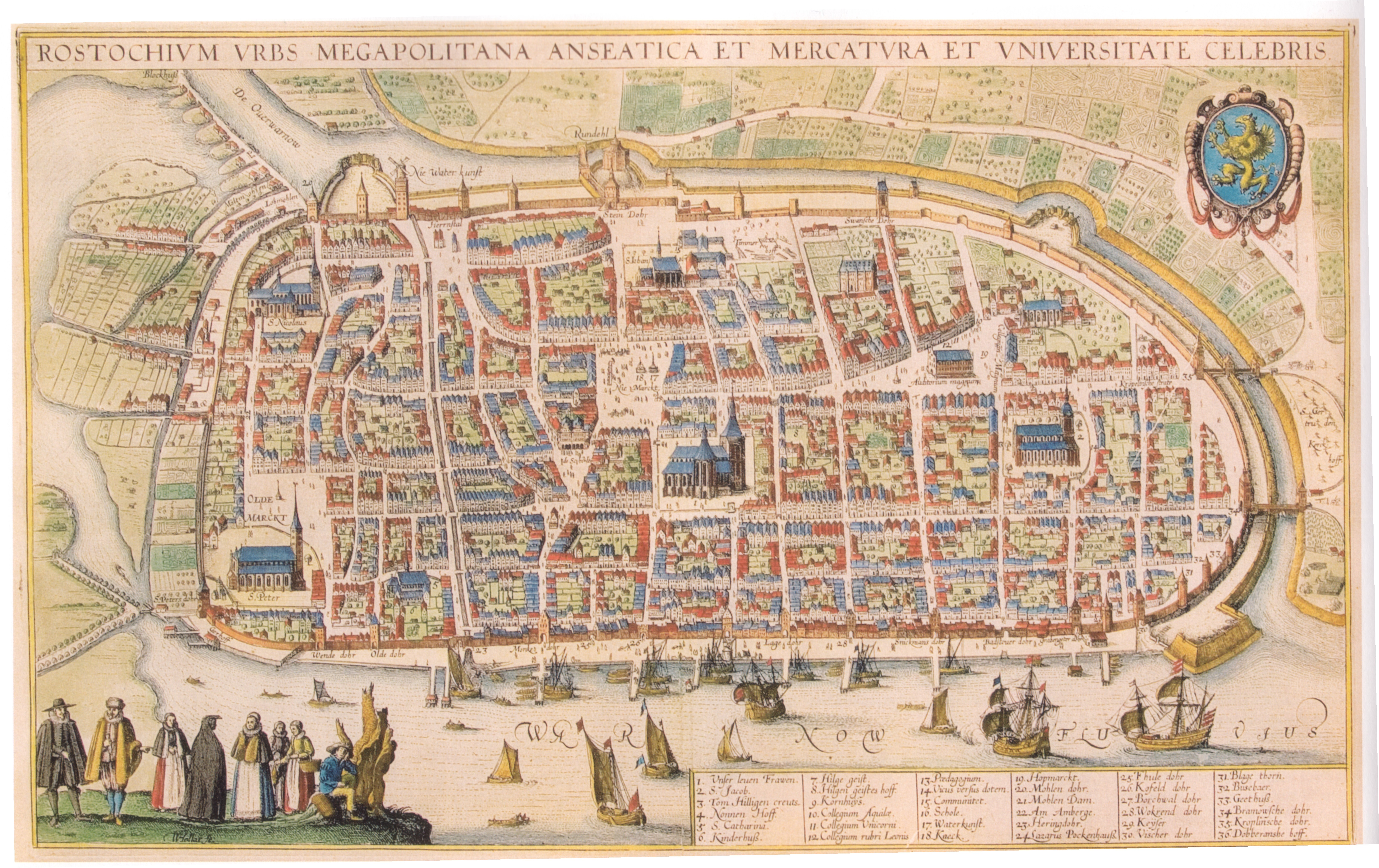
Rostocker Stadtplan, Ansicht von Norden, Radierung von Wenzel Hollar, 1624/25

Der neue Wohlstand übertraf selbst die mittelalterliche Blütezeit. Die Hansestadt, deren Wirtschaft vom Seehandel und dem Brauwesen bestimmt war, zog zahlreiche Zuzügler aus ganz Norddeutschland an. Besonders angesehen waren die Universitätsprofessoren und der Stadtsyndikus, der sich neben dem Bürgermeister behauptete. Man wohnte bevorzugt in Marktplatznähe und am liebsten in der Mittelstadt.
Kriege, Stadtbrand und Ansprüche der Herzöge Mecklenburgs
Der Dreißigjährige Krieg (1618–1648) führte unwiderruflich das Ende der Hanse herbei. Zunächst war Mecklenburg kaum betroffen, doch mit dem Kriegseintritt Dänemarks griffen die Auseinandersetzungen auf Norddeutschland und 1627 auf das Herzogtum über. Der neue Lehnsherr Wallenstein zwang die Stadt Rostock durch das bewährte Mittel einer Blockade Warnemündes in die Knie und baute sie zur Garnisonsstadt aus. Um den Hafen behaupten zu können, wurde eine Schanze angelegt. Das Jahr 1631 markiert das Ende der kaiserlichen Besatzung und den Beginn der „Schwedenzeit“. Für Rostock hatte auch dieser Machtwechsel kaum Folgen; so erlebte etwa die Universität trotz der unruhigen Zeiten eine Blüte. Waren das Land und die Dörfer Mecklenburgs Gewalt und Plünderungen der Soldateska wehrlos ausgesetzt, boten die Rostocker Stadtmauern vielen Flüchtlingen Schutz. Der Seehandel ging allerdings drastisch zurück. Am schwersten traf die Stadt der Schwedenzoll vor Warnemünde.

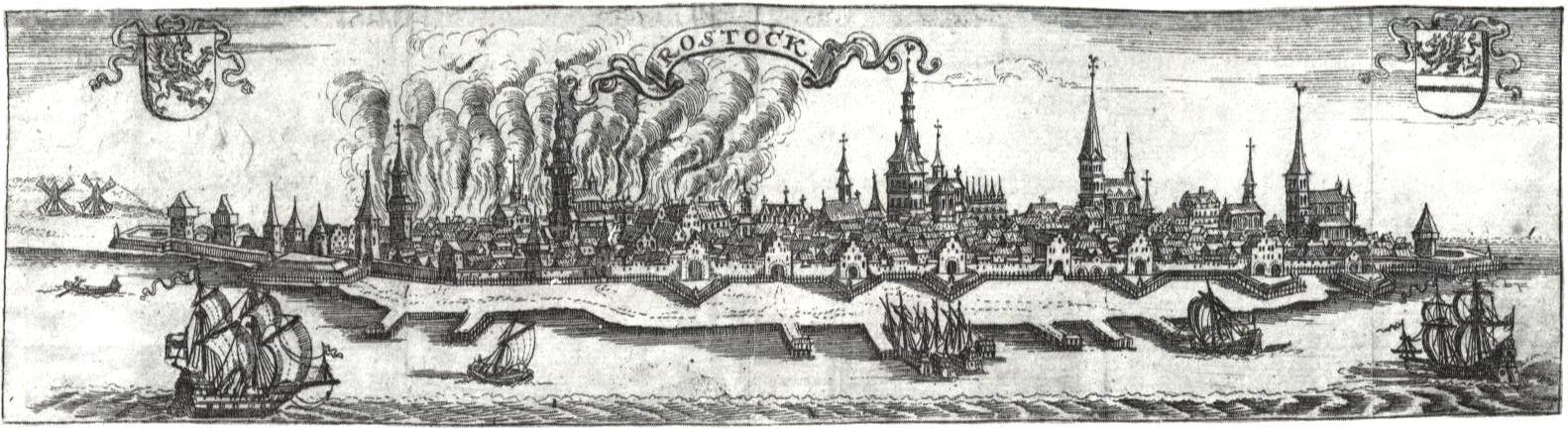
Rostocker Stadtbrand von 1677, Kupferstich von Amadeus von Fridleben, 1678

Zugleich bröckelte der Hansebund beträchtlich. Aufgrund der wachsenden Interessenunterschiede der Städte verlor auch Rostock den hansischen Rückhalt und musste alleine gegen die politischen Kräfte bestehen. In diese Phase der Stagnation brach über Nacht die Katastrophe herein: Ein verheerender Stadtbrand vernichtete 1677 fast die gesamte Altstadt und einen beträchtlichen Teil der nördlichen Mittelstadt – insgesamt etwa 700 Häuser und Buden, ein Drittel aller Gebäude der Stadt. Besonders schwer wog die Zerstörung des Zentrums des Rostocker Brauwesens. Die Zahl der Brauhäuser sank von knapp 200 auf unter 100, die Einwohnerzahl, die Ende des 16. Jahrhunderts 14.000 betragen hatte, ging auf 5.000 zurück. Rostock versank im Dämmerschlaf.
Das Wiedererwachen bewirkten die absolutistischen Absichten der Schweriner Herzöge. Positiv und negativ: Einerseits versprach die Erhebung zur herzoglichen Residenz 1702 die Förderung der Wirtschaft, andererseits drohte ein Verlust der politischen Selbständigkeit. Zudem wurde die Stadt zum Magneten für Plünderungen durch dänische und schwedische Truppen im Großen Nordischen Krieg (1700–1721). Doch es sollte noch schlimmer kommen: Herzog Karl Leopold ließ 1715 Rat und Hundertmännerkollegium festsetzen und das städtische Eigentum beschlagnahmen; 1760 ging das herzogliche Professorenkollegium nach Bützow; 1788 erkannte ein erneuerter Erbvertrag mit dem mecklenburgischen Herzog dessen Gewalt an. Damit war Rostock endgültig zu einer Landstadt Mecklenburgs geworden. Der Rat behielt jedoch weitgehende Privilegien und Rechte, insbesondere bezüglich Stadtregiment, Gesetzgebung, Gerichtsbarkeit und Finanzhoheit. Ende des 18. Jahrhunderts strebte die Seeschifffahrt Rostocks einer neuen Blüte zu. Statt Malz und Bier wurde nun vorrangig Getreide transportiert.

### Langes 19. Jahrhundert
Der Ausdruck Langes 19. Jahrhundert bezeichnet die Zeitspanne von 1789 bis 1914.
Franzosenzeit und Industrialisierung
Der Seehandel blieb die wirtschaftliche Triebfeder der Stadt. Während der Franzosenzeit (1806–13) konnte das Leben in Rostock allerdings nicht in den gewohnten Bahnen verlaufen. Vor allem zwischen Oktober 1806 und Frühjahr 1809 traf die Kontinentalsperre den Handel und die Schifffahrt empfindlich. Der in Rostock geborene preußische Generalfeldmarschall Blücher gehörte zu den herausragenden Persönlichkeiten der anschließenden Befreiungskriege (1813–1815).
Ab etwa 1820 machte der Rat den Bedürfnissen von Schiffbau und Schifffahrt Platz: Teile der Stadtmauer wurden geschleift, Stadttore verschwanden, feste Brücken ersetzten die Zugbrücken. Auch die Umgestaltung des Hopfenmarkts schritt voran. Zu den Barockbauten, die bereits an die Stelle der hansischen Häuser getretenen waren, gesellten sich bald klassizistische Bauwerke. Straßen wurden gepflastert, Überlandverbindungen angelegt. Hauptprofiteure waren Händler und die Post. Die Schiffe für die größte Handelsflotte im Ostseeraum wurden überwiegend in Rostocker Werften gebaut. 1850 erfolgte der Anschluss an das deutsche Eisenbahnnetz.
Die Industrialisierung hatte nicht nur positive Seiten: In den unteren Schichten der Gesellschaft führten neben Missernten im Land auch Verelendung und Arbeitslosigkeit zu einer unruhigen Stimmung. Im Zuge der Märzrevolution wurden liberale Forderungen nach einer Demokratisierung des bestehenden politischen und wirtschaftlichen Systems laut. Mit nur kurzem Erfolg: Bereits 30 Monate nach der Reformierung des alten Ratssystems 1849 setzte der Großherzog von Mecklenburg-Schwerin das alte Hundertmännergremium wieder ein.
Norddeutscher Bund und Gründerzeit

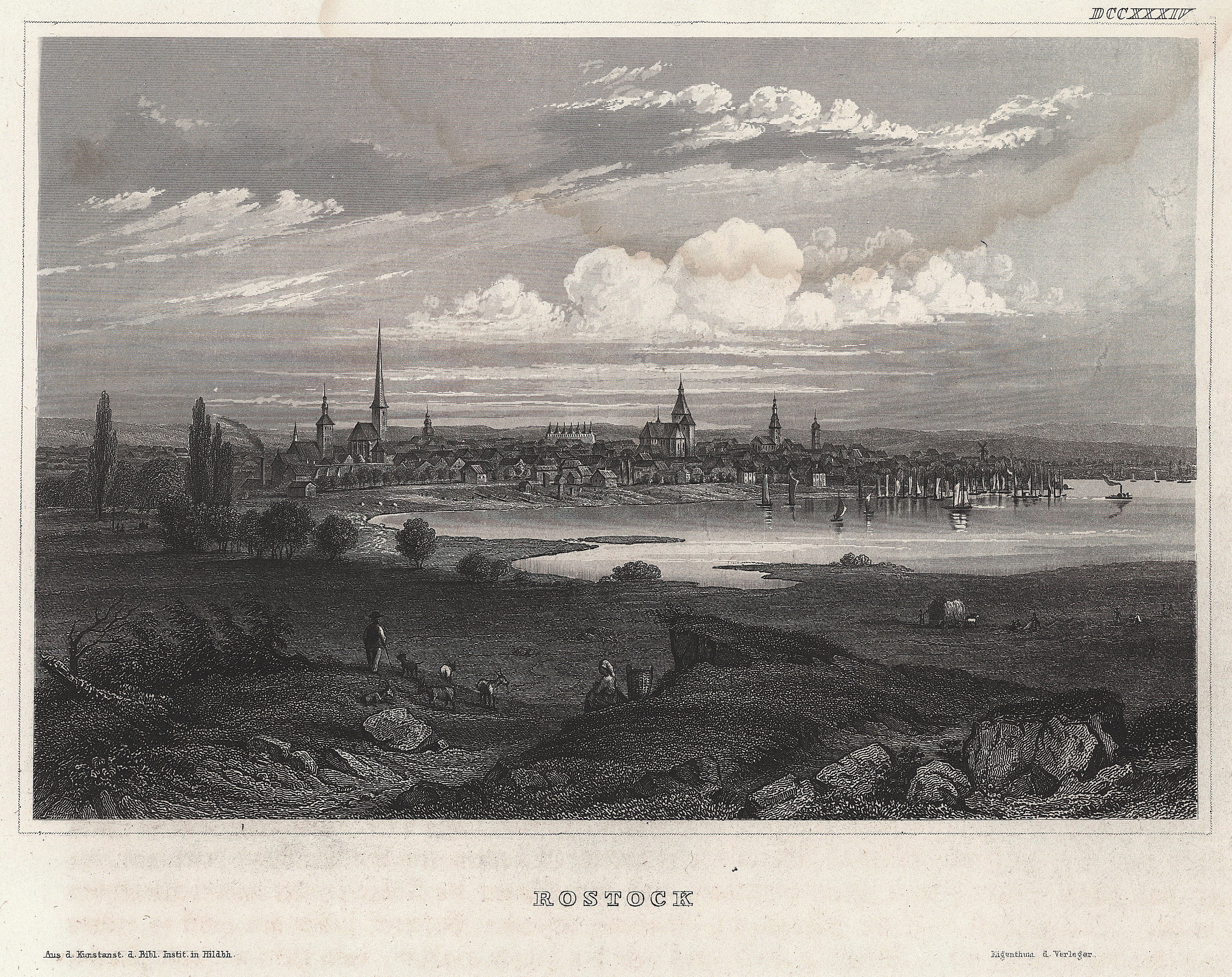
Blick auf Rostock in den 1850er Jahren

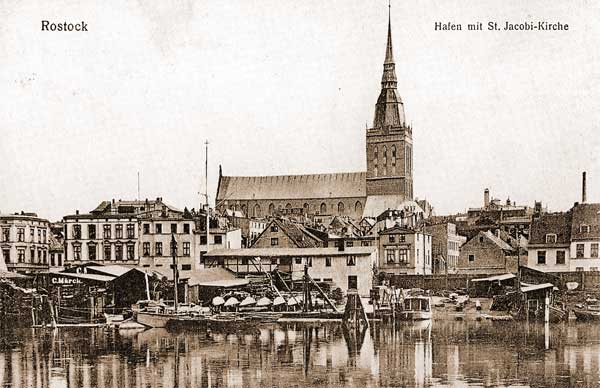
Rostocker Hafen und Jakobikirche um 1900

Mitte des 19. Jahrhunderts zählte Rostock etwa 30.000 Einwohner. Die Wirtschaft profitierte von einigen Reformen im Norddeutschen Bund: Das Gesetz über die Freizügigkeit gewährte ab 1868 jedem Bundesangehörigen die Niederlassungsfreiheit. Die Gewerbeordnung beendete 1869 den Zunftzwang durch die Einräumung der Gewerbefreiheit. 1890 wurde die 1850 gegründete „Schiffswerft und Maschinenfabrik“ Tischbein & Zeltz als „Neptun“-Werft zum ersten industriellen Großbetrieb Mecklenburgs. Andere wachsende Wirtschaftszweige waren die chemische Industrie, der Landmaschinenbau sowie das Bauwesen und der Dienstleistungssektor. Warnemünde hatte sich seit der Aufnahme des Badebetriebs 1821 zu einem der bedeutendsten Seekurorte in Deutschland entwickelt.
Nachdem die Zuständigkeit für die Rostocker Universität 1827 durch einen Vertrag mit der Stadt vollständig auf das Großherzogtum Mecklenburg-Schwerin übergegangen war, wurde bis Ende des 19. Jahrhunderts durch einen großzügigen Ausbau und innere Reformen wieder der Anschluss an die übrigen deutschen Universitäten erreicht. Großherzog Friedrich Franz II. ließ mehrere neue Lehrstühle und Institute einrichten und bemühte sich systematisch um die Gewinnung bedeutender Gelehrter. Das Hauptgebäude wurde 1866 bis 1870 vom Schweriner Hofbaurat Hermann Willebrand im Stil der Neorenaissance erbaut.
Mit der Reichsgründung 1871 begann auch in Rostock der dynamische Entwicklungsprozess der Gründerzeit. Die rasante Wirtschafts- und Einwohnerentwicklung zwang in allen Bereichen zur umfassenden Modernisierung der Infrastruktur. Die Stadt wurde in westlicher Richtung um das Arbeiterviertel Kröpeliner-Tor-Vorstadt und südlich um das Villenviertel Steintor-Vorstadt erweitert. Vereine waren schnell auf nahezu allen Feldern des öffentlichen Lebens aktiv. Politisch blieb die Wahl des Rates auf eine relativ kleine Gruppe von Bürgern beschränkt.

### Kurzes 20.Jahrhundert
Kurzes 20. Jahrhundert bezeichnet die Zeitspanne vom Ersten Weltkrieg bis 1989.
Erster Weltkrieg und Weimarer Republik
Während des Ersten Weltkriegs gingen Rohstoffe und Lebensmittel zu einem großen Teil an die Front. Die zunehmende Not entlud sich ab 1917 in Unruhen, Streiks und der Gründung von Ortsgruppen rechts- und linksorientierter Parteien. Auslöser der Novemberrevolution und infolgedessen des Sturzes der Monarchie war der Kieler Matrosenaufstand, in dem Marineeinheiten Kriegsschiffe in ihre Gewalt brachten und das Ende des Krieges forderten. Der Funke sprang auf die Bevölkerung über – nach Warnemünde auch in Rostock.

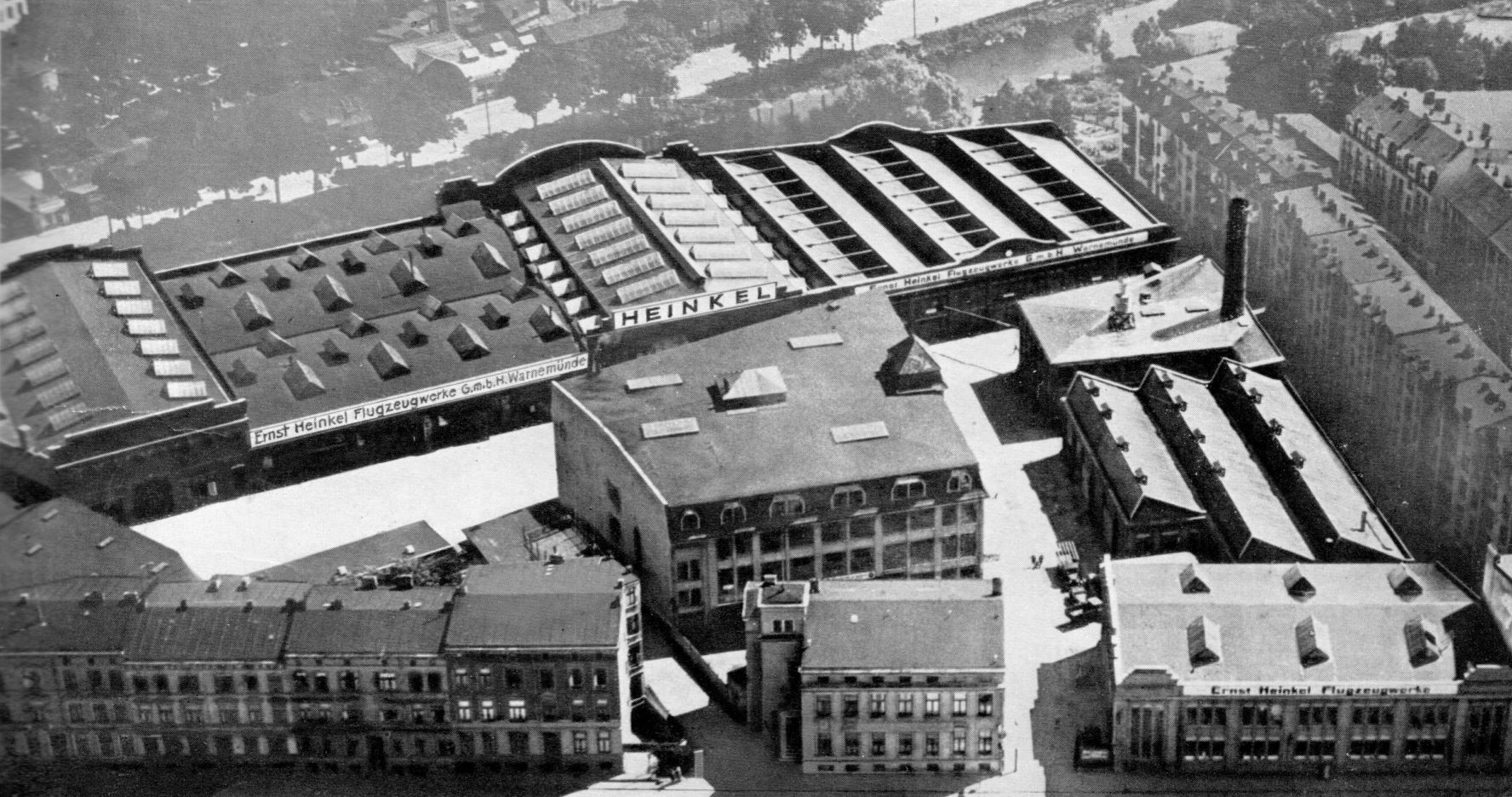
Betriebsstätte der Heinkel-Werke (ca. 1930)

Die Zeit der Weimarer Republik war geprägt von der Machtlosigkeit der Politik gegenüber wirtschaftlichen und sozialen Krisen. Die Inflation warf 1923 die gerade sich erholende Wirtschaft wieder zurück, gleichermaßen die Weltwirtschaftskrise 1929. In den guten Jahren gab der Flugzeugbau in Warnemünde mit den beiden neugegründeten Unternehmen Heinkel und Arado neue Impulse. Die Neptun-Werft dagegen entwickelte sich Mitte der 1920er-Jahre zum Problemfall. Eine wichtige Rolle spielte der Fremdenverkehr: Hotels, Pensionen, Gaststätten und Einzelhandel profitierten von der steigenden Zahl der Badegäste in Warnemünde.
Nationalsozialismus und Zweiter Weltkrieg
Mit der Gleichschaltung der Länder wurden sämtliche KPD-Mandate aufgehoben und die Stadtverordnetenversammlung auf der Grundlage der Reichstagswahl vom März 1933 neu zusammengesetzt. In Rostock war die NSDAP stärkste Partei und erhielt zudem die Mandate der DVP und des Christlich-Sozialen Volksdiensts. Folglich setzte sich der neue Stadtrat aus 15 Abgeordneten der NSDAP, 12 der SPD und 8 der Kampffront Schwarz-Weiß-Rot zusammen. Bereits im Juni 1933, kurz nach dem Ermächtigungsgesetz vom 24. März 1933, dem Berufsbeamtengesetz und dem reichsweiten Verbot der SPD, waren die Nationalsozialisten im Stadtrat unter sich. Ihren Abschluss fand die Machtübernahme der NSDAP in Rostock mit der Umsetzung der Deutschen Gemeindeordnung im Herbst 1935. Die Universität galt bereits seit Sommer 1933 als „arisiert“. Jüdische Unternehmen wie die EMSA-Werke von Max Samuel wurden bis Mitte 1939 systematisch verdrängt. Beim Novemberpogrom 1938 brannte auch die Rostocker Synagoge. Das Ende der nationalsozialistischen Gewaltherrschaft überlebten in der Stadt nur 14 jüdische Bürger. An die Opfer erinnern seit 2000 in den Boden eingelassene Denk- und Stolpersteine.
Die Aufrüstung der Wehrmacht brachte Rostock einen deutlichen wirtschaftlichen Aufschwung. Gewinner waren die Unternehmen Heinkel, Arado und Neptun. 1935 erreichte die Einwohnerzahl die 100.000er-Marke. Die Stadterweiterung erfolgte in erster Linie Richtung Westen. Außerhalb entstanden die Siedlungen Dierkow und Reutershagen.
Während des Zweiten Weltkriegs kam man dem akuten Arbeitskräftebedarf in der Rüstungsindustrie mit Dienstverpflichtungen sowie dem Einsatz ausländischer Kriegsgefangener, Zwangsarbeiter und Häftlingen aus dem Konzentrationslager Ravensbrück nach. Als Zentrum der Rüstungsindustrie des Dritten Reichs wurde Rostock bereits ab Juni 1940 bombardiert. Am Ende des Krieges waren fast 25 % der Wohnhäuser vollständig zerstört, weitere ca. 60 % beschädigt. Ebenso zerbombt waren das Stadttheater, das Post- und Telegrafenamt, das Oberlandes- und das Amtsgericht, das Landratsamt, zwei Kliniken, drei Schulen und zahlreiche kulturhistorische Bauten. Am 1. Mai 1945 zog die Rote Armee nahezu kampflos in die Stadt ein.
DDR-Zeit
Mecklenburg wurde eines von fünf Ländern der Sowjetischen Besatzungszone. In Rostock lebten nur noch 69.000 Menschen, große Teile der Stadt waren zerstört. Die Besatzungsmacht begann, einen Teil der existierenden Betriebe zu demontieren. In der Nachkriegszeit galt es v. a., die Häuser und die Wirtschaft wieder aufzubauen. Ein erstes Zeichen setzte 1946 die Industrieausstellung „Rostock baut auf“. Bis 1950 war die Bevölkerung durch Heimkehrer, Flüchtlinge aus den ehemaligen deutschen Ostgebieten und weiterer Zuwanderer wieder auf Vorkriegsniveau angewachsen.
Am 7. Oktober 1949 wurde die SBZ zum Staatsgebiet der neu gegründeten Deutschen Demokratischen Republik. Bei der ersten freien Wahl zur Rostocker Stadtverordnetenversammlung 1946 hatte die aus SPD und KPD vereinigte SED gegenüber den bürgerlichen Parteien LDPD und CDU nur durch das Mandat des Frauenausschusses die Mehrheit erreicht. Der trotz seiner Kritik an der Zwangsvereinigung zum Oberbürgermeister eingesetzte Albert Schulz war im Sommer 1949 zurückgetreten und in den Westen geflohen. Von seinen Nachfolgern ging kein Widerstand aus. Die Unzufriedenheit in der Bevölkerung aufgrund des Mangels an Unterkünften und der schlechten Versorgung mit Konsumgütern, der Enteignungswelle unter dem Decknamen Aktion Rose etc. mündete 1953 in den Aufstand des 17. Juni. Zur Beruhigung lenkte man ein: Stromsperren wurden aufgehoben, einige Geschäfte an ihre Besitzer zurückgegeben und die Renten und Löhne erhöht.

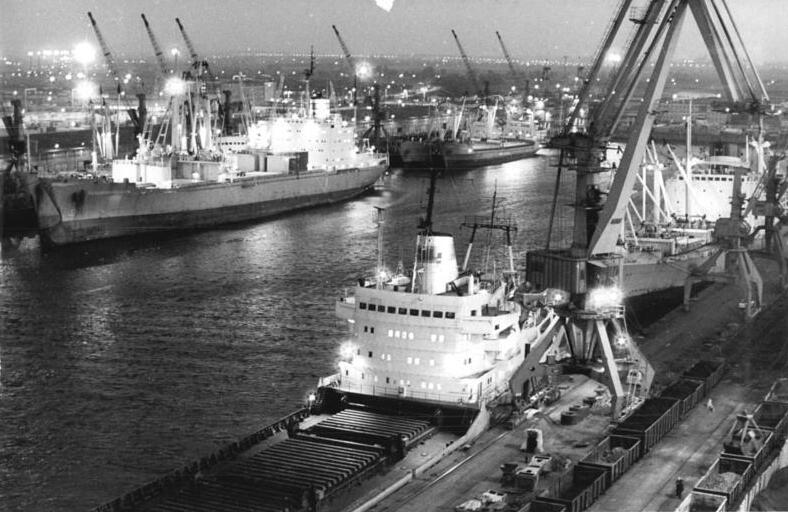
Der Überseehafen im Jahr 1983

Durch die Verwaltungsreform 1952 zur Bezirksstadt erhoben, erfuhr Rostock alsbald eine systematische Aufwertung. In den Folgejahren entwickelte sich die Stadt zum Schiffbau- und Schifffahrtszentrum des Landes. Neben den Werften waren 1949 das Dieselmotorenwerk (DMR), 1950 das spätere Fischkombinat und 1952 die Deutsche Seereederei entstanden. Zwischen 1957 und 1960 folgte der Überseehafen Rostock. Seit 1955 wurde in Rostock die Ostseewoche ausgerichtet, nach der Leipziger Messe die wichtigste Großveranstaltung der DDR mit internationalem Akzent.

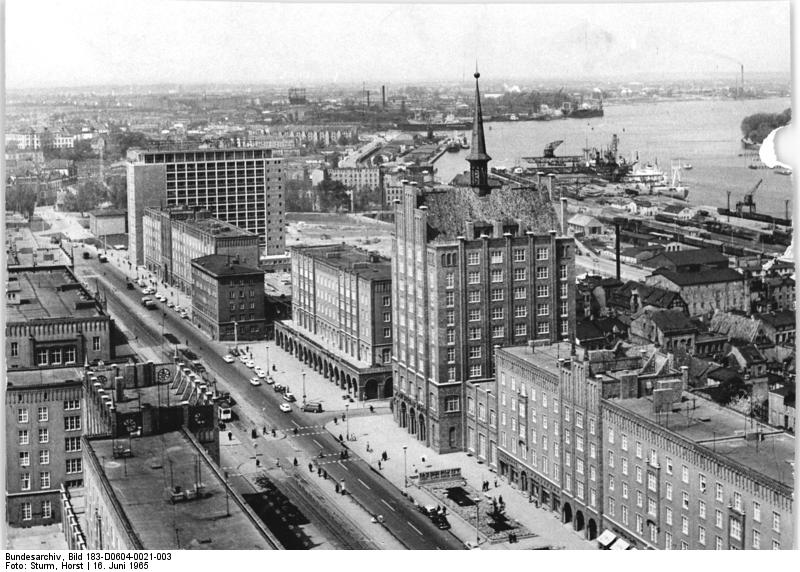
Lange Straße (1965)

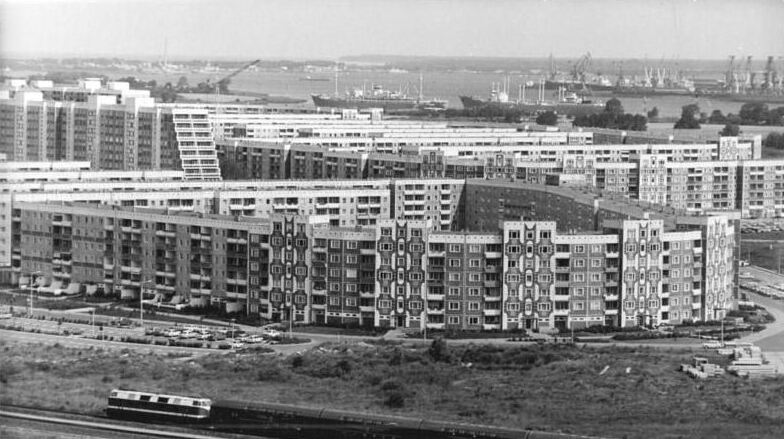
Siedlung Rostock-Schmarl (1981)

Im Gegensatz zu Industrieanlagen wurden Wohnungen zunächst jedoch nur schleppend neu errichtet. Einen raschen Wiederaufbau erfuhr lediglich die stark zerstörte Östliche Altstadt. Schwerpunkt des Städtebaus war ab 1953 der Ausbau der Langen Straße zur sozialistischen Achse. Das Entstehen neuer Sportstätten und öffentlicher Gebäude wäre ohne die unentgeltlich geleistete Wiederaufbauarbeit kaum möglich gewesen. Ebenso halfen die Mitglieder von Arbeiterwohnungsbaugenossenschaft im Wohnungsbau mit. 1953 bzw. 1958 begann der Bau zweier großer Neubaugebiete in Reutershagen. 1960 zählte Rostock über 158.000 Einwohner.
Rostock wuchs in den 1960er und 1970er Jahren weiter. 1971 wurde die 200.000er-, 1987 die 250.000er-Marke überschritten. Die industrielle Plattenbauweise ermöglichte ein rasantes Bautempo. In dreieinhalb Jahrzehnten entstanden neun Großwohnsiedlungen mit rund 54.000 Wohnungen, in denen mehr als die Hälfte aller Rostocker wohnte. Große Teile der Altbausubstanz wurden dagegen dem Verfall preisgegeben. Anfang der 1980er-Jahre riss man die nach dem Krieg nur dürftig reparierte Nördliche Altstadt nahezu komplett ab. Die Wohnbauten wurden ersetzt durch weitgehend an das historische Stadtbild angepasste Plattenbauten. Den Höhepunkt der baulichen Umgestaltung bildete das Fünf-Giebel-Haus am Universitätsplatz (1984–86).

### Ab 1989/90
Während der Umbruchszeit 1989 waren die Rostocker Kirchen Anlaufstellen oppositioneller Kräfte, die sich in der Marienkirche zu Mahngottesdiensten unter der Leitung von Pastor Joachim Gauck versammelten. Die erste Donnerstagsdemonstration fand am 19. Oktober statt. Ende November wurde in Rostock ein Runder Tisch gebildet, um aktiv den politischen Umbruch mitzugestalten.
Nach der deutschen Wiedervereinigung 1990 hatte die Stadt mit enormen wirtschaftlichen Problemen zu kämpfen und erlebte einen starken Bevölkerungsrückgang um ungefähr 50.000 Einwohner, der erst nach 2000 zum Stillstand kam. Als ein Tiefpunkt dieser Zeit müssen die ausländerfeindlichen Ausschreitungen von Lichtenhagen im August 1992 gewertet werden, an denen sich mehrere hundert teilweise extremistische Randalierer und bis zu 3000 applaudierende Zuschauer beteiligten, und die als die massivsten rassistisch motivierten Übergriffe der deutschen Nachkriegsgeschichte gelten.
Rostock richtete die Internationale Gartenbauausstellung 2003 (IGA) aus und unterhält auf dem Gelände seither auch eine Kongress- und Messehalle (HanseMesse). Eine gemeinsame Bewerbung mit Leipzig um die Austragung der Olympischen Sommerspiele 2012 misslang 2004 schon in der internationalen Vorauswahl durch das IOC. Der G8-Gipfel 2007 fand im 22 km entfernten Seebad Heiligendamm statt. Im September 2012 wurde mit dem Darwineum eine Evolutionsausstellung im Rostocker Zoo eröffnet. 2018 feierte die Stadt das Doppeljubiläum 800 Jahre Rostock und 600 Jahre Universität. Anlässlich dieses Jubiläums gab die Deutsche Post AG eine Sonderbriefmarke im Nennwert von 70 Eurocent heraus. Heute hat Rostock wieder etwa 210.000 Einwohner und zählte 2023 laut einer Erhebung der EU zu den zehn lebenswertesten Städten Europas.

## Bevölkerung

Einwohnerentwicklung 1871 bis 2018

Da Rostock lange Zeit nicht über seine Grenzen hinauswuchs, blieb die Einwohnerzahl vom Mittelalter bis in das 19. Jahrhundert konstant bei maximal 11.000 bis 14.000 Personen. Erst mit der Industrialisierung begann diese schnell zu wachsen und überschritt 1935 die Grenze von 100.000, wodurch Rostock zur Großstadt wurde. Bis 1940 stieg die Bevölkerungszahl dann auf 129.500. Auf Grund des Zweiten Weltkriegs sank diese bis Mai 1945 um etwa die Hälfte auf 68.928, stieg dann aber mit der Zuwanderung deutscher Vertriebener aus den Ostprovinzen schnell an.
1971 wurde die Zahl von 200.000 Einwohnern überschritten. 1988 erreichte die Bevölkerungszahl der Stadt mit rund 254.000 ihren Höchststand. Nach der Wende in der DDR verlor die Stadt wegen hoher Arbeitslosigkeit, des Wegzugs vieler Einwohner in das Umland und des Geburtenrückgangs mit 55.000 Personen 22 Prozent ihrer Bewohner. 2007 stieg die Bevölkerung Rostocks wieder auf über 200.000 Personen an, zum Jahresende lebten 200.413 Menschen in der Stadt. Bis Ende 2022 stieg die Einwohnerzahl auf 209.920.
Im Zuge des Bevölkerungswachstums nahm in den letzten Jahren die Bedeutung des Immobilienmarktes und im Speziellen des Wohnungsmarktes in Rostock und seiner Regiopolregion zu, die Miet- und Eigentumspreise stiegen in attraktiven Wohnlagen wie in urbanen Blockrandvierteln und Villenkolonien konstant. Zudem entstanden an einigen Stellen im Stadtgebiet Neubauviertel.

## Politik

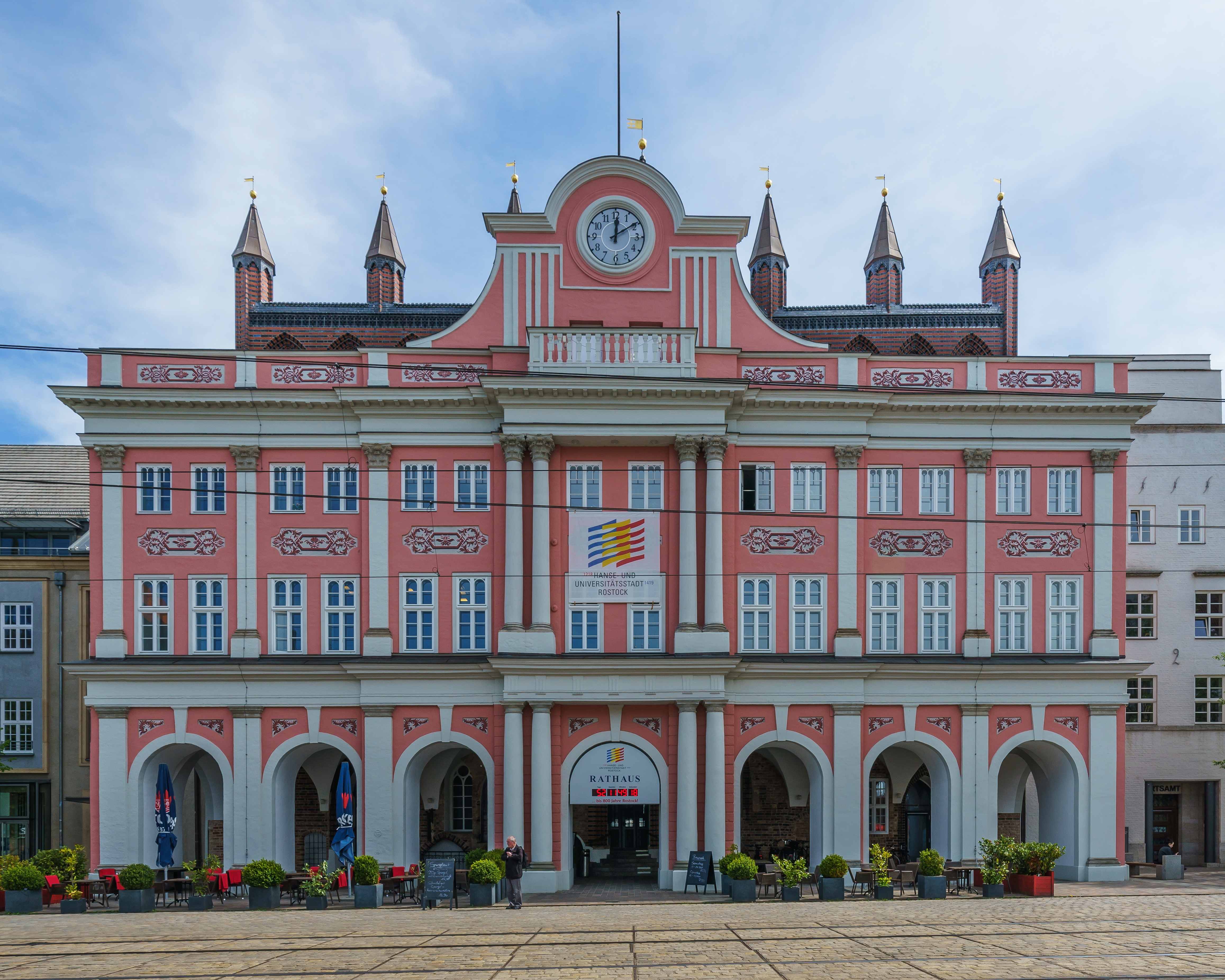
Das Rostocker Rathaus

### Bürgermeister
An der Spitze der Stadt stand seit dem 13. Jahrhundert der Rat mit zunächst 10, später 24 Ratsherren. Den Vorsitz hatte der Proconsules beziehungsweise Bürgermeister. Im 19. Jahrhundert gab es sogar drei Bürgermeister. Seit 1925 trägt der Bürgermeister den Titel Oberbürgermeister. Dieser wurde über Jahrhunderte vom Rat der Stadt gewählt. Seit 2002 wird er direkt vom Volk gewählt. Die Amtszeit beträgt zurzeit sieben Jahre.
Bei der ersten direkten Wahl des Oberbürgermeisters 2002 setzte sich Arno Pöker (SPD) in der Stichwahl gegen den Konkurrenten der CDU durch. Pöker hatte das Amt bereits seit 1995 inne. Am 31. Oktober 2004 trat Pöker vom Amt des Oberbürgermeisters zurück. Der Grund für den Rücktritt war die breite Kritik an seinem Führungsstil und an der Finanzierung der Internationalen Gartenbauausstellung 2003. Bis zur Amtsübernahme des direkt gewählten Nachfolgers übernahm Ida Schillen (PDS) das Amt kommissarisch und war damit die erste Frau in diesem Amt.
Zum Oberbürgermeister der Hansestadt Rostock wurde am 27. Februar 2005 Roland Methling (parteilos) im ersten Wahlgang mit absoluter Mehrheit gewählt, bei der Wahl am 5. Februar 2012 wurde er erneut im ersten Wahlgang gewählt.
Die folgende Bürgermeisterwahl in Rostock fand am 26. Mai 2019 statt. Der bisherige OB Roland Methling trat aus Altersgründen nicht erneut an. Die meisten Stimmen erhielt der von FDP und CDU unterstützte parteilose Kandidat Claus Ruhe Madsen (34,6 %), gefolgt von Steffen Bockhahn (Linke, 18,9 %) und Chris Müller-von Wrycz Rekowski (SPD, 13,2 %). Sieger der Stichwahl zwischen Madsen und Bockhahn am 16. Juni 2019 wurde Claus Ruhe Madsen mit 57,1 %. Er trat sein Amt im September 2019 an und schied im Juni 2022 aus, als er Wirtschaftsminister der Landesregierung von Schleswig-Holstein im Kabinett Günther II wurde. Kommissarischer Oberbürgermeister war seitdem Chris von Wrycz Rekowski (SPD).
Die erste Runde der daraufhin notwendig gewordenen Oberbürgermeisterwahl fand am 13. November 2022 statt. Dabei errang die Kandidatin der Linken, Eva-Maria Kröger, mit 25,3 % die relative Mehrheit der abgegebenen Stimmen, gefolgt von Michael Ebert, der von CDU, FDP und UFR unterstützt wurde und 23,6 % der Stimmen erreichte und der Leiterin des Staatlichen Bau- und Liegenschaftsamts in Rostock, Carmen-Alina Botezatu, die für die SPD antrat und 16,5 % der Stimmen gewann. Damit wurde eine Stichwahl zwischen Kröger und Ebert nötig, welche am 27. November 2022 stattfand und in der sich Kröger mit 58,4 % gegen Ebert durchsetzte. Kröger ist seit der Amtsübernahme am 1. Februar 2023 Oberbürgermeisterin Rostocks. Damit änderte die Stadt den Behördennamen der Stadtverwaltung in „Hanse- und Universitätsstadt Rostock, Die Oberbürgermeisterin“.

### Bürgerschaft
- BSW: 3
- Linke: 10
- SPD: 8
- Grüne: 6
- Volt: 1
- FW: 1
- Rostocker Bund: 2
- PARTEI: 1
- UFR: 1
- FDP: 2
- CDU: 9
- AfD: 9

Die Stadtvertretung trägt in hanseatischer Tradition die Bezeichnung Bürgerschaft und wird auf 5 Jahre gewählt. Die Bürgerschaft besteht seit 1994 aus 53 Abgeordneten. Bei der ersten Wahl nach der politischen Wende 1989/1990 waren es 130 Sitze.
Die Wahl zur 8. Bürgerschaft fand am 9. Juni 2024 im Rahmen der Kommunalwahlen in Mecklenburg-Vorpommern statt. Die AfD wurde erstmals stärkste Partei und erhielt ebenso wie die CDU neun Sitze in der Bürgerschaft. Dicht dahinter folgen Die Linke und SPD mit jeweils acht Sitzen. Bündnis 90/Die Grünen sind mit sechs Sitzen vertreten, das Bündnis Sahra Wagenknecht wurde bei ihrer ersten Wahl mit fünf Mandaten in die Bürgerschaft gewählt. Darüber hinaus sind mehrere Kleinparteien vertreten.
Am 17. Juli trat die neue Bürgerschaft erstmals zusammen. Die Grünen bilden eine gemeinsame Fraktion mit Volt. Eine weitere parteiübergreifende Fraktion bildete sich aus den Mandatsträgern der FDP, der UFR und des Vertreters der PARTEI.
Die Bürgerschaft wählt ein Mitglied zum Präsidenten / zur Präsidentin. Dieses repräsentative Amt wurde 1990 durch die damalige Volkskammer der DDR eingeführt (Gesetz über die Selbstverwaltung der Gemeinden und Landkreise in der DDR). Zunächst hauptamtlich wahrgenommen, wird es seit der Änderung der Kommunalverfassung 1994 ehrenamtlich ausgeführt. Der Präsident der Bürgerschaft leitet die Sitzungen, bereitet diese vor und vertritt die Bürgerschaft nach außen. Als Beschwerdekommission ist das Präsidium der Bürgerschaft zudem zuständig für die Behandlung von Angelegenheiten der Einwohner, denen in der DDR-Vergangenheit Unrecht zugefügt wurde, sowie für Beschwerden allgemeiner Art. Seit dem 17. Juli 2024 ist Heinrich Prophet (CDU) Präsident der Bürgerschaft. Zu seinen Stellvertreterinnen wurden Jutta Reinders (Die Linke) sowie Anke Knitter (SPD) gewählt. Dem Präsidium gehören außerdem Anja Eggert (Grüne), Lajos Orban (BSW) und Rainer Bauer (UFR) an.

### Verwaltung
Rostock ist neben Schwerin eine von zwei kreisfreien Städten in Mecklenburg-Vorpommern. Als solche nimmt Rostock neben den Aufgaben als Gemeinde zusätzlich die eines Landkreises wahr.
Die Verwaltung ist in den Bereich des Oberbürgermeisters und drei Senatsbereiche gegliedert. Beim Oberbürgermeister sind die Bereiche Zukunft, Wirtschaft, Grundsatz angesiedelt, drei Senatoren bearbeiten die Gebiete Finanzen, Verwaltung und Ordnung, Bau und Umwelt sowie Jugend und Soziales, Gesundheit, Schule und Sport.
Die Ortsteile der Stadt sind zu insgesamt 19 Ortsteilvertretungen zusammengefasst. Diese Gremien heißen Ortsbeiräte und werden von der Bürgerschaft der Stadt Rostock nach jeder Kommunalwahl durch die Bürgerschaft neu bestimmt. Die Sitzverteilung erfolgt dabei auf Basis des Kommunalwahlergebnisses in den jeweiligen Ortsbereichen. Ihre Mitgliederzahl schwankt je nach Größe ihres Zuständigkeitsbereichs zwischen 9 und 13. Die Ortsbeiräte sind zu wichtigen Angelegenheiten in ihren Ortsteilen zu hören und sind vor allem beratend tätig. Eine endgültige Entscheidungskompetenz hat jedoch nur die Bürgerschaft der Gesamtstadt.
| Präsidium                                                                                        | Präsidium                | Präsidium                                    | Präsidium |
| Funktion                                                                                         | Amtsinhaber              | Partei/Wählergruppe                          | Bild      |
| ------------------------------------------------------------------------------------------------ | ------------------------ | -------------------------------------------- | --------- |
| Bürgerschaftspräsident                                                                           | Heinrich Prophet         | CDU                                          |           |
| Senatoren                                                                                        |                          |                                              |           |
| Senatsbereich                                                                                    | Amtsinhaber              | Partei/Wählergruppe                          | Bild      |
| Grundsatz, Wirtschaft, Ehrenamt und Kultur Oberbürgermeisterin                                   | Eva-Maria Kröger         | Die Linke                                    |           |
| Finanzen, Digitalisierung und Ordnung Erster Vertreter der Oberbürgermeisterin                   | Chris von Wrycz Rekowski | SPD                                          |           |
| Stadtplanung, Bau, Klimaschutz und Mobilität                                                     | Ute Fischer-Gäde         | Bündnis 90/Die Grünen                        |           |
| Jugend und Soziales, Gesundheit, Schule und Sport Zweiter Stellvertreter der Oberbürgermeisterin | Steffen Bockhahn         | parteilos (bis: 22. Februar 2023: Die Linke) |           |

### Wappen
| Wappen der Hansestadt Rostock | Blasonierung: „Geteilt; oben in Blau ein schreitender goldener Greif mit aufgeworfenem Schweif und ausgeschlagener roter Zunge; unten geteilt von Silber über Rot.“ |
| Wappen der Hansestadt Rostock | Wappenbegründung: Rostock führte in seiner Geschichte verschiedene Siegel mit unterschiedlichen Siegelbildern. Das sogenannte Sigillum war seit 1257 das Stadtsiegel Rostocks und zeigt einen gekrönten Stierkopf, der später das Mecklenburger Wappen wurde. Das aufgrund seiner sicheren Aufbewahrung als Secretum bezeichnete Siegel, das nur einen Greifen zeigt, ist erstmals 1307 belegt. Der Greif war das herrschaftliche Zeichen der Rostocker Fürsten. Das heutige Wappen ist in Anlehnung an das SIGNVM DE ROZSTOK – als Abdruck aus der zweiten Hälfte des 14. Jahrhunderts überliefert – gestaltet worden. In dem neu gezeichneten Wappen soll der schreitende Greif die Herren zu Rostock als Stadtherren symbolisieren und die Farben Silber über Rot Rostock als eine im engen Bündnis mit dem hansischen Vorort Lübeck stehende Seestadt kennzeichnen. Das Wappen wurde am 10. April 1858 durch Friedrich Franz II., Großherzog von Mecklenburg-Schwerin festgelegt und unter der Nr. 9 der Wappenrolle des Landes Mecklenburg-Vorpommern registriert. |

### Flagge

Flagge der Hansestadt Rostock

Im Laufe der Geschichte hat sich die Stadtflagge mehrmals verändert. Eine Rostocker Hanseflagge ist erstmals 1418 belegt. In der heutigen Form wurde sie zuletzt in der Hauptsatzung von 1991 vom Rat der Stadt festgelegt.
Die Flagge der Hansestadt Rostock ist waagerecht gestreift von Blau – Weiß – Rot (2:1:1). Der blaue Streifen ist mit der Figur des Stadtwappens belegt: mit einem zum Liek gewendeten, schreitenden gelben Greifen mit aufgeworfenem Schweif und ausgeschlagener roter Zunge. Die Figur nimmt fast die Höhe des blauen Streifens ein. Die Höhe des Flaggentuchs verhält sich zur Länge wie 3:5.

### Dienstsiegel
Das Dienstsiegel zeigt das Wappen der Stadt mit der Umschrift HANSE- UND UNIVERSITÄTSSTADT ROSTOCK.

### Logo
Das Logo der Hansestadt Rostock zeigt den Rostocker Greif mit zwei segelartigen Formen, die die Stadtfarben Blau, Weiß und Rot bilden. Unter der Abbildung steht „Hanse- und Universitätsstadt Rostock“.
Es wurde im Rahmen eines Wettbewerbes im Juli 1993 von der Werbeagentur FAB Kommunikation entwickelt. Es soll als Erkennungsfaktor dienen und ein optisches Zeichen sein, dass in der Öffentlichkeit automatisch mit der Hansestadt Rostock verbunden werden soll.

### Städtepartnerschaften
Rostock unterhält seit 1987 eine deutsch-deutsche Städtepartnerschaften mit Bremen, in deren Rahmen nach dem Fall der Mauer und der Wiedervereinigung Aufbauhilfe von Bremen für Rostock geleistet wurde, die aber seitdem in gegenseitigem Einverständnis ruht und lediglich bei besonderen Anlässen durch Besuche und aktive Beteiligung beider Seiten gewürdigt wird. Rostock unterhält zudem innerhalb der Europäischen Union Städtepartnerschaften mit Stettin in Polen seit 1957, Turku in Finnland seit 1959, Dünkirchen in Frankreich seit 1960, Riga in Lettland seit 1961, Antwerpen in Belgien seit 1963, Aarhus in Dänemark seit 1964, Göteborg in Schweden seit 1965, Rijeka in Kroatien und Warna in Bulgarien seit 1966. 2014 wurde anlässlich des 25. Jahrestags der Maueröffnung eine Städtepartnerschaft mit dem dänischen Guldborgsund geschlossen.
Außerhalb der Europäischen Union gibt es Städtepartnerschaften mit Bergen in Norwegen seit 1965, Dalian in der Volksrepublik China seit 1988 und Raleigh (North Carolina) in den USA seit 2001.
Rostock ist Teil der internationalen Städtegemeinschaft Neue Hanse und Mitglied im Konvent der Bürgermeister.

## Kultur und Sehenswürdigkeiten

### Stadtbild, Baudenkmale und Sehenswürdigkeiten

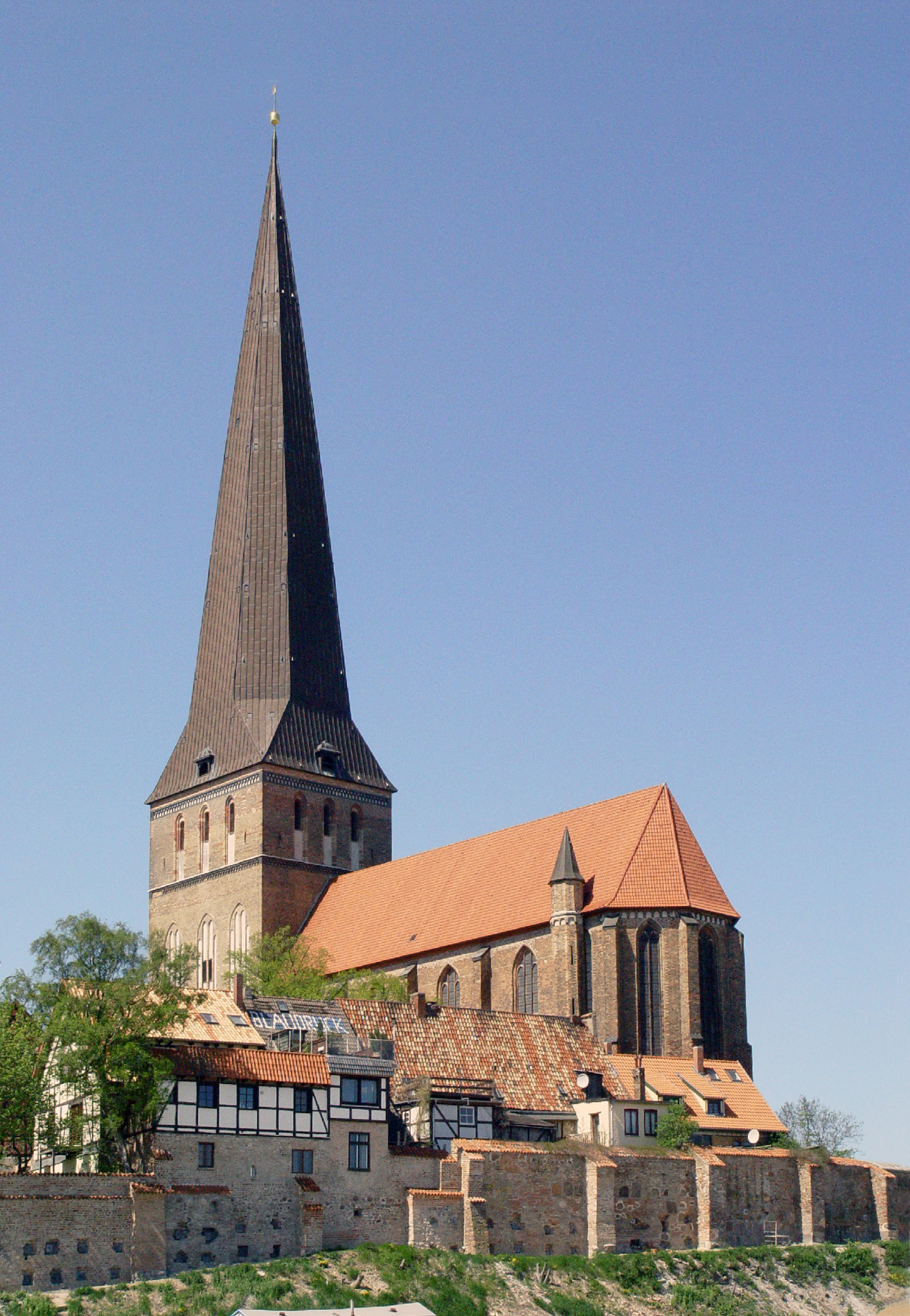
Petrikirche und Teile der Stadtmauer in der östlichen Altstadt

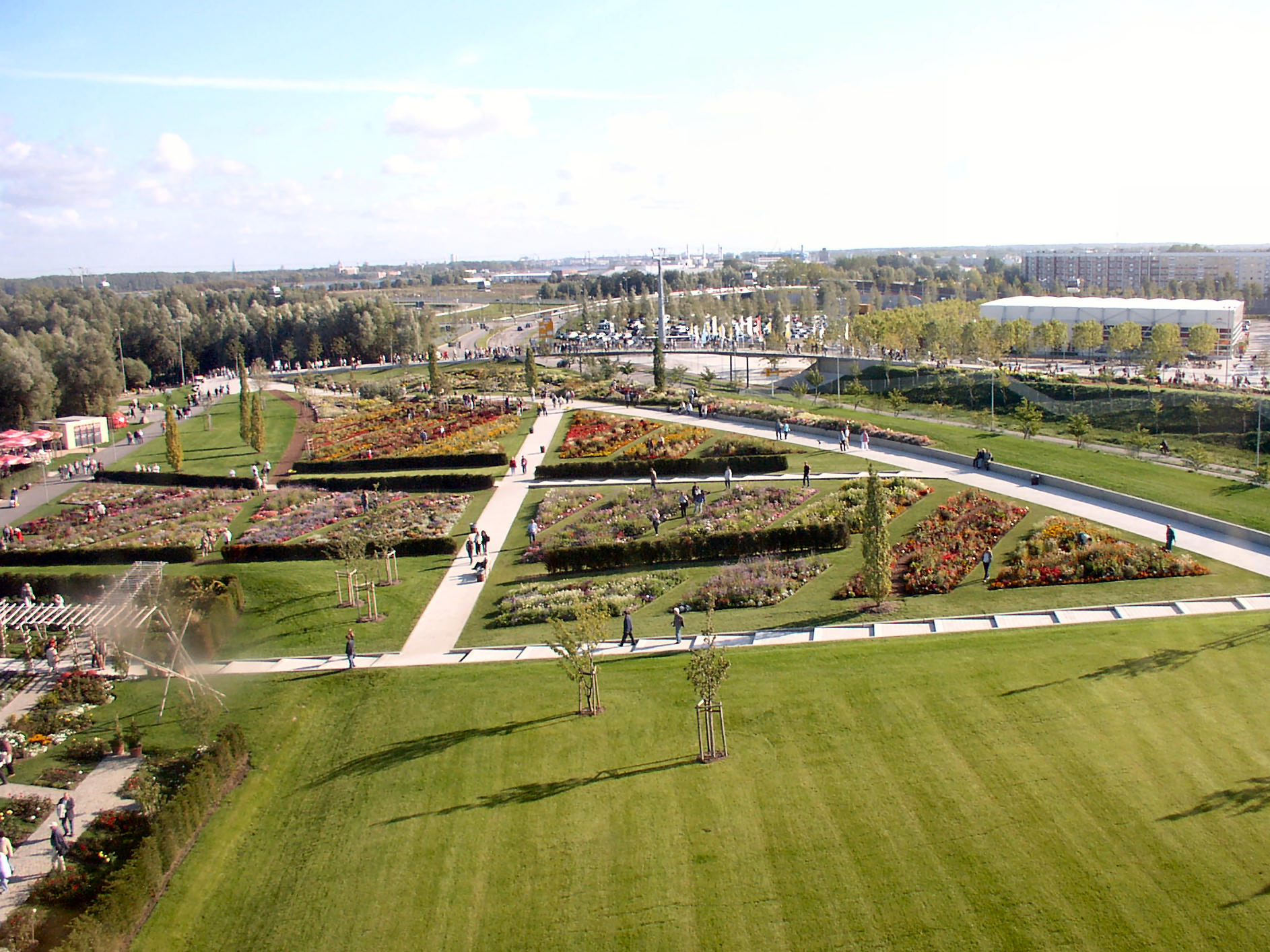
IGA-Park in Rostock-Schmarl

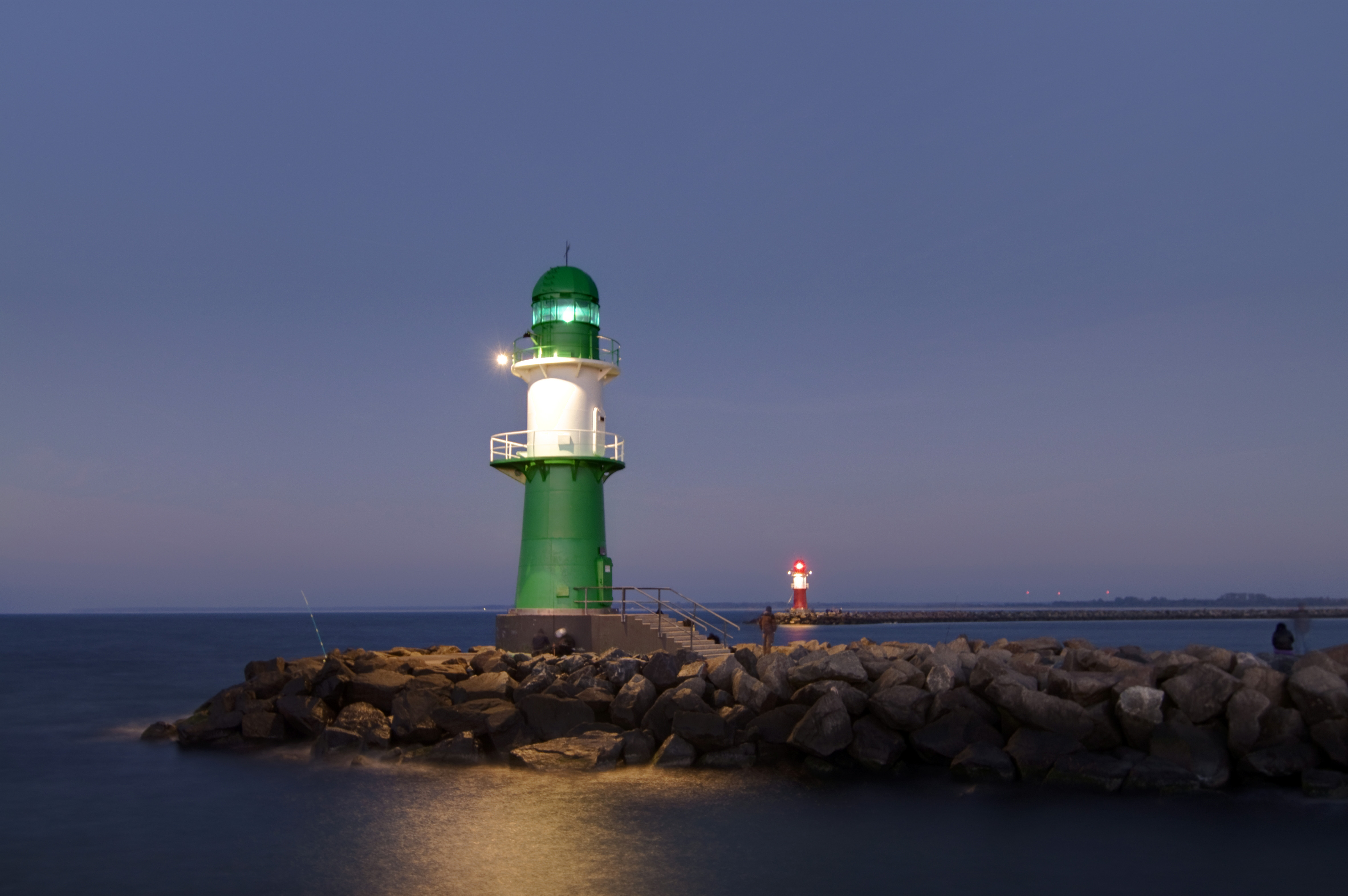
Molenfeuer in Warnemünde, an der Einfahrt zu den Rostocker Häfen

Trotz aller Zerstörungen, die vor allem der Stadtbrand von 1677 und die Bombardierungen des Zweiten Weltkriegs, aber auch die Stadtplanung infolge des Wachstums im 19. Jahrhundert und zur Zeit der DDR verursachten, verfügt Rostock über einen reichen Altbaubestand und einen relativ geschlossenen historischen Stadtkern. Besonders hervorzuheben sind Gebäude im Stil der Backsteingotik aus der Zeit der Hanse.
Die größte Kirche ist St. Marien im Stadtzentrum, ein Hauptwerk der norddeutschen Backsteingotik, geprägt von einem mächtigen Westbau mit Turmmassiv. Der Bau der dreischiffigen Basilika, die aber den Charakter eines Zentralbaus hat, begann um 1290 und war um die Mitte des 15. Jahrhunderts abgeschlossen. St. Marien weist eine besonders reiche Ausstattung auf. Eine frühgotische Vorgängerkirche wurde erstmals 1232 urkundlich erwähnt. In der Östlichen Altstadt stehen die St.-Petri-Kirche am Alten Markt, deren Umgebung die Keimzelle Rostocks darstellt, sowie die frühgotische Nikolaikirche. Die Kirche des Klosters zum Heiligen Kreuz liegt im westlichen Stadtzentrum. Außerhalb der Stadtmauern befinden sich die Heiligen-Geist-Kirche in der Kröpeliner-Tor-Vorstadt und die Kirche Warnemünde, die beide im neogotischen Stil des 19. und frühen 20. Jahrhunderts errichtet wurden.
Dem gotischen Rathaus aus dem 13. und 14. Jahrhundert wurde 1727 eine barocke Fassade vorgesetzt. Beispiele prachtvoller gotischer Kaufmannshäuser sind das Hausbaumhaus, das Kerkhoffhaus, das Ratschow-Haus oder das Krahnstöverhaus in der Großen Wasserstraße. Zahlreiche im Kern mittelalterliche Bürgerhäuser wurden später barock oder klassizistisch überformt, vor allem in repräsentativen Lagen wie am Neuen Markt, in der heutigen Kröpeliner Straße oder am heutigen Universitätsplatz (früher Hopfenmarkt).
Von der Rostocker Stadtbefestigung sind heute noch drei mittelalterliche Stadttore aus Backstein (Steintor, Kuhtor, Kröpeliner Tor) und eines aus klassizistischer Zeit (Mönchentor), ein Wehrturm (Lagebuschturm), größere Teile der Stadtmauer auf einer Länge von insgesamt etwa 1300 Metern, teilweise mit Wieckhäusern, sowie Teile des Festungswalls erhalten.
Markante Bauten des 19. Jahrhunderts sind unter anderem das neugotische Ständehaus, das Hauptgebäude der Universität am Universitätsplatz im Stil der Neorenaissance. Im frühen 20. Jahrhundert wurde die Stadt stark erweitert, dabei entstanden unter anderem ein Villenviertel in der Bahnhofsvorstadt (mit der Zeeckschen Villa als einem wegweisenden Bauwerk dieser Zeit) und das Arbeiterquartier Kröpeliner-Tor-Vorstadt. Zu den zahlreichen Bauten aus der Zeit der Industrialisierung zählt der Wasserturm von 1903.
Eine Reihe von stadtbildprägenden Bauten wurde im Krieg zerstört, einige weitere in den 1950er und 1960er Jahren abgerissen. Mit der Langen Straße entstand in den 1950er Jahren eine repräsentative Magistrale im Stil des Sozialistischen Klassizismus unter Einbeziehung von Elementen der Backsteinarchitektur. Größere Wohngebiete entstanden in den 1960er und 1970er Jahren im Süden und vor allem im Nordwesten der Stadt. Weitere Plattenbaugebiete folgten in den 1980er Jahren im Nordosten Rostocks.

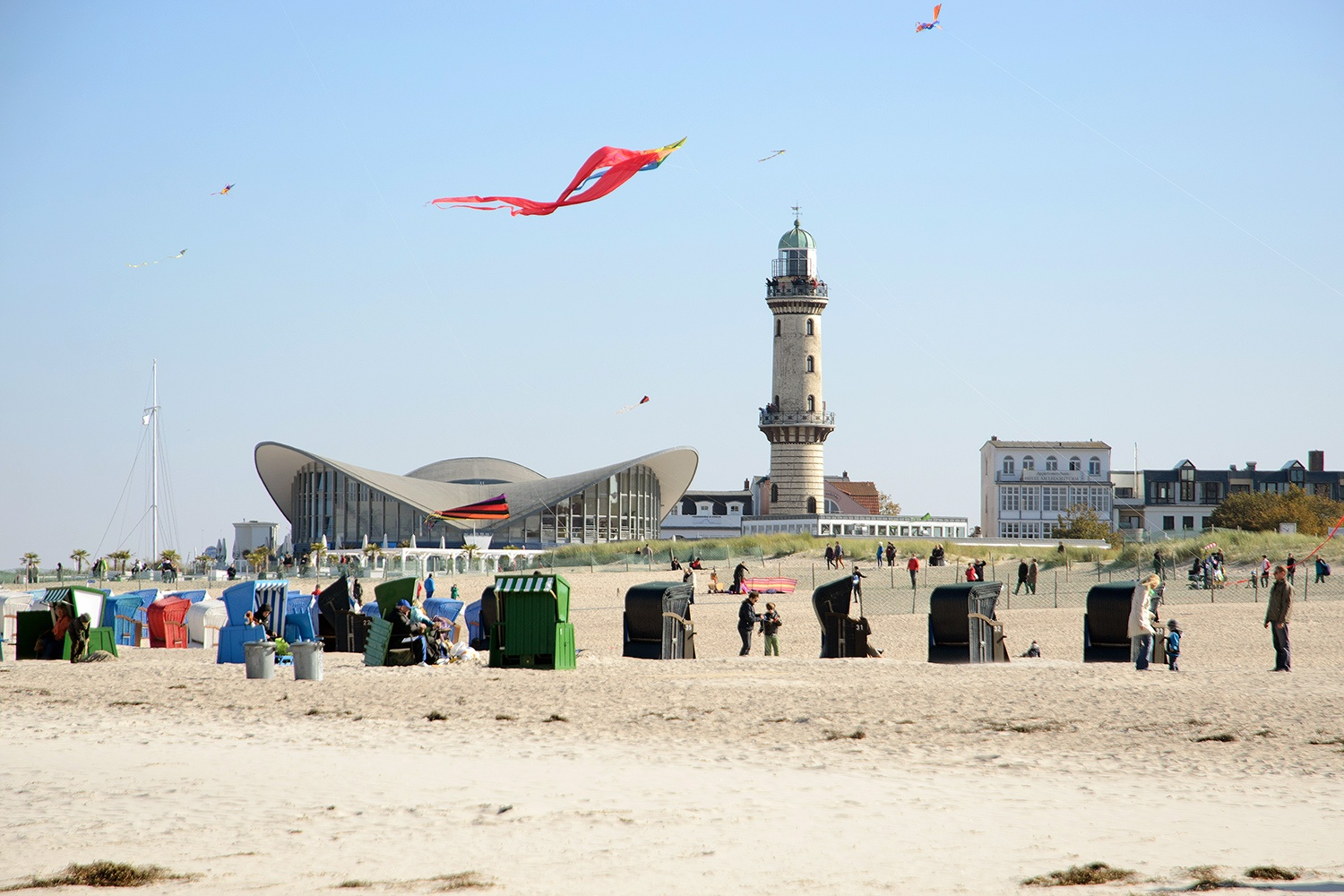
Warnemünde mit Sandstrand und den Wahrzeichen Leuchtturm und Teepott

Mehrere von Ulrich Müther entworfene Hyparschalen-Bauten wurden um 1970 in Rostock gebaut. Dazu zählen die Ostseemessehalle, die Gaststätte „Kosmos“ in der Südstadt, der „Teepott“ in Warnemünde oder die Christuskirche südwestlich der Innenstadt, die als Ersatz für die 1971 abgerissene katholische Kirche am Schröderplatz diente. Ende der 1990er Jahre entstand unter Leitung von Gerkan, Marg und Partner hinter der Gründerzeitfassade des ehemaligen Hotels „Rostocker Hof“ eine der innerstädtischen Einkaufspassagen in Rostock. Dasselbe Architekturbüro zeichnete auch für das städtebauliche Konzept und die Bauten der IGA 2003 verantwortlich. Das Büro des dänischen Architekten Henning Larsen entwarf die sachlich-modernen Gebäude des Max-Planck-Instituts am Stadthafen, das 2001 fertiggestellt wurde, und der Universitätsbibliothek in der Südstadt (2004). 2005 entstand im Stadtzentrum der postmoderne Bau der Deutschen Med vom deutsch-amerikanischen Architekten Helmut Jahn.
Weitere Sehenswürdigkeiten sind der Botanische Garten, der Park der ehemaligen IGA, die Rostocker Heide mit dem „Gespensterwald“ und der Rostocker Zoo im Naherholungsgebiet Barnstorfer Wald, seit 2012 mit dem Darwineum als Attraktion. Der Neue Friedhof – als Flächendenkmal unter Schutz stehende Parkfriedhofsanlage – weist einen wertvollen Baumbestand auf.
Im maritim geprägten Warnemünde sind der Alte Strom mit einer Reihe kleiner Fischerhäuser und der Leuchtturm von 1898 Wahrzeichen dieses Stadtteils. In den 1920er und 1930er Jahren entstanden als bedeutende Einzelbauwerke des Neuen Bauens das Kurhaus Warnemünde. Am Teepott beginnt die Seepromenade. Der Strand ist über drei Kilometer lang, steinfrei und wird in Richtung Steilküste Stoltera immer schmaler.

### Musik

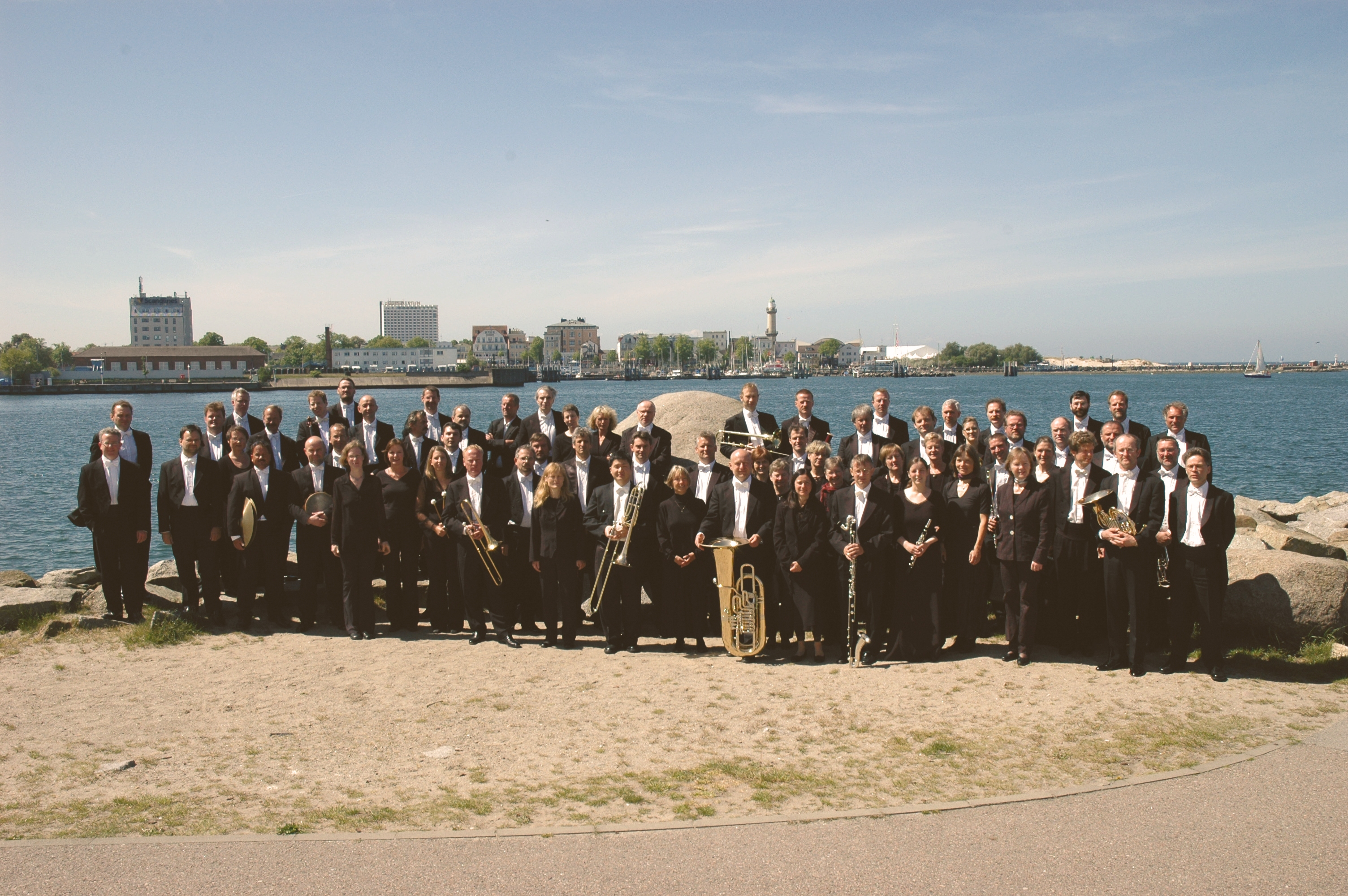
Norddeutsche Philharmonie

Rostock bietet, vor allem durch die Hochschule für Musik und Theater (HMT, siehe unten) und durch das A-Orchester Norddeutsche Philharmonie am Volkstheater Rostock, eine reiche Musikszene auf hohem Niveau.
Das wichtigste Orchester ist dabei die Norddeutsche Philharmonie am Volkstheater, der größte Klangkörper des Landes Mecklenburg-Vorpommern. Neben der Mitwirkung an den Oper-, Operetten-, Musical- und Ballettaufführungen werden auch regelmäßig Philharmonischen Konzerte gestaltet, die nicht nur im Großen Haus, sondern auch im Barocksaal und der Nikolaikirche stattfinden. Am Volkstheater ist auch die Rostocker Singakademie tätig, eine aus Berufssängern und Laien bestehende Chorvereinigung.
Tragende Säulen der Aufführungen von klassischer Musik in Rostock sind die Kantoreien der St.-Johannis-Kirche, der Marienkirche und der Kirche Warnemünde. Die verschiedenen Chöre dieser Kantoreien bestreiten neben der musikalischen Begleitung der Gottesdienste eine rege Konzerttätigkeit mit Aufführungen von Kantaten, Motetten und Oratorien teilweise in Begleitung international namhafter Solisten und Orchester.
Seit 1991 finden im ganzen Land jährlich im Sommer die Festspiele Mecklenburg-Vorpommern als ein Festival klassischer Musik statt. Zu den Spielorten in Rostock gehört während des Sommers auch eine alte Schiffbauhalle der Neptun Werft.
Mit der Pasternack Big Band ist in Rostock eine der wenigen noch existierenden Big Bands in Norddeutschland beheimatet. Es gibt weiterhin kleinere aktive und ambitionierte Jazz-Ensembles und Bands, wie Swing for Fun, The Marching Saints, die Breitling-Stompers, Ipanema und Fritzings Dixie Crew, die unterschiedliche Genres und Stilistiken bedienen. Die Reihe Jazzdiskurs stellt regelmäßig bekannte und unbekannte Formationen und Solisten aus allen Stilrichtungen des Jazz vor, im Bogarts Jazz Club (ansässig in der Kneipe und Kleinkunstbühne „Ursprung“) gibt es Blues und Rock, Dixieland, Bebop oder Modern Jazz. Der Jazzclub Rostock e. V. wirkt auf eine Entwicklung der Jazzmusik in Rostock und Umgebung hin. Jährlich findet in Rostock ein fünftägiger Jazz-Workshop für traditionellen Jazz, Mainstream, modernen Jazz, zeitgenössischen Jazz und Blues statt.
Überregional bekannt und aktiv ist der Shantychor Die Blowboys.

### Theater

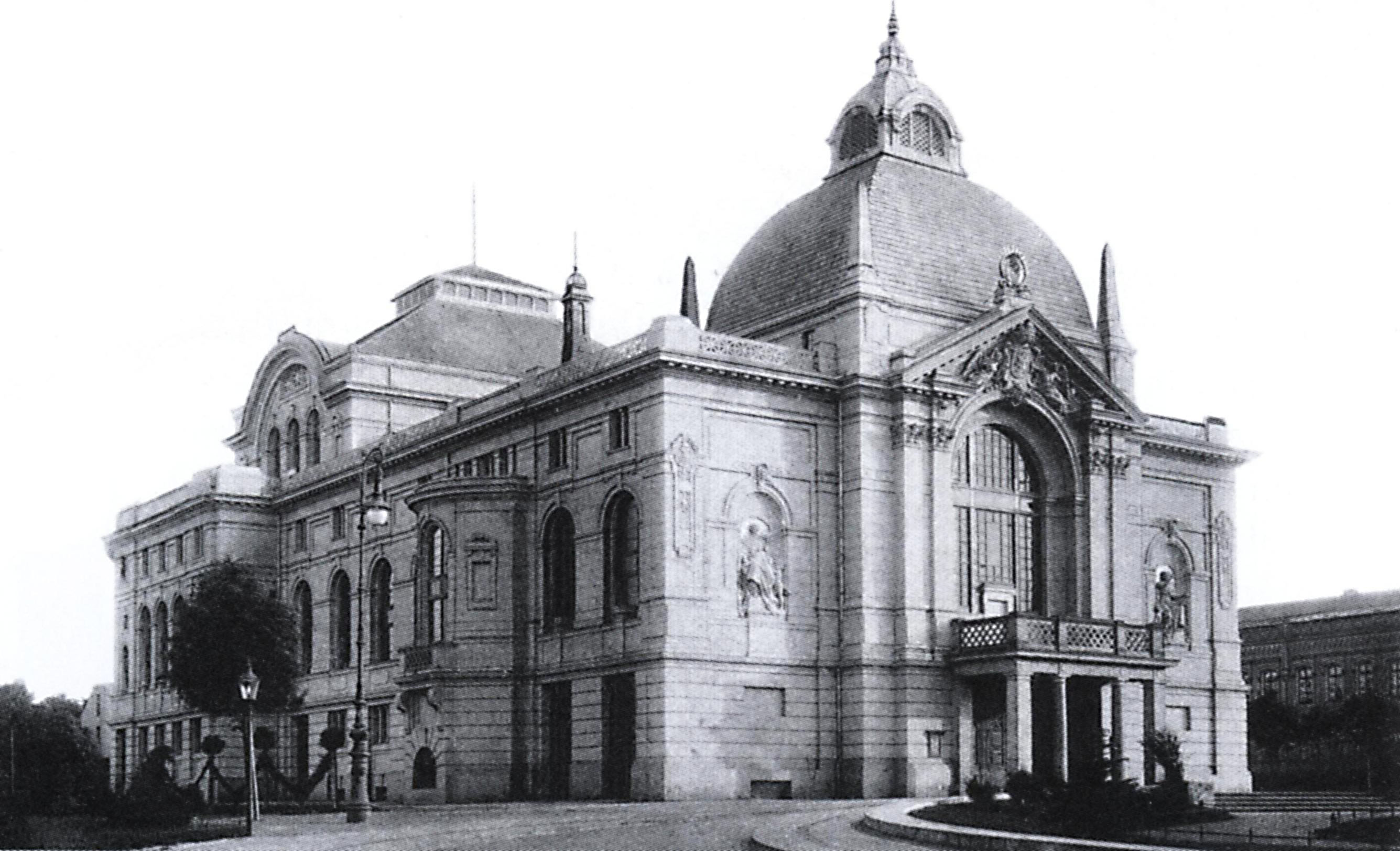
Rostocker Stadttheater von 1895–1942

Bis in das 19. Jahrhundert hinein traten wandernde Schauspielgruppen in Rostock auf den Marktplätzen, in angemieteten Sälen oder Gasthöfen auf. Ab Mitte des 17. Jahrhunderts diente das Ballhaus am Johannisplatz als Aufführungsstätte, ehe 1786 das Städtische Komödienhaus entstand, das 1880 durch einen Brand zerstört wurde. Das Stadttheater südöstlich des Steintors wurde 1895 eingeweiht und im April 1942 durch britische Luftangriffe zerstört.
Das Rostocker Volkstheater entwickelte sich ab 1952 zu einer der profiliertesten Bühnen der DDR. Ambitionierte Pläne für einen Neubau wurden ab den 1970er Jahren diskutiert, aber nicht verwirklicht. Stattdessen wurden das in den 1940er Jahren als provisorische Spielstätte eingerichtete Große Haus an der Doberaner Straße allmählich ausgebaut und erweitert. Heute verfügt das Volkstheater über die drei Spielstätten Großes Haus, Theater im Stadthafen sowie Kleine Komödie. Es deckt die Sparten Schauspiel, Musiktheater/Oper, Ballett und Philharmonie ab. Für Kinder und Jugendliche gibt es ein Kindertheater und einen Theaterjugendclub. Die äußerst angespannte Haushaltslage Rostocks führt zu ständig größer werdenden Einsparungsforderungen an das Theater, die seine Existenz als vollwertiges Vier-Sparten-Theater in Frage stellen. Dennoch wurde 2024 mit der Errichtung eines Neubaus an der Langen Straße begonnen, der ab 2028 das Große Haus beherbergen soll.
Neben dem städtischen Volkstheater bereichert auch die 1991 gegründete freie Compagnie de Comédie in der Bühne 602 die Rostocker Theaterlandschaft mit Musical, Schauspiel, Komödie, Konzerten und Märchen. Seit fast 90 Jahren gibt es die Niederdeutsche Bühne Rostock, die in der Bühne 602 und im Theater im Stadthafen mit regelmäßig zwei Premieren pro Spielzeit auftritt. Das jüdische Theater Mechaje ist seit 1997/1998 Bestandteil des Rostocker Theaterlebens.

### Kinos

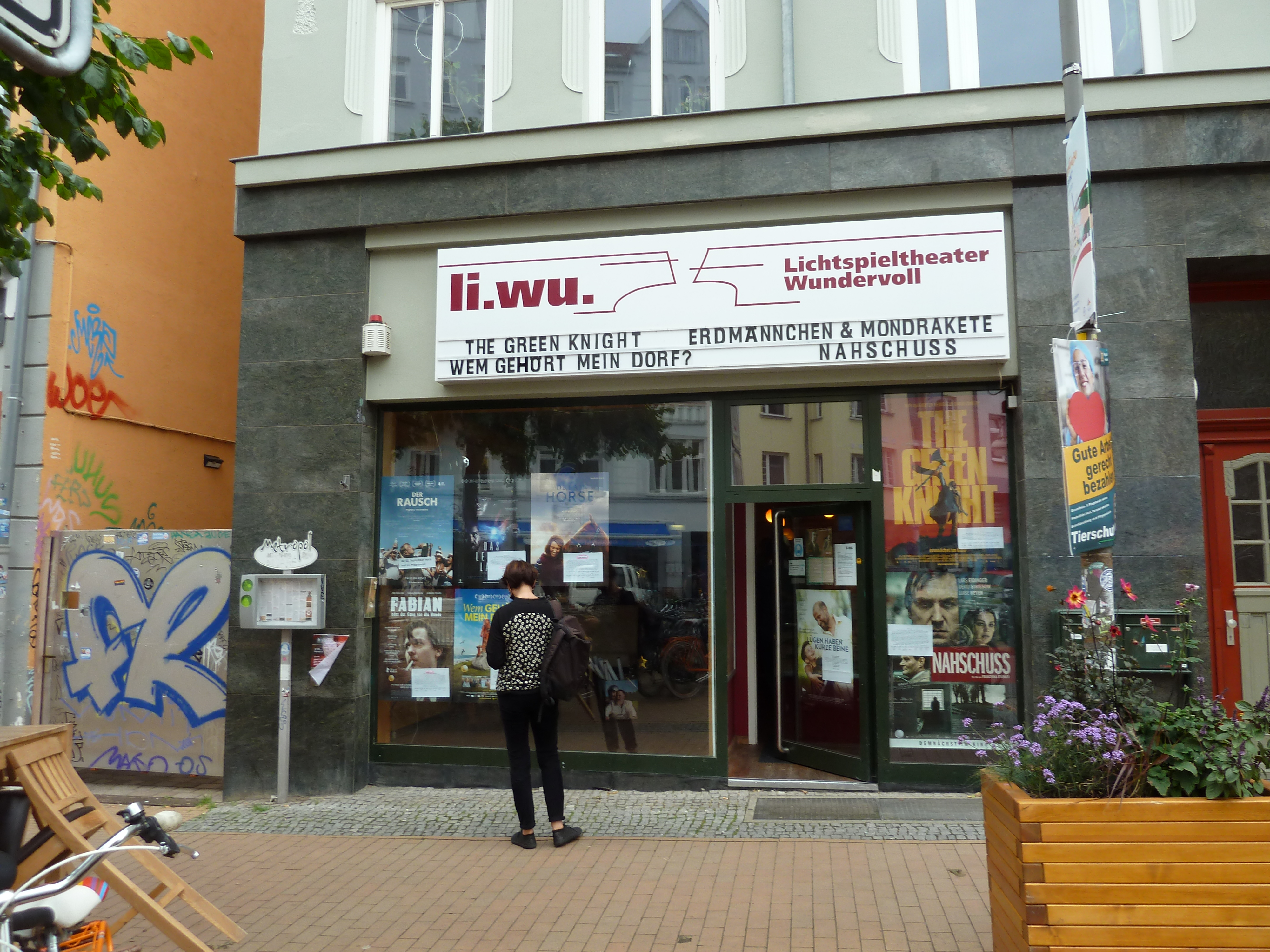
Lichtspieltheater Wundervoll Metropol

Die ersten Rostocker Kinos gingen bereits während der Stummfilm-Zeit an den Start. In der Anfangszeit wurden dafür bekannte Lokalitäten zu Kinosälen umfunktioniert. Von insgesamt neun Lichtspieltheatern in Rostock und Warnemünde überstanden nur sechs den Zweiten Weltkrieg: Capitol, Hansa-Theater, Metropol, Palast-Theater (ab 1953 Theater des Friedens), Union-Theater (nach einem Umbau Kino Café Camera) und Park-Lichtspiele in Warnemünde wurden auch in der DDR betrieben. Bis heute überlebt haben nur zwei dieser Kinos.
Als Programmkino zeigt das Lichtspieltheater Wundervoll (Li.Wu.) seit 1993 künstlerisch und politisch ambitionierte Filme. Die beiden Spielstätten in der Kröpeliner-Tor-Vorstadt sind das 2012 wieder eröffnete Metropol und die 2014 errichtete Frieda23. Die Frieda23 ist außerdem zentrale Spielstätte Rostocker Filmfestivals.
Das Cinestar Capitol wartet mit 4 Kinosälen und 1089 Sitzplätzen auf. Für die Vorführung kommerziell geprägter Blockbuster wurde 1996 im Ortsteil Lütten Klein das erste CineStar Multiplex-Kino Mecklenburg-Vorpommerns errichtet: mit 7 Leinwänden und 1996 Sitzplätzen.

### Zoo

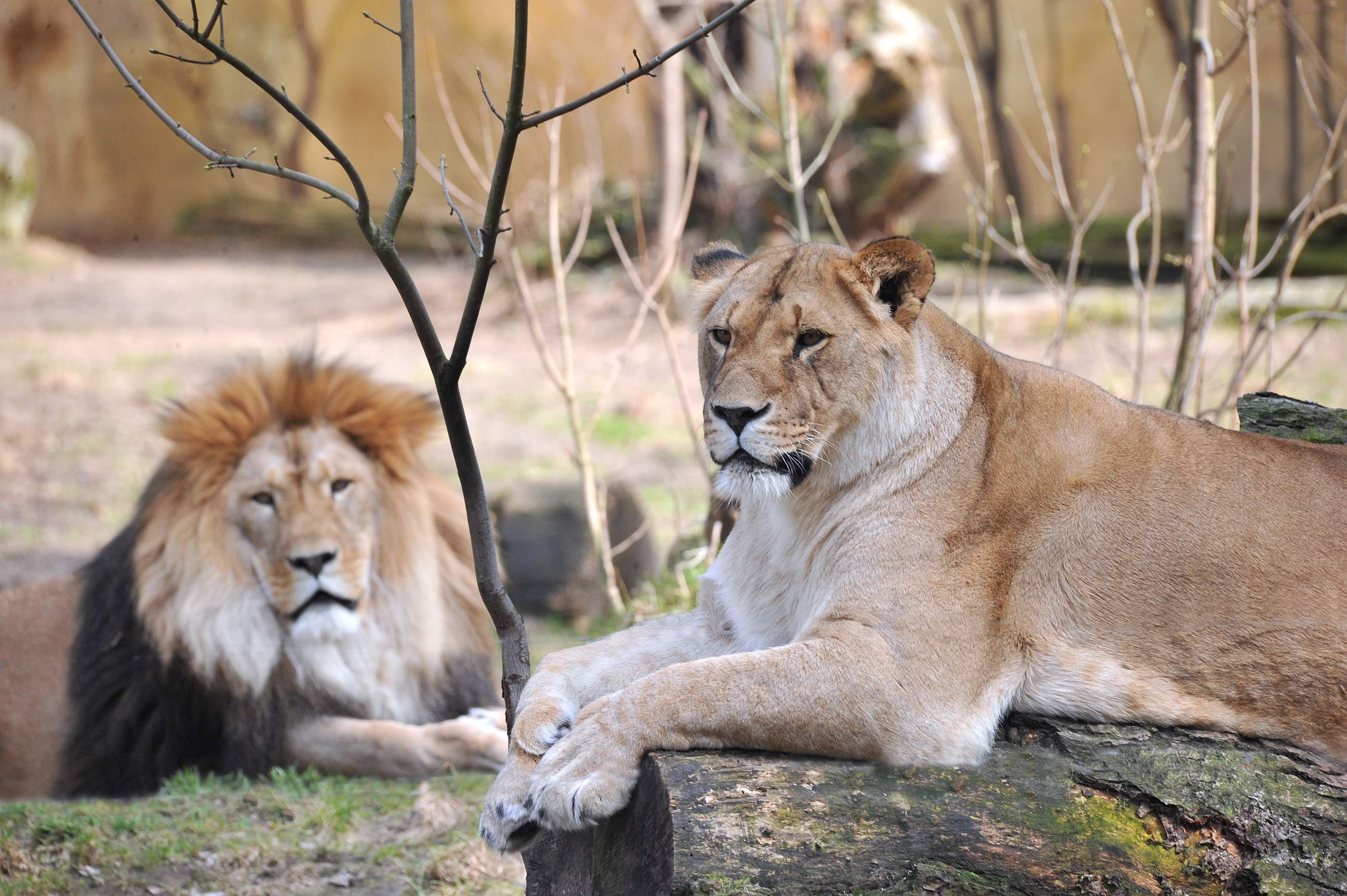
Rostocker Zoo

Der Zoo Rostock wurde 1899 gegründet und erstreckt sich auf einer Fläche von 56 Hektar im Barnstorfer Wald. Mit rund 4500 Tieren und 450 verschiedenen Tierarten ist er der größte Zoo an der deutschen Ostseeküste. Dazu zählen Eisbären, Großkatzen (Löwen, Schneeleoparden, Jaguare), Erdmännchen, Pinguine, Seebären, Gorillas, Orang-Utans und viele andere. Im September 2012 wurden mit dem Darwineum des Zoos eine Evolutionsausstellung und eine neue Bleibe vor allem für die Primaten eröffnet, 2018 wurde mit dem Polarium eine neue moderne Anlage zur Beheimatung unter anderem der Eisbären und Pinguine errichtet.

### Museen

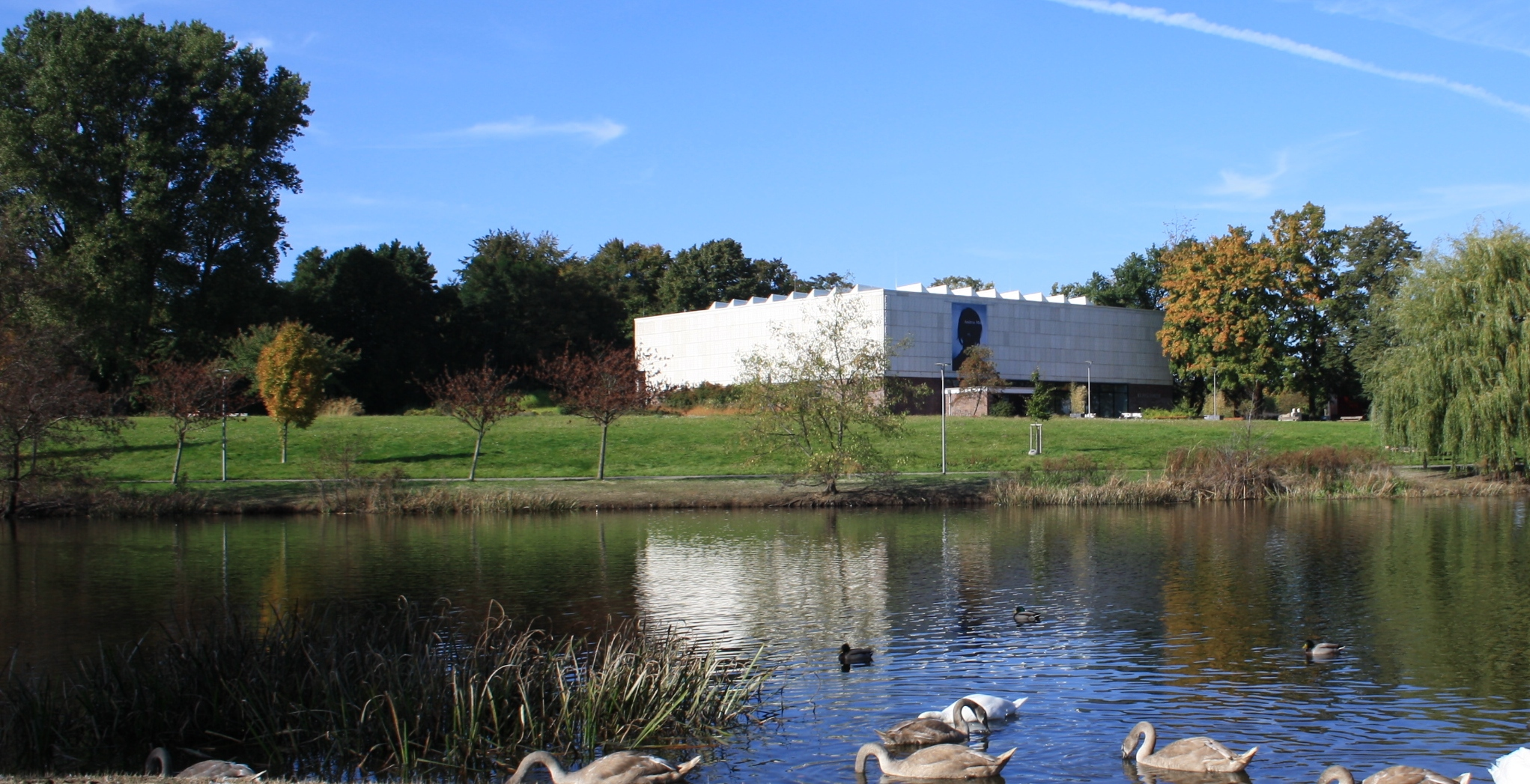
Kunsthalle Rostock im Stadtteil Reutershagen

Die von einem Verein privat betriebene Kunsthalle ist das größte Ausstellungshaus für zeitgenössische Kunst in Mecklenburg-Vorpommern. Sie war der erste und einzige Neubau eines Kunstmuseums in der DDR. In der Sammlung sind vor allem bedeutende Kunstwerke aus den Regionen Mecklenburg und Vorpommern, sowie Werke des Spätexpressionismus und der Neuen Sachlichkeit vertreten.
Das Kulturhistorische Museum im Kloster zum Heiligen Kreuz, ist eines der größten und bedeutendsten Museen in Mecklenburg-Vorpommern. Das Museum beherbergt u. a. eine Sammlung von rund 70 Gemälden niederländischer Malerei des 16. bis 19. Jahrhunderts, die zu den wichtigsten in Norddeutschland zählt.
Eine Dauerausstellung zur Rostocker Stadtbefestigung im Kröpeliner Tor sowie die Societät Rostock maritim (ehemals Schiffbaumuseum samt Traditionsschiff Typ Frieden) zeigen (kultur-)historische Exponate. Das Kempowski-Archiv ist als Literaturmuseum dem Leben und Werk Walter Kempowskis gewidmet.
Die Dokumentations- und Gedenkstätte des BStU in der ehemaligen U-Haft der Stasi setzt sich mit der Geschichte des Ministeriums für Staatssicherheit (MfS) auseinander und erinnert an die Opfer. Sie ist eine der am besten erhaltenen Untersuchungshaftanstalten des MfS.
Außerhalb des Stadtzentrums gibt es das Heimatmuseum Warnemünde, das Schiffbau- und Schifffahrtsmuseum auf dem Traditionsschiff Typ Frieden in Rostock-Schmarl und den Forst- und Köhlerhof Wiethagen.

### Veranstaltungen

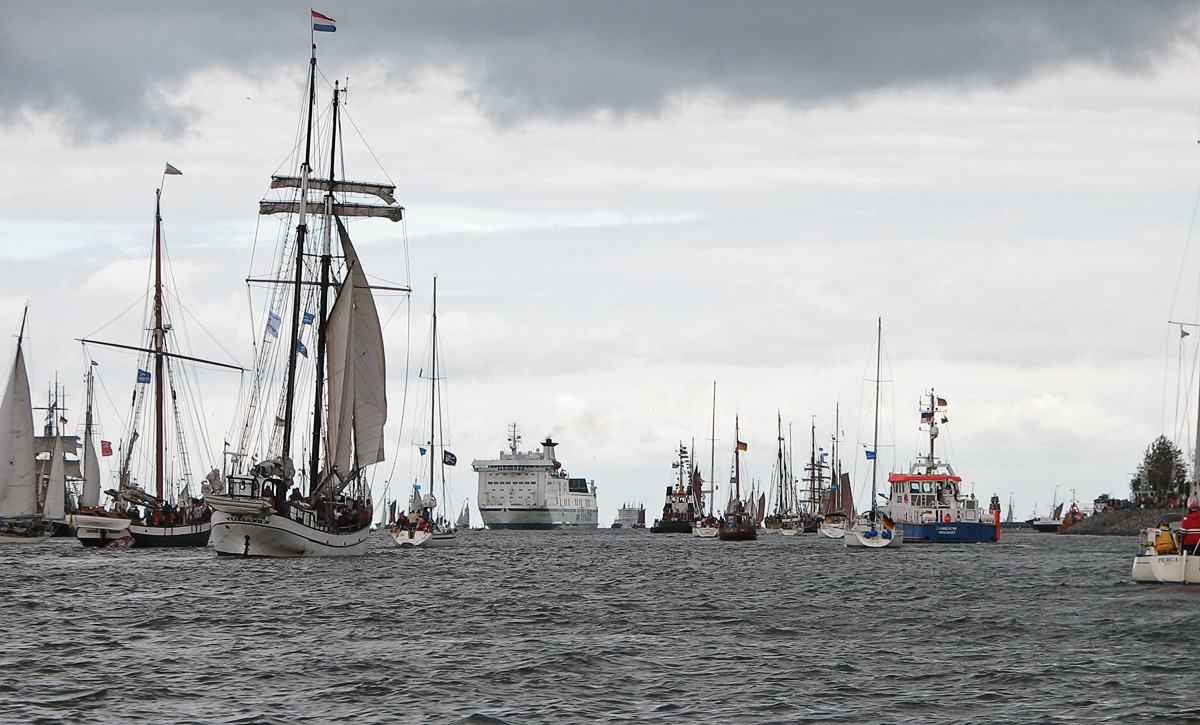
Hanse Sail

Die größte regelmäßige Veranstaltung in Rostock ist die Hanse Sail. Sie steht in der Tradition der Internationalen Ostseewoche, deren Hauptveranstalter Rostock von 1958 bis 1975 war. Sie findet jährlich im August statt und zieht bis zu einer Million Besucher an.
Der Weihnachtsmarkt ist der größte Norddeutschlands. Zu Pfingsten findet seit 1390 der Rostocker Pfingstmarkt statt. Er entwickelte sich von einer frühneuzeitlichen Handels- und Warenmesse zu einem Volksfest. Bis in die 1930er Jahre war der Pfingstmarkt die größte Veranstaltung seiner Art in Rostock. Erst in den 1960er Jahren wurden der Weihnachtsmarkt und andere Veranstaltungen wichtiger.

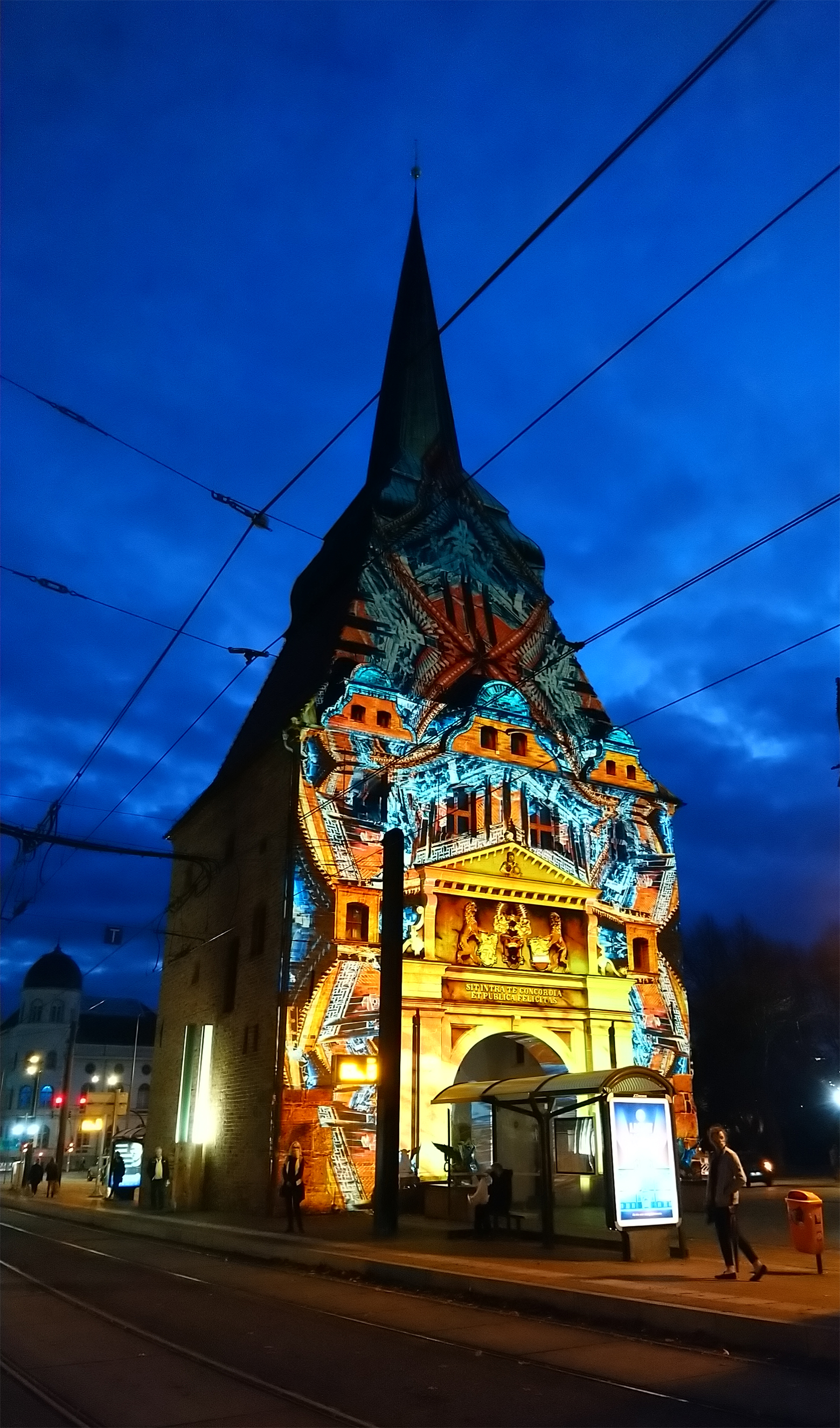
Das Steintor während der Lichtwoche

Am Jahresbeginn findet der Kabarettistenwettbewerb Der Rostocker Koggenzieher statt, ab Ende März bis in den Juni der Bücherfrühling an der Warnow, der viele Lesungen und Ausstellungen bietet, seit April 2004 außerdem die halbjährlich stattfindende Literaturshow Prosanova, im April und Oktober ist Rostocker Kulturwoche. Im Mai feiert die Kröpeliner-Tor-Vorstadt das Stadtteilfest Blaumachen. Ebenfalls im Mai findet das Kurzfilmfestival FiSh statt. Im Juni ist Ostseejazz-Festival, im Juli dann der Rostocker Sommer mit Musik, Folklore, Literatur und am Strand die Veranstaltungsreihe Sommer der Kulturen, darüber hinaus auch Warnemünder Woche und der Rostocker Christopher Street Day. Im September finden schließlich das Boulevardfest und das Rostocker Hafenfest statt, gefolgt von der Rostocker Lichtwoche Anfang November, bevor das Veranstaltungsjahr mit dem Rostocker Weihnachtsmarkt im November/Dezember und den großen Silvesterfeuerwerken im Stadthafen und Warnemünde endet.
Alle zwei Jahre wird für kulturelles Engagement und für Leistungen, die das Geistes- und Kulturleben der Hansestadt Rostock wesentlich bereichern, der Kulturpreis der Hansestadt Rostock verliehen.
2018 feiert die Hansestadt Rostock ihr 800-jähriges Stadtjubiläum und richtete zudem das Landesfest Mecklenburg-Vorpommern-Tag aus. Rostock erhielt den Zuschlag, die Bundesgartenschau 2025 auszurichten.

## Wirtschaft
Im Jahr 2016 erbrachte Rostock innerhalb der Stadtgrenzen ein Bruttoinlandsprodukt (BIP) von 7,218 Milliarden € und belegte damit Platz 52 innerhalb der Rangliste. Das BIP pro Kopf lag im selben Jahr bei 34.910 € (Mecklenburg-Vorpommern: 25.454 €, Deutschland 38.180 €). Das BIP je Erwerbsperson beträgt 62.689 €. 2016 wuchs das BIP der Stadt nominell um 0,9 %, im Vorjahr betrug das Wachstum 1,1 %. In der Stadt sind 2017 ca. 115.100 Erwerbstätige beschäftigt. Die Gesamtverschuldung der Stadt lag Ende 2023 bei ca. 1,53 Mrd. Euro (7.293 €/Kopf). Die Arbeitslosenquote lag im Dezember 2018 bei 7,3 % und damit unter dem Durchschnitt von Mecklenburg-Vorpommern von 7,6 % (im benachbarten Landkreis Rostock betrug sie 5,6 %).
Im Zukunftsatlas 2019 wird Rostock auf Rang 224 von 401 kreisfreien Städten und Landkreisen geführt. Damit belegt die Stadt den Spitzenplatz innerhalb Mecklenburg-Vorpommerns.

### Wirtschaftsgeschichte
Die Rostocker Wirtschaft erlebte immer wieder Strukturwandel. Die Hanse und der damit verbundene Freihandel in Europa bescherten der Stadt einen enormen wirtschaftlichen Aufstieg. Ihre Kirchtürme gehörten zu dieser Zeit zu den höchsten Gebäuden der Welt. Dieser Aufstieg versiegte erst, als der Atlantikhandel an Bedeutung zunahm: Der Hansebund war einer enormen Konkurrenz ausgesetzt und konnte sich nicht länger gegen die Fürsten behaupten. Machtkämpfe während des Dreißigjährigen Krieges ließen die Stadt wirtschaftlich ausbluten und mündeten in einem großen Stadtbrand, von dem sich Rostock lange nicht erholte.
Erst die Industrialisierung schuf neue Infrastruktur in der Stadt. Im Zweiten Weltkrieg wurden aber wirtschaftliche Strukturen zerstört und Industrien wie der Flugzeugbau zunächst nicht wieder etabliert. Nach dem Krieg hatte die Stadt als größter Ostseehafen mit dem wichtigsten Werftenstandort des neuen DDR-Staates eine besondere Bedeutung. Mit der Wiedervereinigung stand die Stadt dann vor der Herausforderung, die vorhandene Infrastruktur den veränderten ökonomischen Bedingungen anzupassen. Während dieses Prozesses verloren zunächst zahlreiche Beschäftigte ihre Arbeit. Im 21. Jahrhundert hat sich Rostock wirtschaftlich erholt und beherbergt einige Wachstumsbranchen im Stadtgebiet, auch im Bereich der Spitzentechnologien.

### Bedeutende Wirtschaftszweige und Unternehmen

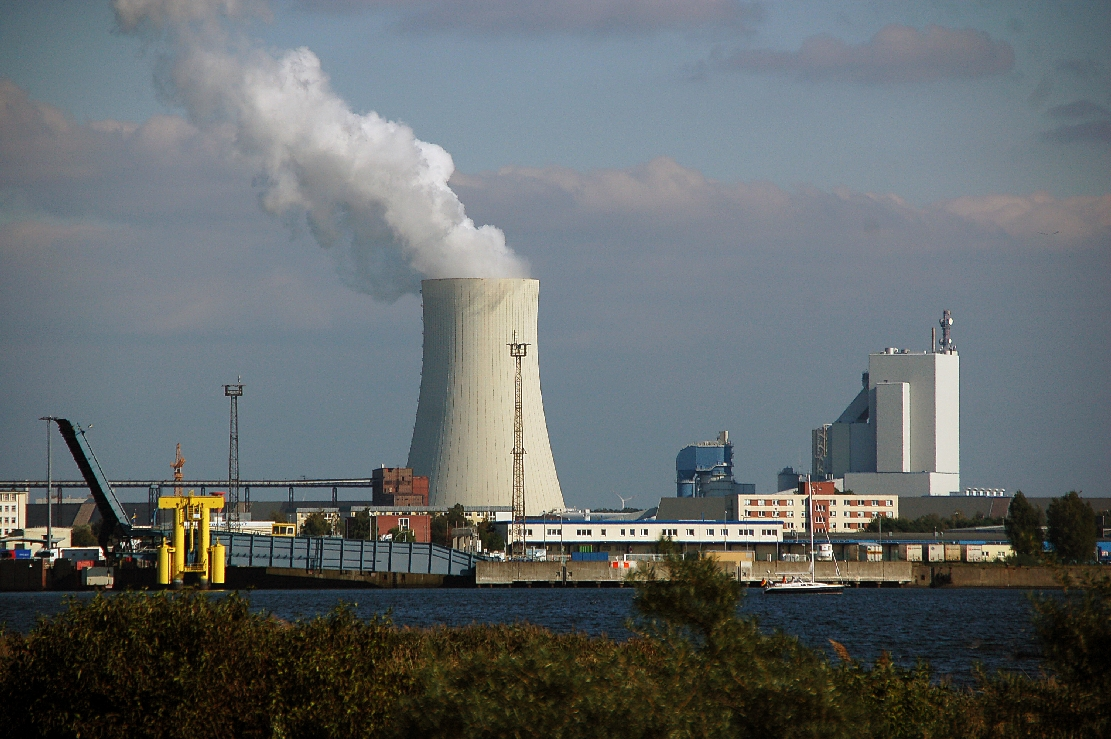
Kraftwerk Rostock

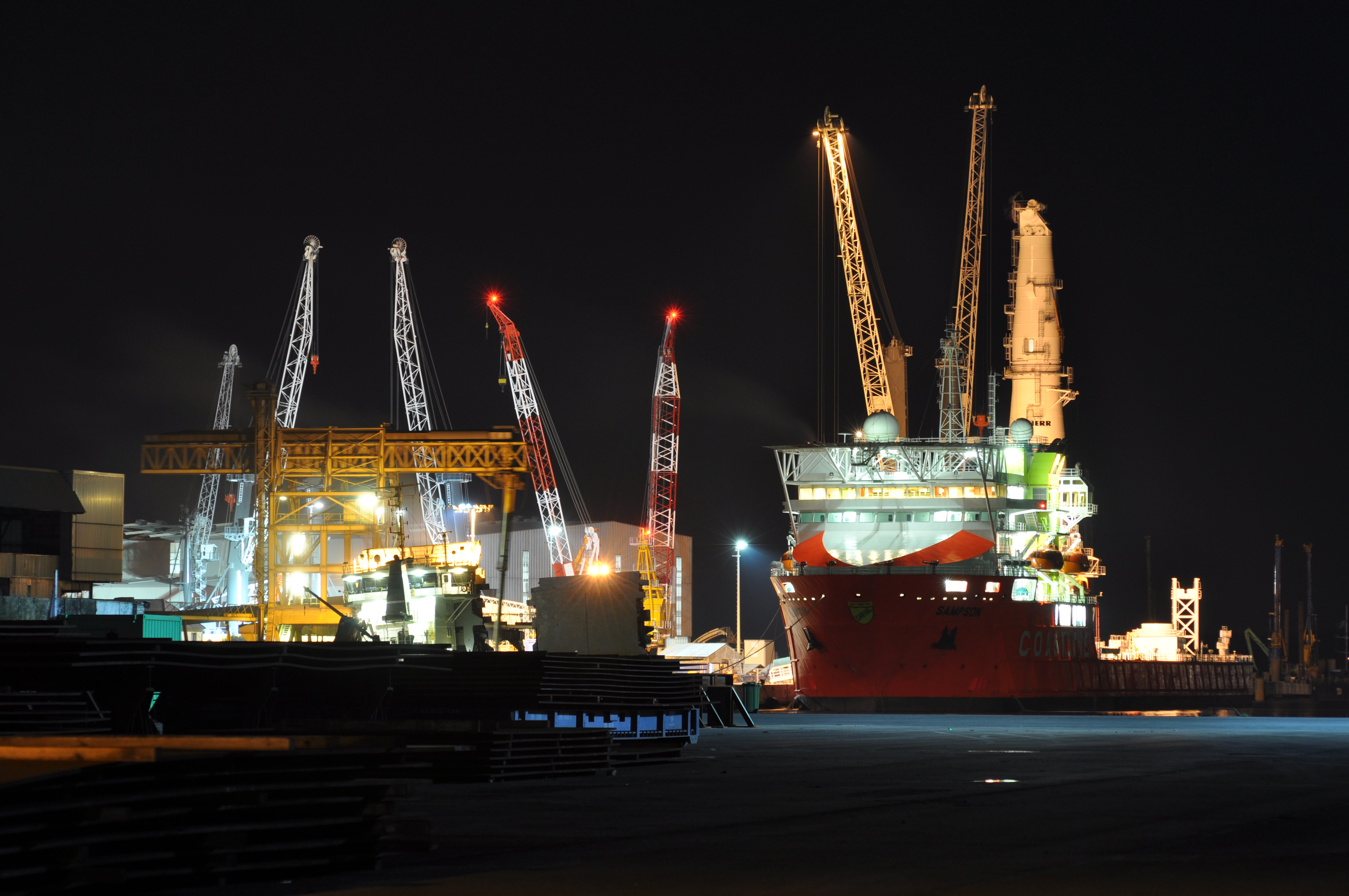
Arbeiten bei Liebherr im Rostocker Hafen

Rostock ist heute das wirtschaftliche Zentrum Mecklenburg-Vorpommerns und eines von vier Oberzentren des Landes. Der größte öffentliche Arbeitgeber der Stadt ist gegenwärtig die Rostocker Universität. Der Dienstleistungssektor gewinnt immer mehr an Bedeutung, so siedeln sich Unternehmen der Informationstechnologie, Callcenter, touristische und kreative bzw. online agierende Dienstleister an.
Ein wichtiger Wirtschaftszweig für Rostock ist die Maritime Wirtschaft, auch wenn die Fischverarbeitung (Fischkombinat Rostock) nach der Wiedervereinigung stark an Bedeutung verlor und der Schiffbau (Neptun Werft, Warnow-Werft) sich neu finden musste. Die Rostocker Werften blieben aber erhalten, das Unternehmen MV Werften meldete am 10. Januar 2022 Insolvenz an.
Heute (2013) sind im Dienstleistungsbereich die Reedereien Scandlines, AIDA Cruises, Scandferries, Deutsche Seereederei und F. Laeisz von Bedeutung, im produzierenden und verarbeitenden Gewerbe unter anderem Schiffselektronik Rostock, Tamsen Maritim, Liebherr-MCCtec Rostock, sowie die Warnemünder Werften Nordic Yards (ehemals Warnowwerft) und Neptun-Werft. Das Kreuzfahrtunternehmen AIDA Cruises im Rostocker Stadthafen hatte 2012 als größter Arbeitgeber rund 6000 Beschäftigte. In Rostock sind mehrere Frosttrawler deutscher Tochtergesellschaften des niederländischen Fischereikonzerns Parlevliet & Van der Plas beheimatet, darunter mit Maartje Theadora der größte Trawler Europas.
Der börsennotierte Windenergieanlagenhersteller Nordex war 2009 das umsatzstärkste Unternehmen des Landes Mecklenburg-Vorpommern. 2007 wurde die Aktie in den (Mitte 2021 eingestellten) ÖkoDAX aufgenommen. Nordex ist (Stand März 2022) im Technologiewerteindex TecDAX gelistet.
Ein überregional bekanntes Unternehmen ist die Hanseatische Brauerei Rostock GmbH, die unter anderem das mit mehreren DLG-Goldmedaillen ausgezeichnete Bier Rostocker Pils braut und im Bundesland Mecklenburg-Vorpommern vermarktet. Mit der Wiedereinführung der Marke Mahn & Ohlerich Ende 2011 wird an Georg Mahn und Friedrich Ohlerich erinnert, die die Brauerei 1878 gründeten.
Die Gesellschaft für Wirtschafts- und Technologieförderung Rostock mbH – Rostock Business lenkt seit ihrer Gründung im Jahr 2003 die Wirtschaftsförderung in Rostock. Mit der Stadt wurde dazu ein Geschäftsbesorgungsvertrag geschlossen. Gesellschafter sind das Wohnungsunternehmen WIRO, die Hafenentwicklungsgesellschaft HERO Rostock Port und die Rostocker Versorgungs- und Verkehrs-Holding GmbH (RVV). Ziele der Gesellschaft sind die Erhöhung der Wahrnehmbarkeit der Region durch Stadt- und Standortmarketing, allgemeine Aufgaben der Wirtschaftsförderung für die Hansestadt Rostock, Investorenansprache und Akquisition von Unternehmen, Betreuung der ortsansässigen Unternehmen und Existenzberatungsleistungen, sowie Unterstützung und Koordinierung der Technologieförderung.
Die Versorgung der Hansestadt Rostock wird mittels der Rostocker Versorgungs- und Verkehrs-Holding GmbH (RVV) gestaltet. Dafür haben sich die RVV als Organträger, die Stadtwerke Rostock und die Rostocker Straßenbahn AG (RSAG) zu einem Querverbund zusammengeschlossen.

### Luft- und Raumfahrt

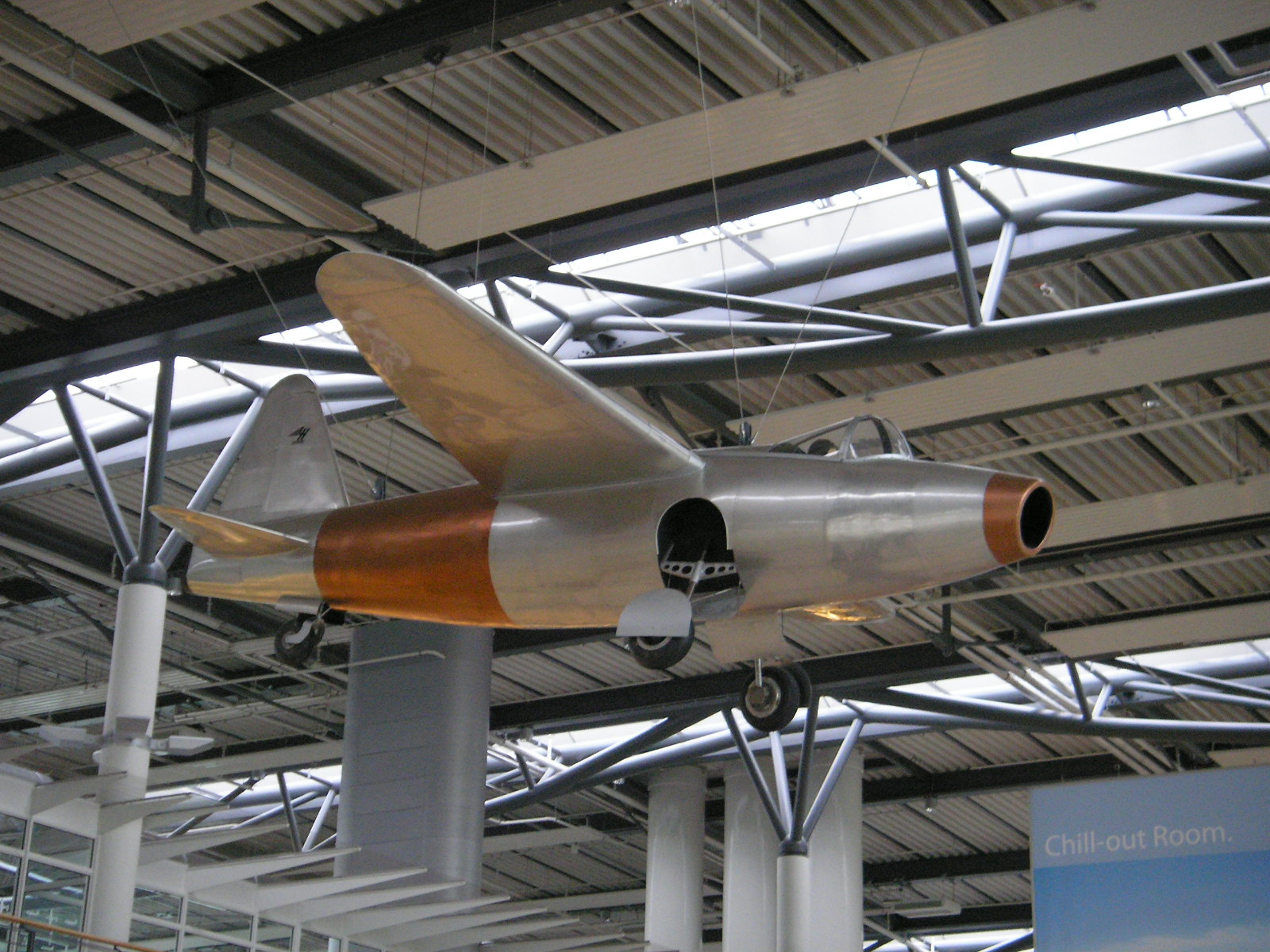
Replik der Heinkel He 178 im Flughafen Rostock-Laage. Das erste Düsenflugzeug der Welt erlebte seinen Erstflug am 27. August 1939 über Rostock-Marienehe.

Rostock hat eine bedeutende Geschichte als Standort der Luft- und Raumfahrtindustrie. Schon der renommierte Astronom Tycho Brahe studierte im 16. Jahrhundert an der Universität Rostock. Der Standort Rostock war zu Vorkriegszeiten eine der innovativsten Produktionsstätten für Luftfahrzeuge weltweit. Im Stadtteil Warnemünde entstand mit den Ernst Heinkel Flugzeugwerken 1922 einer der größten Flugzeugbauer der ersten Hälfte des 20. Jahrhunderts. Die Firma brachte der Stadt in der ersten Hälfte des 20. Jahrhunderts den endgültigen Durchbruch in Sachen Industrialisierung, Rostock wurde moderne Großstadt und Technologie-Standort. Die Heinkel He 178 war das weltweit erste Düsenflugzeug und hatte ihren Jungfernflug am 27. August 1939 über Rostock-Marienehe. Seit 1921 gab es in Warnemünde zudem die Arado Flugzeugwerke. Ebenfalls zunächst in Warnemünde und ab 1934 in Ribnitz war der Walther-Bachmann-Flugzeugbau ansässig. Für die Aufrüstungspolitik ab 1933 wurden die meisten Firmen teilenteignet bzw. mussten auf Militärfertigung umstellen. Zu DDR-Zeiten wurden ab 1961 alle verbleibenden Unternehmen der Branche enteignet und z. B. auf landwirtschaftliche Produktion umgerüstet, oder vollständig liquidiert.
Nach der deutschen Wiedervereinigung 1990 konnte sich die Branche im Großraum Rostock wieder etablieren. Mehrere Airbus-Zulieferer mit insgesamt rund tausend Mitarbeitern haben sich rund um Rostock angesiedelt, wie die RST Rostock-System-Technik GmbH, die sich am 2007 eröffneten Zentrum für Luft- und Raumfahrt des Technologieparks Warnemünde befindet. Dort wird gemeinsam mit dem Deutschen Zentrum für Luft- und Raumfahrt (DLR) auch an der Entwicklung der europäischen Satellitennavigation Galileo gearbeitet, mit dem Projekt „Sea Gate“ für Schiffssteuerung. Auch Edag, die luratec AG, Assystem, Ferchau Engineering und Diehl Aerospace sind am Standort Rostock.
Der BDI schlug 2019 vor, im Raum von Rostock einen Weltraumbahnhof zu errichten, der dann in der Lage ist, kleinere Satelliten von Deutschland aus starten zu lassen. Dieser Vorschlag wurde unter anderem vom Bundeswirtschaftsminister Peter Altmaier unterstützt und geprüft.

### Tourismus
Der Tourismus ist für Rostock von großer Bedeutung. 2011 übernachteten gut 1,5 Millionen Gäste in der Stadt, davon fast 900.000 in Warnemünde. Der Anteil ausländischer Gäste machte sowohl in absoluten Zahlen als auch hinsichtlich der Übernachtungen deutlich unter zehn Prozent aus.

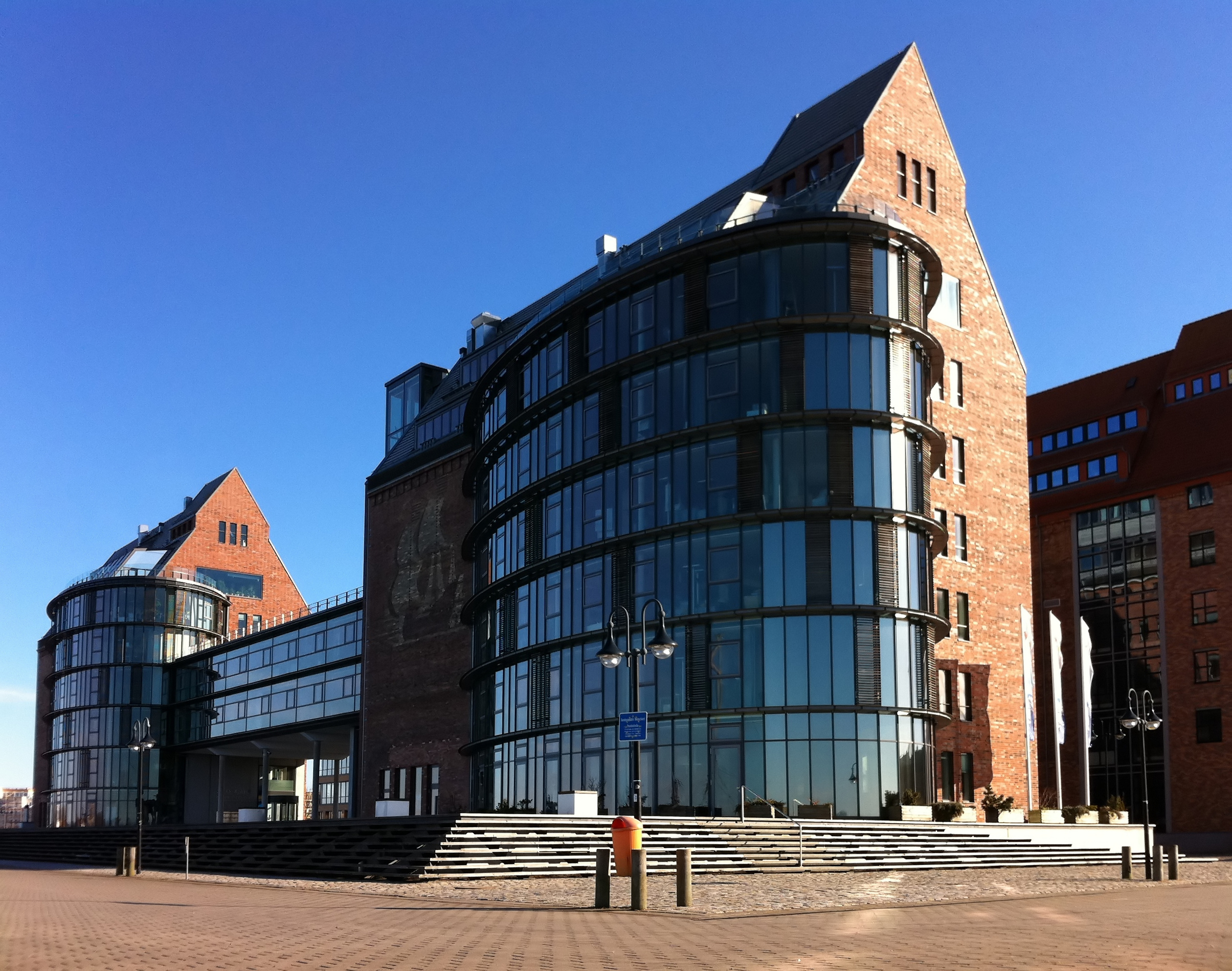
Sitz der AIDA Cruises im Rostocker Stadthafen

Für Rostock und die Region sind die Kreuzfahrten von Bedeutung. 2017 wurden bei 190 Anläufen von 36 verschiedenen Kreuzfahrtschiffen 892.000 Passagiere abgefertigt. Begünstigt wird die Situation durch den Flughafen Rostock-Laage, den guten Anschluss an Berlin, Hamburg und Skandinavien als Touristenziele und das 2005 eröffnete Kreuzfahrtterminal.
Seit mehreren Jahren nutzt die deutsche Reederei AIDA Cruises Warnemünde als Basishafen für Ostseekreuzfahrten. Auch die spanische Pullmantur nutzt Rostock inzwischen als Basis für ihre Ostseekreuzfahrten. Costa Crociere und MSC Kreuzfahrten nutzen seit 2010 bzw. 2014 Warnemünde neben Kopenhagen als Basishafen für Nordeuropa-Kreuzfahrten. Die Norwegian Cruise Line und die amerikanische Reederei Princess Cruises ermöglichen auf Ostseekreuzfahrten den Zustieg in Warnemünde. 
Durch zahlreiche Kreuzfahrt-Schiffsanläufe steigt im Raum Warnemünde in der Kreuzfahrtsaison die Belastung durch Rußpartikel. So wurden 2013 nach einer NABU-Studie 300.000 Feinstpartikel pro cm³ gemessen. Damit werde die übliche Verschmutzung in urbanen Räumen um das 60-fache überschritten. Gemessen an der Anzahl der Personen, die sich auf einem Schiff befinden, ist der Ausstoß im Vergleich zum Beispiel zu Automobilen allerdings gering. Die Reedereien vermelden, dass es kontinuierliche Verbesserungen und klare Ausstiegsszenarien gibt. Seit 2015 wird durch die seitdem in Nord- und Ostsee geltenden SECA-Auflagen der weniger belastende Dieselkraftstoff statt des Schweröls eingesetzt. Rußpartikelfilter seien allerdings noch nicht serienreif und neue Motoren würden erst in neuen Schiffsgenerationen verbaut.

### Medien

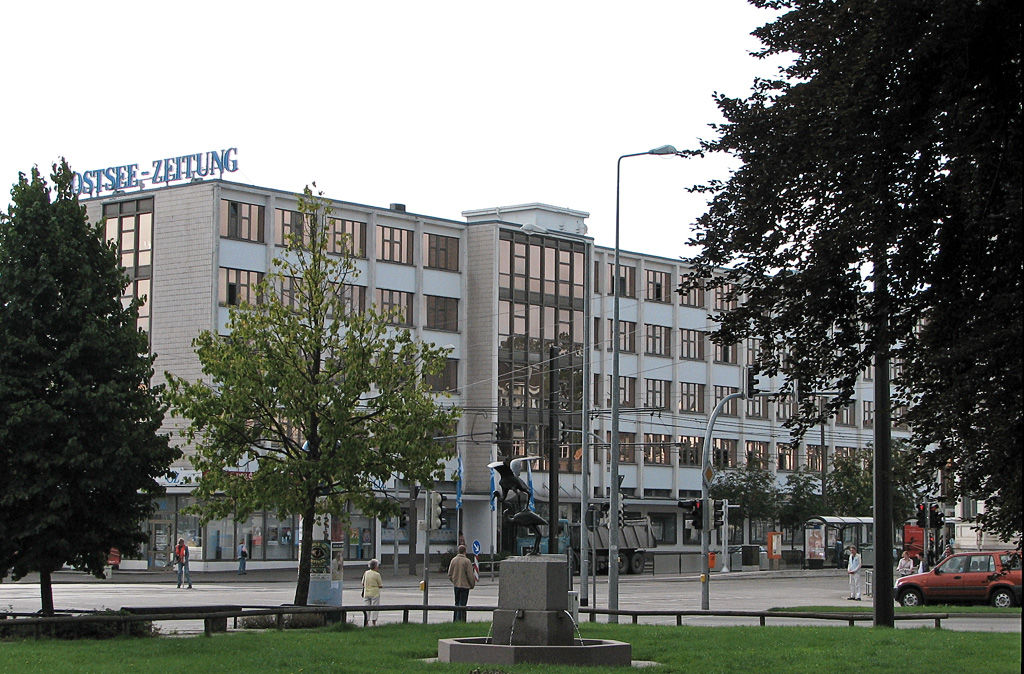
Verlagsgebäude der Ostsee-Zeitung vor dem Steintor

Das erste periodisch erscheinende Nachrichtenblatt in Rostock, der Auszug der Neuesten Zeitungen erschien ab 1711. 1846 wurde daraus die Rostocker Zeitung, die Zeitung des liberalen Bürgertums der Stadt. Lange auflagenstärkste Zeitung des Landes war der 1881 gegründete Rostocker Anzeiger.
Im 20. Jahrhundert spiegelten die Zeitungen vorwiegend die politischen Gruppen wider. In der ersten Hälfte des Jahrhunderts finden sich im linken politischen Spektrum die sozialdemokratische Mecklenburgische Volks-Zeitung und die kommunistische Volkswacht, im rechten die völkische Mecklenburger Warte und der nationalsozialistische Niederdeutsche Beobachter. Zur Zeit der DDR wurde die Medienlandschaft vom Staat bestimmt und so erschien als Organ der SED die Volkszeitung, die ab 1946 Landeszeitung und dann 1953 Ostsee-Zeitung heißen sollte. Für die CDU erschien der Demokrat, für die LDPD die Norddeutsche Zeitung, und für die NDPD die Norddeutschen Neuesten Nachrichten. Nach der Wende wurde Der Demokrat an den Verlag der Frankfurter Allgemeinen Zeitung verkauft und wie die Norddeutsche Zeitung 1991 eingestellt.
Überlebt haben dagegen die Ostsee-Zeitung (OZ) und die Norddeutschen Neuesten Nachrichten (NNN), die heute als regionale Tageszeitungen in Rostock erscheinen. Daneben gibt das Boulevardblatt Bild eine Regionalausgabe für Mecklenburg-Vorpommern heraus. Es gibt mehrere Online-Stadtmagazine wie Rostock Heute und das Rostocker Journal, außerdem regelmäßig erscheinende kostenlose Anzeigenmagazine. Als Monatspublikationen kommen regelmäßig das 0381-Stadt & Kulturmagazin, das Stadtmagazin Piste Rostock und HRO Live heraus. Das 1994 gegründete Magazin Stadtgespräche erscheint quartalsweise.
Die Stadt ist Sitz eines Regionalstudios des NDR, das Beiträge für den Hörfunk und das Fernsehprogramm produziert. Zwei regionale Fernsehsender berichten aus Rostock, der Privatsender tv.rostock und der Bürgerfernsehsender rok-tv (Rostocker Offener Kanal). Ebenfalls in Rostock ansässig ist der seit 2012 sendende landesweite Privatfernsehsender MV1. Im Sommer 2005 ging Radio Lohro, ein nicht kommerzielles Stadtradio für die Region Rostock, auf Sendung. Ebenfalls aus der Hansestadt senden die landesweiten Privatsender Ostseewelle und 80s80s MV, zuvor Antenne MV.
Mit einer Rostocker Zweigstelle ist die Deutsche Presse-Agentur (dpa) vertreten.

### Schutzgebiete
Im Stadtgebiet befinden sich fünf ausgewiesene Naturschutzgebiete (Stand Februar 2017).

## Verkehr

### Häfen

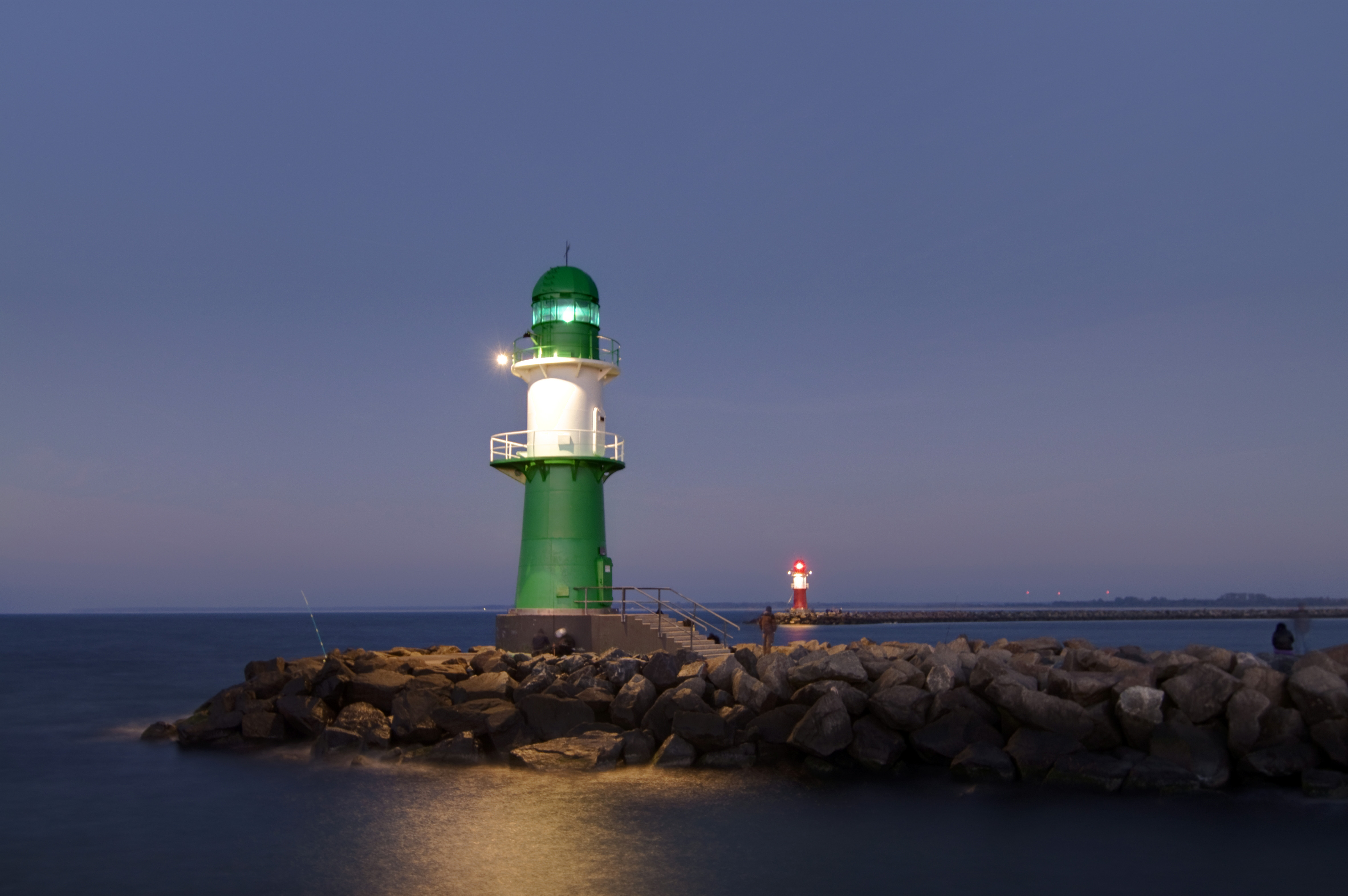
Molenfeuer in Warnemünde, an der Einfahrt zu den Rostocker Häfen

Nach Kriegsende wurde der stark zerstörte Stadthafen, der jahrhundertelang der Haupthafen Rostocks war, in mehrjähriger Arbeit wieder instand gesetzt. Das Wirtschaftswachstum der DDR und der Aufbau einer großen staatlichen Handelsflotte erforderten jedoch den Bau eines neuen, leistungsfähigen Hochseehafens, der 1960 außerhalb der bebauten Stadt am Breitling in Betrieb genommen wurde. Dazu wurde in Warnemünde ein neuer Zugang zur Ostsee gebaggert. Um an die Bedürfnisse der DDR- und Ostblock-Wirtschaft angepasst zu sein, wurde der Überseehafen ständig aus- und umgebaut und erreichte 1989 mit über zwanzig Millionen Tonnen Umschlag – überwiegend Massenschüttgütern – sein bis dahin bestes Ergebnis.
Mit der deutschen Einheit begann der mühevolle Weg, den ausschließlich auf DDR-Bedürfnisse ausgelegten Hafen so umzugestalten, dass er einen akzeptablen Platz im Ensemble der deutschen Häfen finden konnte. In den vergangenen 15 Jahren hat der Überseehafen sein Erscheinungsbild und sein Leistungsangebot deshalb stark verändert. Aufgrund des modernen Ölhafens, der Anlagen für den Getreide-, Kohle-, Düngemittel- und Zementumschlag und des Terminals für den Export von Zucker, Holz, Schrott und Stückgütern ist er nach wie vor ein universaler Umschlagplatz.
Der Überseehafen ist – gemessen am jährlichen Güterumschlag – der zweitgrößte deutsche Ostseehafen nach dem in Lübeck und nach Puttgarden ist er derjenige mit der zweithöchsten Zahl an Reisenden (ca. 2 Mio. Passagiere). Passagierfähren verkehren nach Gedser (Dänemark) und Trelleborg (Schweden). Seit dem 30. August 2021 gibt es eine weitere Fährverbindung für den Passagier und Frachtverkehr von Rostock nach Nynäshamn (Schweden). Einmal pro Woche soll bei dieser Verbindung die Fähre einen Zwischenstopp in Visby auf Gotland (Schweden) einlegen.
Eigentümer der Hafeninfrastruktur ist die Hafen-Entwicklungsgesellschaft Rostock mbH (HERO), ein Gemeinschaftsunternehmen des Landes Mecklenburg-Vorpommern und der Hansestadt Rostock. Der Hafenbetrieb wird durch die Seehafen Rostock Umschlagsgesellschaft mbH, die sich in privatem Besitz befindet, und weitere Unternehmen durchgeführt.
2013 wurden über die Rostocker Hafenanlagen insgesamt 23,2 Millionen Tonnen Güter umgeschlagen (2012: 22,7 Mio. t, 2011: 24 Mio. t), davon 21,4 Mio. t im Rostocker Überseehafen. Auf der Adria-Baltikum-Achse gibt es dazu Güterzugsverbindungen zwischen dem Hafen Rostock und dem Endpunkt der maritimen Seidenstraße um den Knotenpunkt Triest.
Rostock gehört neben Brunsbüttel, Stade und Wilhelmshaven zu den Städten, die im Gespräch für ein Flüssigerdgasterminal sind, 50 Umweltverbände und Bürgerinitiativen sprechen sich dagegen aus.

### Öffentlicher Personennahverkehr

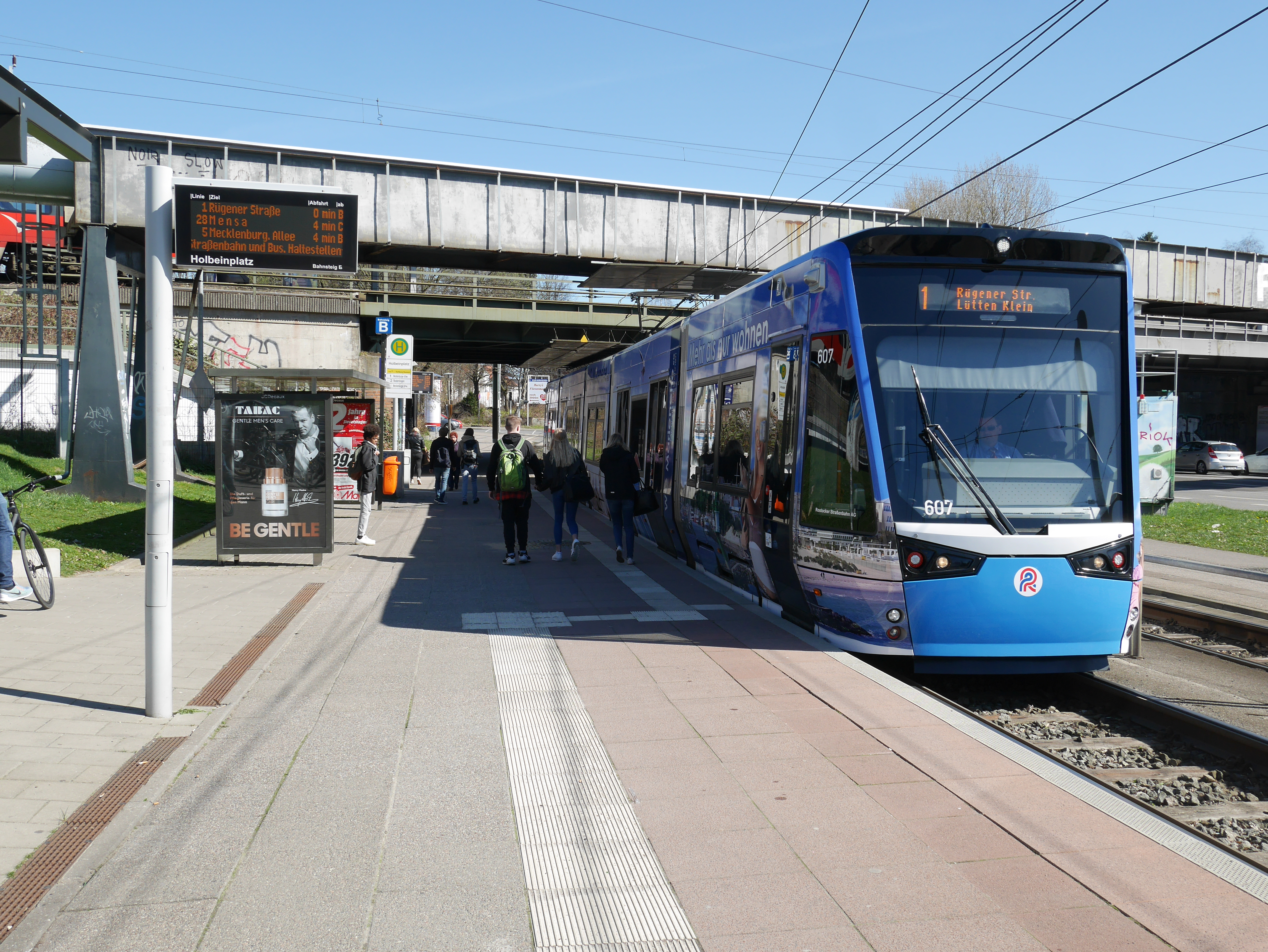
Die Rostocker Straßenbahn

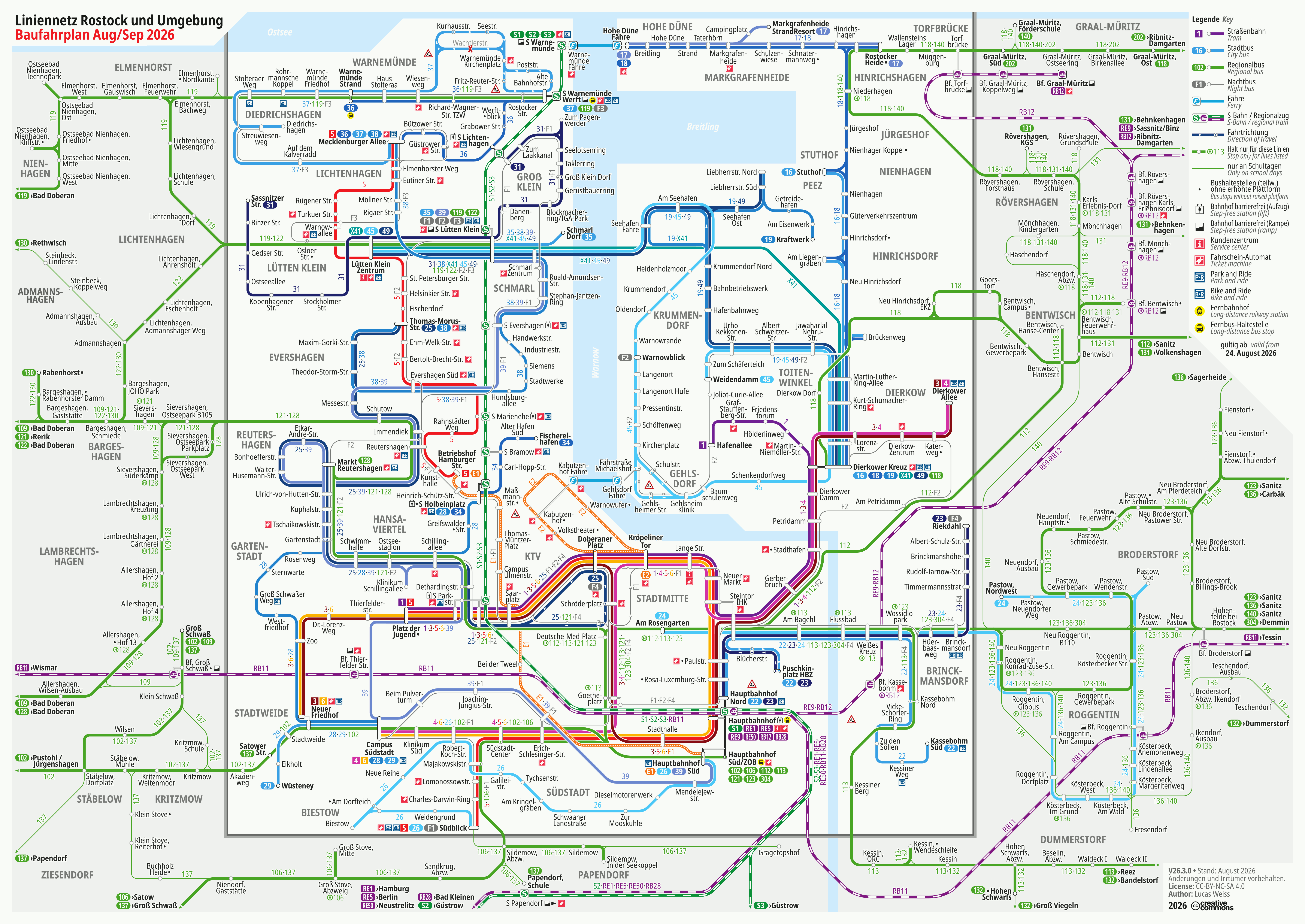
Liniennetz des öffentlichen Nahverkehrs in Rostock und Umgebung

1881 ging die erste Pferdebahn mit Waggons auf Schienen in Betrieb. Bereits zu Anfang gab es drei verschiedene Strecken. 1904 nahm die erste elektrische Straßenbahn der Rostocker Straßenbahn AG ihren Betrieb auf. 1944 wurde die RSAG nach Ablauf der Konzession zur Städtischen Straßenbahn Rostock, aus der 1951 der VEB Nahverkehr Rostock hervorging. 39 Jahre später erfolgte die Wiedergründung der Rostocker Straßenbahn AG (RSAG).
Der öffentliche Personennahverkehr wird durch die S-Bahn Rostock der Deutschen Bahn (Regio Nordost), durch Straßenbahnen und Omnibuslinien der RSAG bedient. Es gibt sechs Straßenbahn-, 22 Stadtbus- und zwei Nachtbus-Linien. Zwei Fährlinien verkehren über die Warnow: eine Personenfähre zwischen dem Stadtzentrum und Gehlsdorf sowie eine Autofähre zwischen Warnemünde und Hohe Düne. Regionalbuslinien erschließen das Umland. Sie werden von rebus Regionalbus Rostock GmbH und weiteren Unternehmen innerhalb des Verkehrsverbundes Warnow (VVW) betrieben, der 1997 gegründet wurde.
Ab 2006 gab es Planungen, durch eine Verknüpfung von Schienenstrecken der Straßenbahn, Regionalbahn und S-Bahn ein Stadtbahnsystem herzustellen. Diese Überlegungen wurden auch aus wirtschaftlichen Gründen verworfen.

### Eisenbahn

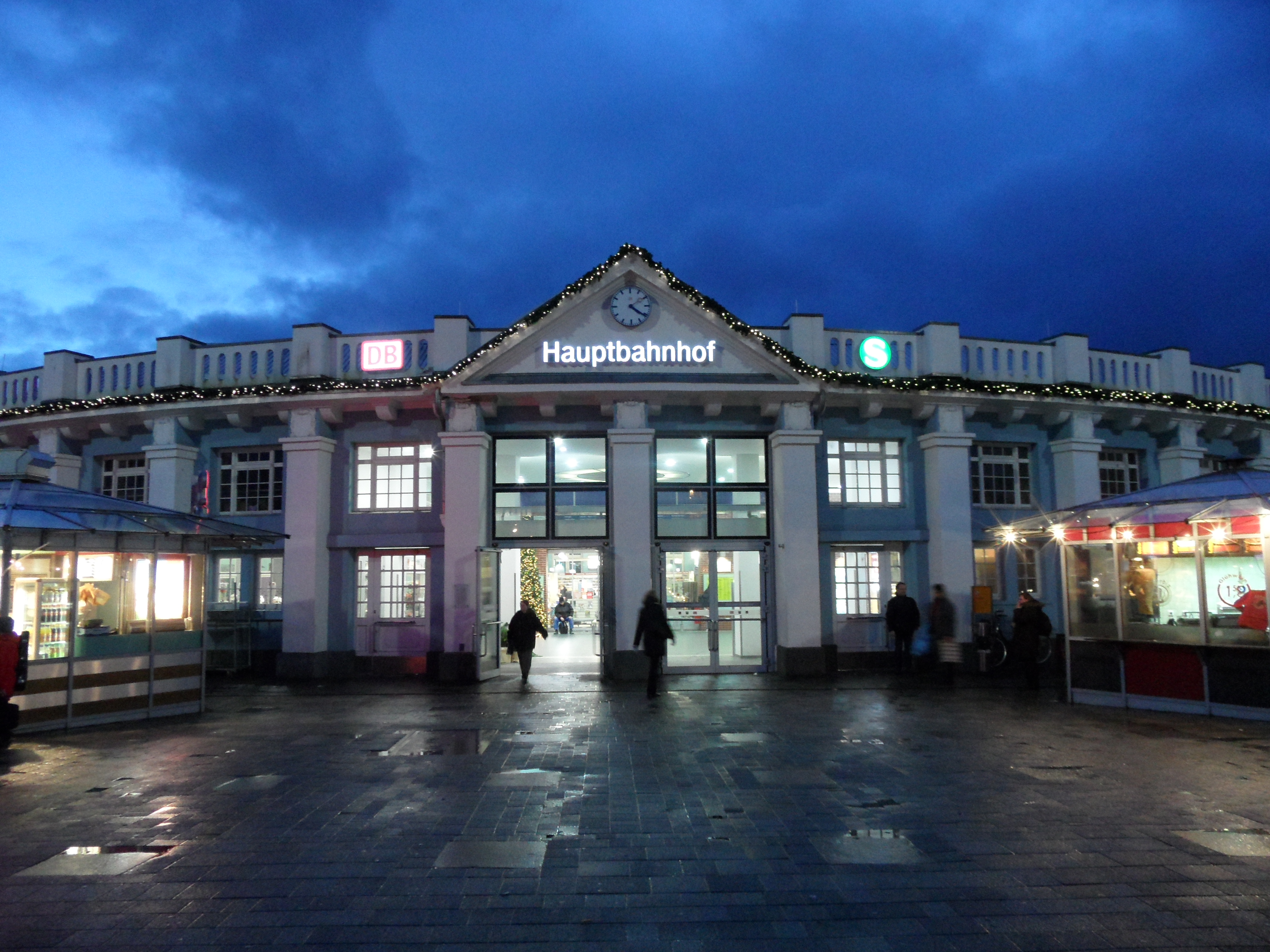
Hauptbahnhof, Nordempfangsgebäude von 1913

Der größte und wichtigste Personenbahnhof der Stadt ist der Rostocker Hauptbahnhof, ein überregionaler Eisenbahnknoten. Im Fernverkehr verbinden ICE und Intercity-Züge Rostock u. a. mit Hamburg, dem Ruhrgebiet, Stuttgart, Stralsund, Berlin, München, Dresden und Leipzig. Einzelne Fernverkehrszüge bedienen darüber hinaus den Bahnhof Warnemünde.
Rostock verfügt über ein eigenes S-Bahn-Netz. Dessen Hauptachse verbindet die Innenstadt mit den nördlichen Großwohnsiedlungen wie Lütten Klein und Warnemünde. Die S-Bahn-Züge verkehren in den Spitzenzeiten alle 7½ Minuten. S-Bahn-Züge über Schwaan oder Laage nach Güstrow fahren stündlich, samstags, sonn- und feiertags alle 2 Stunden.

### Straßen
Rostock liegt an den Autobahnen A 19 (Rostock–Autobahndreieck Wittstock (Dosse)–Berlin) und A 20 (Stettin–Stralsund–Rostock–Lübeck), die im Autobahnkreuz Rostock miteinander verknüpft sind, und an den Bundesstraßen B 103, B 105 und B 110. Die Autobahnen und die Bundesstraßen 103 und 105 bilden zusammen mit dem Warnowtunnel einen Schnellstraßenring in und um Rostock.
Der Warnowtunnel wurde 2003 als Verbindung der westlich und östlich der Unterwarnow gelegenen Stadtteile zwischen Schmarl und Oldendorf eröffnet. An seinem östlichen Ende beginnt die A 19, das Westende ist mit der Schnellstraße vom Rostocker Zentrum nach Warnemünde verbunden. Der Tunnel ist der erste privat finanzierte und mautpflichtige Straßentunnel Deutschlands. Ging man in den Planungen zunächst von 22.000 Durchfahrten pro Tag aus, hat sich die Verkehrsbelegung heute bei rund 12.000 Durchfahrten eingependelt. Damit konnten sich die Erwartungen bisher bei weitem nicht erfüllen. Als Konsequenz daraus wurde das Finanzierungsmodell nachträglich angepasst.
Von 1998 bis 2007 wurde auch das innerstädtische Straßennetz mit dem Neu- und Ausbau der Arnold-Bernhard-Straße und der August-Bebel-Straße sowie der Verbindung vom Schröderplatz zum Warnowufer grundlegend neu gestaltet. Parallel dazu wurden die früher verkehrsreichen Plätze Neuer Markt und Doberaner Platz für den Kfz-Durchgangsverkehr gesperrt.

### Fahrradverkehr
Rostock ist an zahlreiche nationale und internationale Radfernwege angeschlossen: unter anderem an den Ostseeküsten-Radweg (verläuft als EuroVelo Route 10 einmal um die Ostsee zu Städten wie Kiel, Stralsund und Danzig), an den Radweg Berlin-Kopenhagen (u. a. über Güstrow und Gedser) und an den Iron-Curtain-Trail (verläuft durch 14 Länder entlang des ehemaligen Eisernen Vorhangs von Norwegen bis ans Schwarze Meer).
Im Mai 2019 erfolgte am Südstadt-Campus der erste Spatenstich für ein insgesamt 28 Kilometer langes Radschnellwegenetz zwischen Hauptbahnhof und Warnemünde sowie von Evershagen nach Dierkow. 2024 sollen wesentliche Abschnitte verfügbar sein. Das erste Teilstück bis zur Erich-Schlesinger-Straße wurde ein Jahr später freigegeben. Die Initiative Corona-sichere Rad- und Gehwege führte auch in Rostock zur Einrichtung eines Pop-up-Radwegs: Im Mai 2020 hatten die Fahrradfahrer knapp 150 Meter einer Autospur am Mühlendamm etwa drei Stunden lang für sich.
Für das darüber hinaus erklärte Ziel, mehr Radwege in der Innenstadt einzurichten, kämpft der im Sommer 2018 gegründete Radentscheid Rostock. Am 6. November 2021, zwei Jahre nach dem Auftrag der Bürgerschaft an den Oberbürgermeister, die zehn Ziele des Radentscheids möglichst weitgehend umzusetzen, musste die Initiative jedoch feststellen, die Menschen sähen „keine wahrnehmbaren Veränderungen“. Immerhin würde die „Fastlane Fahrradstadt“ im Dezember endlich ihre Arbeit aufnehmen. Als „Modellprojekt zur Verkehrswende und Fahrradstadt Rostock“ wurde die Fahrradstraße Lange Straße trotz Kritik des Radentscheids am 1. Mai 2022 für ein Jahr umgesetzt. Den Gegenvorschlag, eine Auftrennung in Radweg und Kfz-Straße, lehnte die Stadt aus verkehrstechnischen Gründen ab.

### Flugverkehr

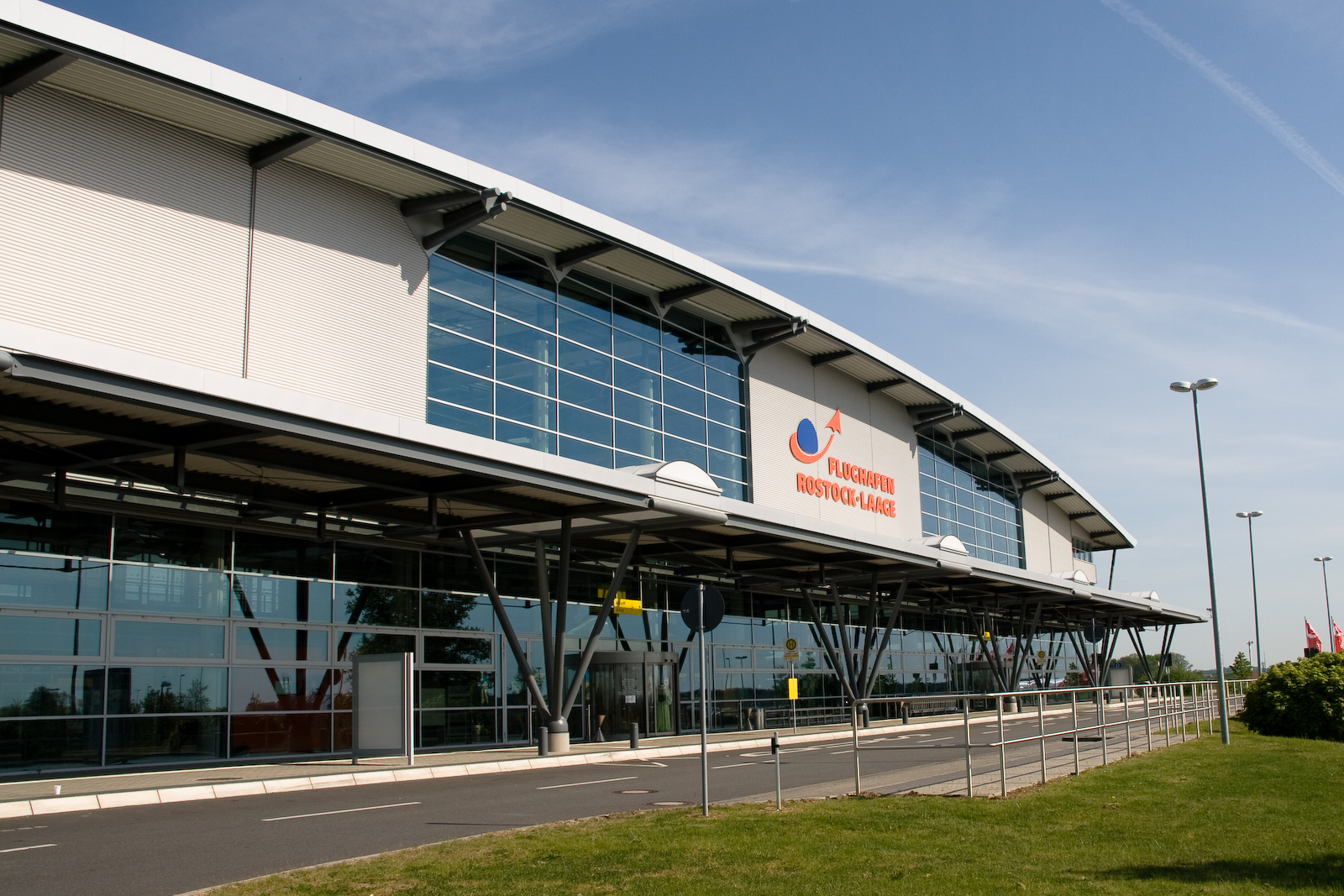
Terminal am Flughafen Rostock-Laage

Etwa 25 Kilometer südöstlich von Rostock befindet sich in Nähe des Laager Ortsteils Weitendorf der Flughafen Rostock Airport. 1993 wurde der zivile Flugverkehr auf dem früher ausschließlich militärisch genutzten Flughafen aufgenommen. Über die Rostocker Versorgungs- und Verkehrsholding GmbH (RVV) ist die Hansestadt mit 54,1 % als Gesellschafter am Betrieb des Flughafens beteiligt.
Lange Zeit verband die Lufthansa Rostock mit dem Drehkreuz München, doch diese Linie wurde mittlerweile eingestellt. Bis 2019 bediente zudem Germanwings die Strecken Köln/Bonn–Rostock und Stuttgart-Rostock. Im Sommerflugplan 2014 verband außerdem Germania Rostock zeitweilig mit Hurghada, Warna und Palma de Mallorca. Die türkische Ferienmetropole Antalya wurde sowohl von Germania als auch von Tailwind Airlines bedient. 2014 wurden 169.946 Passagiere abgefertigt. Im Zivilbereich gewann der Flughafen u. a. als Zubringer für den Kreuzfahrttourismus an Bedeutung, ferner für weitere Urlaubsflüge.
Mit der Einstellung der Linienflüge nach Köln/Bonn und Stuttgart im Jahr 2019 brachen die Passagierzahlen jedoch ein, und insbesondere die weltweite COVID-19-Pandemie sorgte ab 2020 für einen massiven Rückgang der Passagierzahlen, von dem sich Rostock-Laage bislang nicht erholen konnte. Aktuell gibt es von Rostock regelmäßige Linienflüge nach Antalya und Iraklio, hinzu kommen Charterflüge.
Rostock ist durch den IC 17 direkt an den Flughafen Berlin Brandenburg angebunden, die Fahrt dauert etwa zweieinhalb Stunden.

## Bildung und Öffentliche Einrichtungen

### Bundes- und Landeseinrichtungen
- Gerichte: Landgericht Rostock, Oberlandesgericht Rostock, Arbeitsgericht Rostock, Landesarbeitsgericht Mecklenburg-Vorpommern, Sozialgericht Rostock
- Bundeseinrichtungen: Bundesamt für Seeschifffahrt und Hydrographie (BSH), Johann Heinrich von Thünen-Institut sowie eine Filiale der Bundesbank
- Landeseinrichtungen: Landesamt für Landwirtschaft, Lebensmittelsicherheit und Fischerei Mecklenburg-Vorpommern, Landesamt für Straßenbau und Verkehr Mecklenburg-Vorpommern, Landesgesundheitsamt Mecklenburg-Vorpommern, Landesinstitut für Schule und Ausbildung Mecklenburg-Vorpommern, Landesprüfungsamt für Bautechnik Mecklenburg-Vorpommern, Landesversorgungsamt Mecklenburg-Vorpommern, Lehrerprüfungsamt Mecklenburg-Vorpommern, Staatliches Amt für Umwelt und Natur Rostock, Staatliches Schulamt Rostock, Amt für Raumordnung und Landesplanung Mittleres Mecklenburg
- Dienststelle des Deutschen Wetterdienstes
- Weitere Einrichtungen: Ärztekammer Mecklenburg-Vorpommern, Handwerkskammer Ostmecklenburg-Vorpommern, IHK Rostock

### Maritime Einrichtungen und Marine
- Bundesforschungsanstalt für Fischerei
- Einer der zwei Hauptsitze des BSH
- Wetterstation des DWD
- Wasserschutzpolizeidirektion Mecklenburg-Vorpommern
- Bundespolizeiamt Rostock
- Marinekommando, oberste Kommandobehörde der Deutschen Marine in der Hanse-Kaserne im Hansaviertel Rostock (seit Oktober 2012)
- Commander Task Force Baltic, CTF Baltic (seit Oktober 2024)
- Weitere militärische Einrichtungen in der Stadt sind der Marine-Stützpunkt Hohe Düne mit der Schnellbootflottille, dem Korvettengeschwader, einer Außenstelle der MAD-Stelle 1 und der Sportfördergruppe der Deutschen Marine.

### Bildung
- 18 Grundschulen
- vier regionale Schulen
- elf Gesamtschulen
- sechs Gymnasien
- Waldorfschule
- neun Förderschulen
- zwölf Berufsschulen
- eine Volkshochschule[95]
- zwei Musikschulen[96]
- sieben sonstige Schulen und Nebenstellen, mit unter anderem der Kunstschule, der Sternwarte und der Zooschule
- Das Musikgymnasium Käthe Kollwitz ist ein allgemeinbildendes Gymnasium mit einem Musikförderzweig.
- Für die außerschulische musikalische Ausbildung gibt es das Konservatorium und die Welt-Musik-Schule „Carl Orff“. Daneben existieren weitere private Musikschulen.

### Hochschule und Forschung

#### Universität Rostock

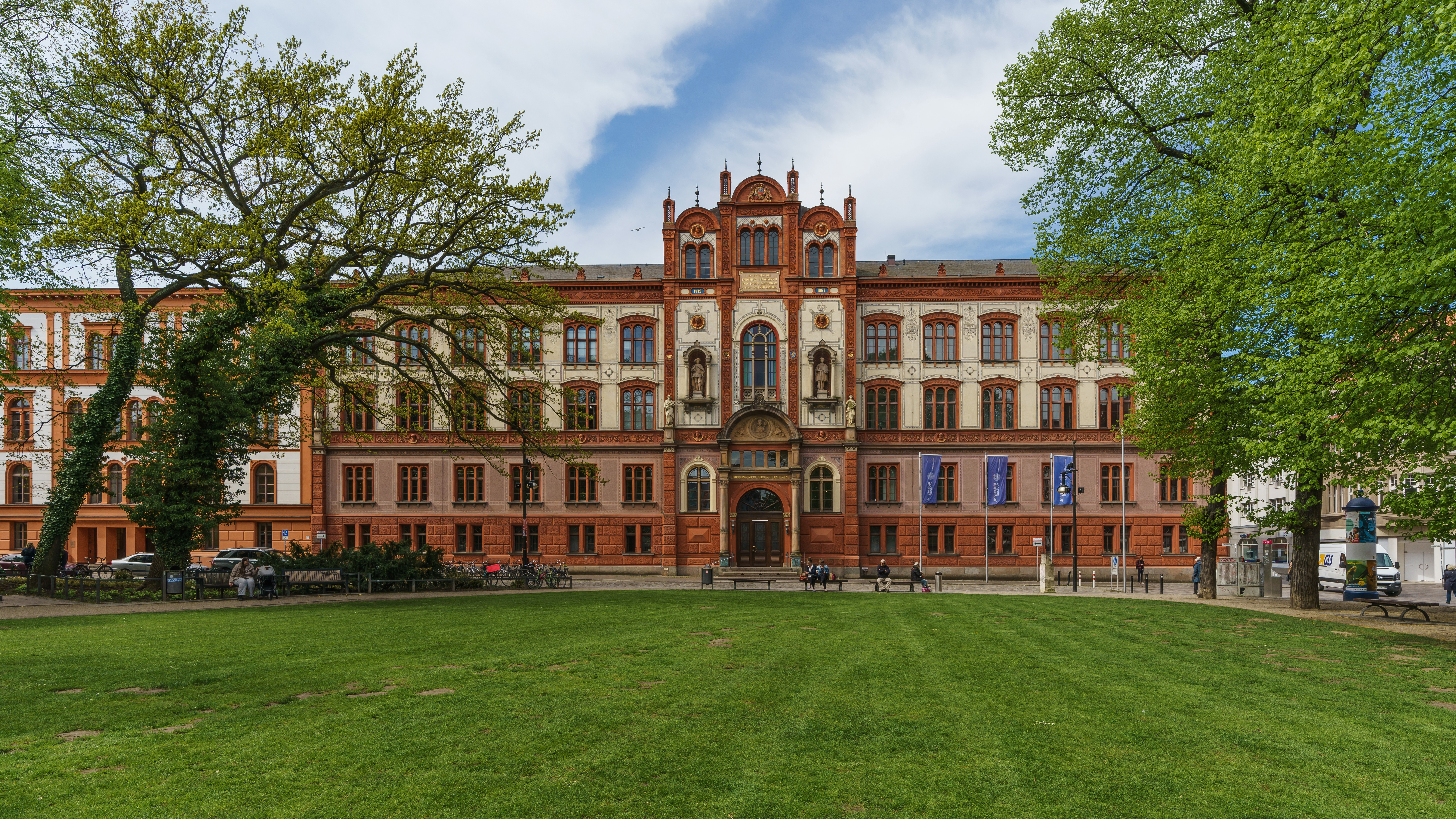
Das Hauptgebäude der Universität Rostock

2019 feierte die Universität Rostock ihr 600-jähriges Bestehen. Die 1419 gegründete Einrichtung ist die drittälteste Universität Deutschlands und die älteste und traditionsreichste Hochschule im Ostseeraum. Als klassische Universität umfasste sie von Anfang an die juristische, die philosophische und die medizinische Fakultät, 1432 erfolgte die Erweiterung um den Fachbereich Theologie. Das anfangs hohe Ansehen verlieh der Einrichtung bereits nach kurzer Zeit den Beinamen „Leuchte des Nordens“. Nach einem Niedergang im 17. und 18. Jahrhundert erlebte die Hochschule seit 1860 einen Aufschwung und konnte wieder Anschluss an die übrigen deutschen Universitäten gewinnen. In der DDR erfuhren Forschung und Unterricht dann eine Veränderung zulasten der klassischen und zugunsten der technischen Fächer. 1976 wurde die Universität zu Ehren des 1960 verstorbenen Politikers Wilhelm Pieck umbenannt und behielt diesen Namen bis zum Ende der DDR.
Nach der Rückbenennung im Jahr 1990 wurden bis 2004 mehrere Neustrukturierungen vorgenommen, durch die die Hochschule wieder zur Volluniversität wurde. Heute gliedert sich die Uni in neun Fakultäten (in der Reihenfolge der Zahl der Studierenden): Philosophische Fakultät, Universitätsmedizin Rostock, Mathematisch-Naturwissenschaftliche Fakultät, Wirtschafts- und Sozialwissenschaftliche Fakultät, Fakultät für Informatik und Elektrotechnik, Fakultät für Maschinenbau und Schiffstechnik, Agrar- und Umweltwissenschaftliche Fakultät, Theologische Fakultät, Juristische Fakultät. Eine Besonderheit ist die zusätzliche Interdisziplinäre Fakultät: Sie verbindet Forschende und Studierende aller Fachrichtungen in vier Departments: „Leben, Licht und Materie“, „Maritime Systeme“, „Altern des Individuums und der Gesellschaft“ sowie „Wissen – Kultur – Transformation“. Mit über 150 Studiengängen und Teilstudiengängen gehört die Universität zu den Hochschulen Deutschlands mit dem breitesten Fächerspektrum. Die Zahl der Universitätsbeschäftigten beträgt ca. 2.300, darunter etwa 280 Professoren. Im Wintersemester 2019/20 waren an der Universität Rostock 13.004 Studierende immatrikuliert.

#### Hochschule für Musik und Theater

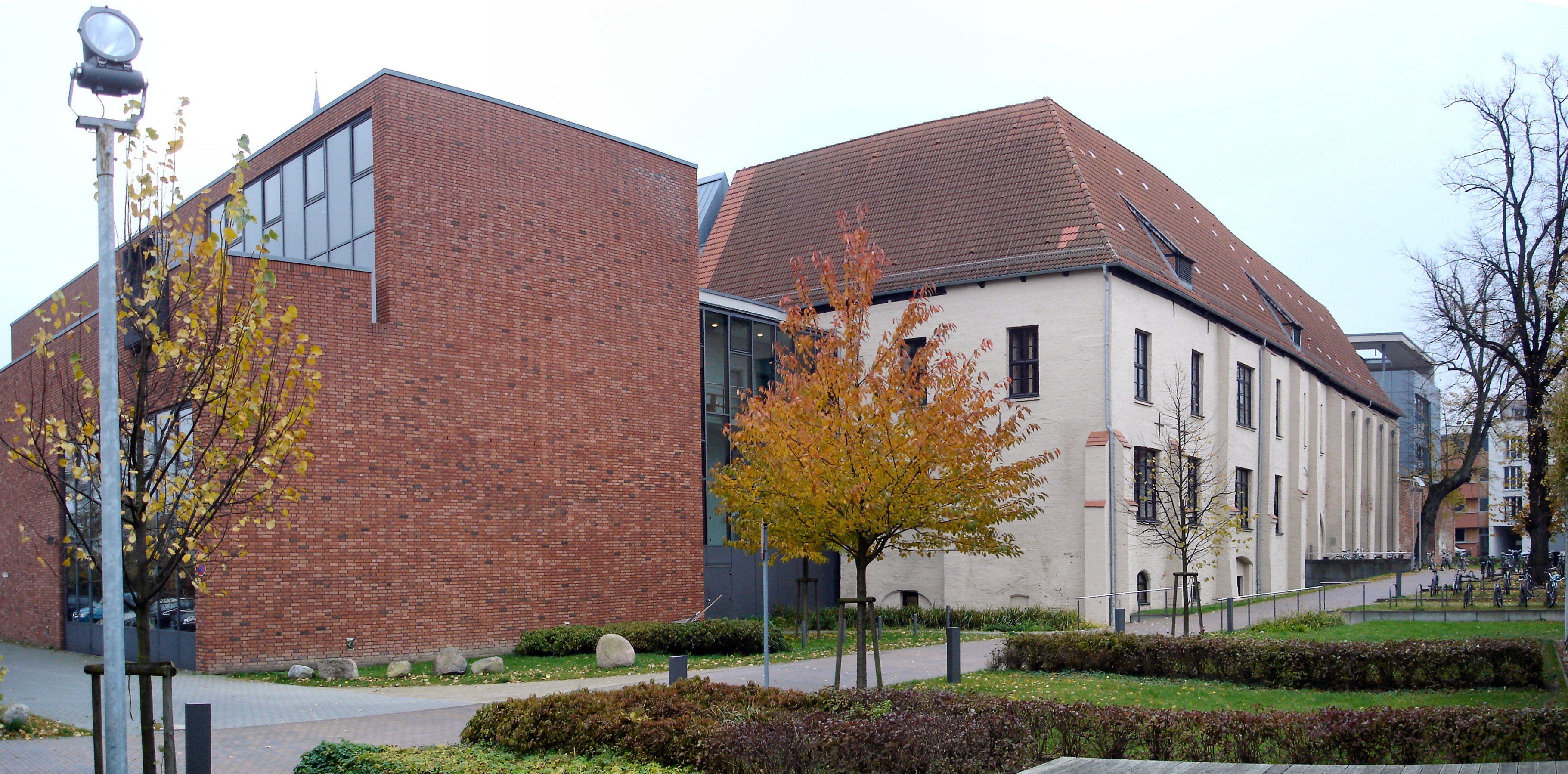
Hochschule für Musik und Theater

1947 wurde eine Hochschule für Musik, Theater und Tanz gegründet, die später als Außenstelle der Berliner Hochschule „Hanns Eisler“ Studenten der Musik ausbildete. Aus dieser Tradition heraus wurde 1994 die Hochschule für Musik und Theater Rostock (HMT) geschaffen. 2001 erhielt sie einen beachtenswerten Neubau auf den Ruinen des vormaligen Katharinenstifts. An der Hochschule studieren etwa 600 Studenten.
Die Hochschule ist eine der jüngsten ihrer Art in Deutschland. Sie fühlt sich stark mit entsprechenden Einrichtungen in Vilnius, Riga und Tallinn verbunden und kooperiert auch mit den Hochschulen in Krakau, Danzig und Posen.

#### Hochschule Wismar
Der Bereich Seefahrt der Hochschule Wismar mit dem maritimen Simulationszentrum ist in Warnemünde ansässig.

#### Fachhochschule des Mittelstands
Die Fachhochschule des Mittelstands (FHM) wurde im Jahr 2000 in privater Trägerschaft gegründet und bietet speziell auf den Mittelstand ausgerichtete, staatlich anerkannte Studiengänge aus den Bereichen Medien, Journalismus, Marketing, Informatik und Wirtschaft an. Die FHM hat ihren Verwaltungssitz in Bielefeld mit Niederlassungen in Bamberg, Düren, Hannover, Köln, Frechen, Berlin, Waldshut-Tiengen und in Rostock.

#### Sonstige Forschungseinrichtungen
- Max-Planck-Institut für demografische Forschung
- Leibniz-Institut für Ostseeforschung, 1992 hervorgegangen aus dem Institut für Meereskunde Warnemünde
- Leibniz-Institut für Katalyse, 2006 hervorgegangen aus dem Zusammenschluss der Institute für Organische Katalyseforschung und für Angewandte Chemie Berlin-Adlershof.
- Institute der Fraunhofer-Gesellschaft: das Institut für Graphische Datenverarbeitung, das Institut für Großstrukturen in der Produktionstechnik[100] und das Fraunhofer-Institut für Zelltherapie und Immunologie
- Deutsches Zentrum für Neurodegenerative Erkrankungen (DZNE), bildet mit Greifswald einen gemeinsamen Standort
- Institut für Ostseefischerei, Fachinstitut des Johann Heinrich von Thünen-Instituts

### Bibliotheken und Archive

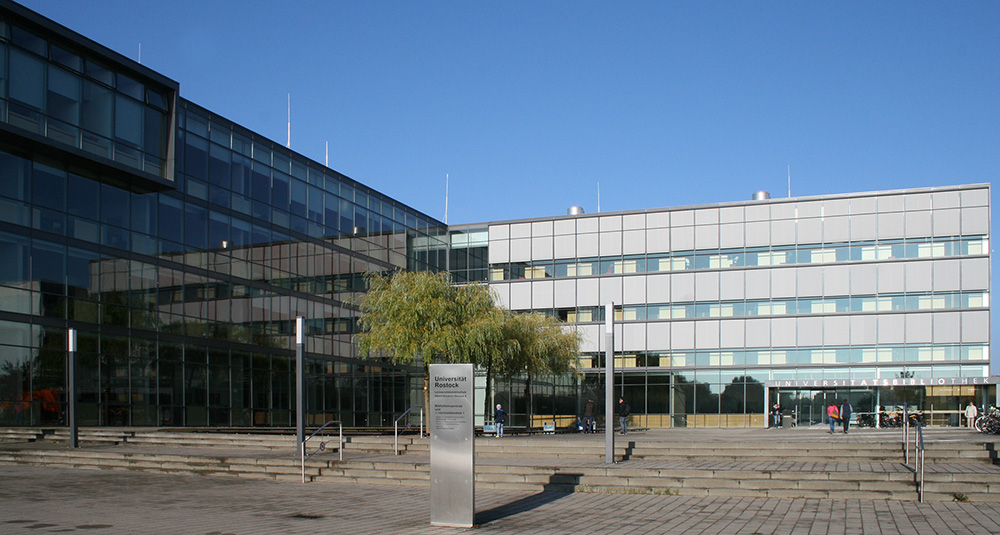
Universitätsbibliothek Rostock
Bibliotheksneubau von 2004 in der Rostocker Südstadt

- Die Universitätsbibliothek Rostock wurde 1569 gegründet und verfügt über einen Bestand von ca. 2,2 Mio. Bänden.[101] Sie ist verantwortlich für die universitäre Versorgung von Forschung, Lehre und Studium und dient als große wissenschaftliche Bibliothek in Mecklenburg-Vorpommern auch der regionalen und überregionalen Literaturversorgung.
- Die Stadtbibliothek Rostock ist mit einem Gesamtbestand von ca. 150.000 Medien, verteilt auf mehrere Stadtteilbibliotheken, die zweitgrößte Bibliothek der Stadt.
- Von Bedeutung sind Bibliothek und Nachlass der Schriftsteller Walter Kempowski und Uwe Johnson. Während das Kempowski-Archiv durch den Verein Kempowski-Archiv Rostock – Ein bürgerliches Haus verwaltet wird, werden Bibliothek und Nachlass von Uwe Johnson durch die Uwe Johnson-Forschungsstelle der Universität Rostock und die Universitätsbibliothek Rostock erschlossen und für die wissenschaftliche Nutzung bereitgestellt.[102][103]
- Im Stadtarchiv Rostock finden sich Dokumente zur Geschichte der Stadt und deren Umland.
- Die Liste von Bibliotheken und Archiven in der Region Rostock gibt eine Übersicht über öffentlich zugängliche Bibliotheken, Archive und Spezialsammlungen der Stadt und der Region Rostock.[104]

## Garnison in Rostock
Rostock war Garnisonsstadt für die preußische Armee, Reichswehr, Wehrmacht und die Nationale Volksarmee der DDR. Aus der Zeit der Monarchie stammte die Infanteriekaserne an der Ulmenstraße (DDR-Bezeichnung: Fiete-Schulze-Kaserne/6. Grenzbrigade Küste, heute Universität Rostock). Bei der Aufrüstung der Wehrmacht entstanden zwei Kasernenneubauten an der heutigen Kopernikusstraße/Tschaikowskistraße. (DDR-Bezeichnung für die von der 8. MotSchützendivision genutzten Areale: westlich Erich-Mühsam-Kaserne, heute aufgelassen; östlich Wilhelm-Florin-Kaserne, heute Hanse-Kaserne der Bundeswehr)

## Religionen

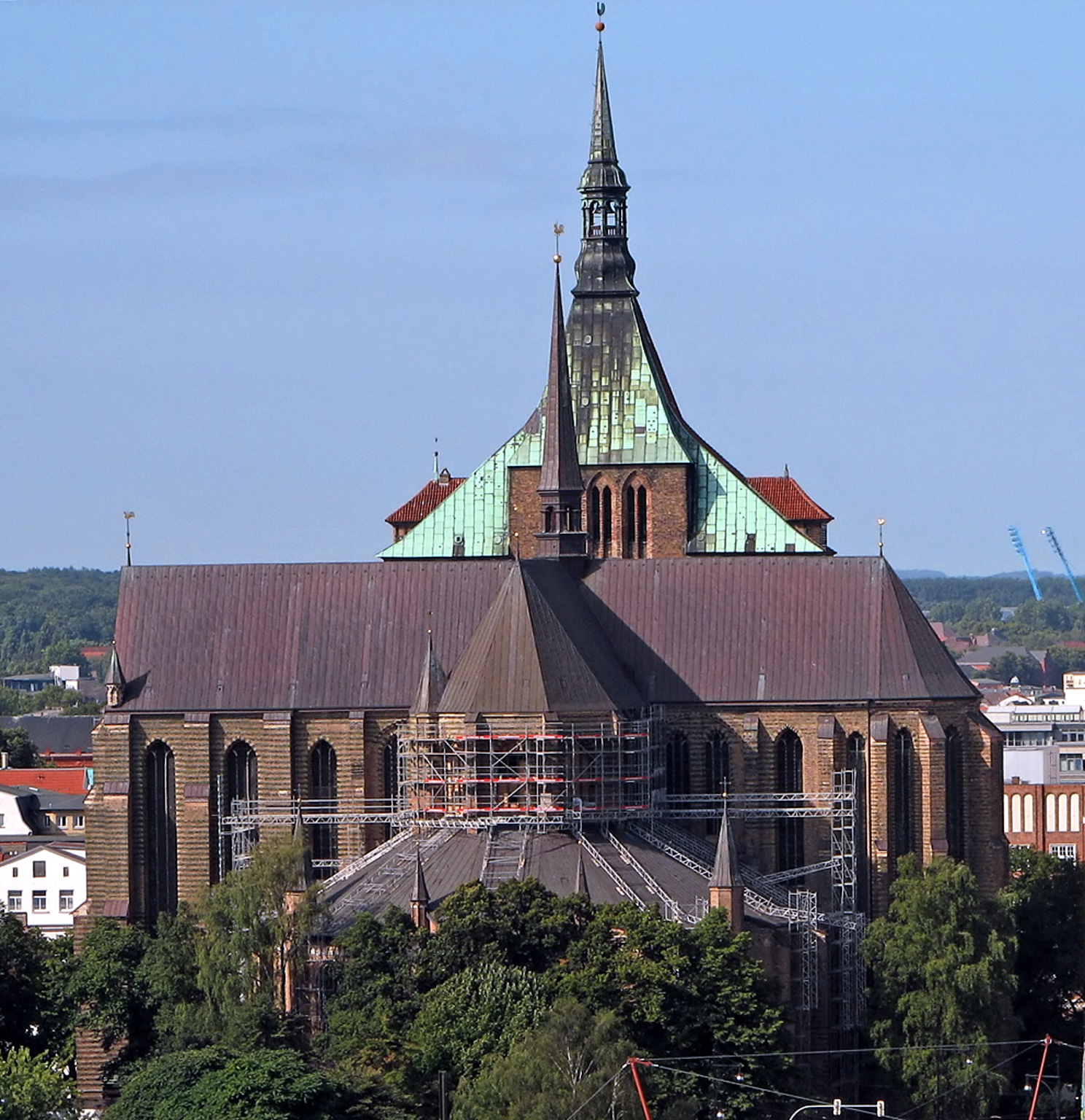
Marienkirche: größtes Gotteshaus der Stadt

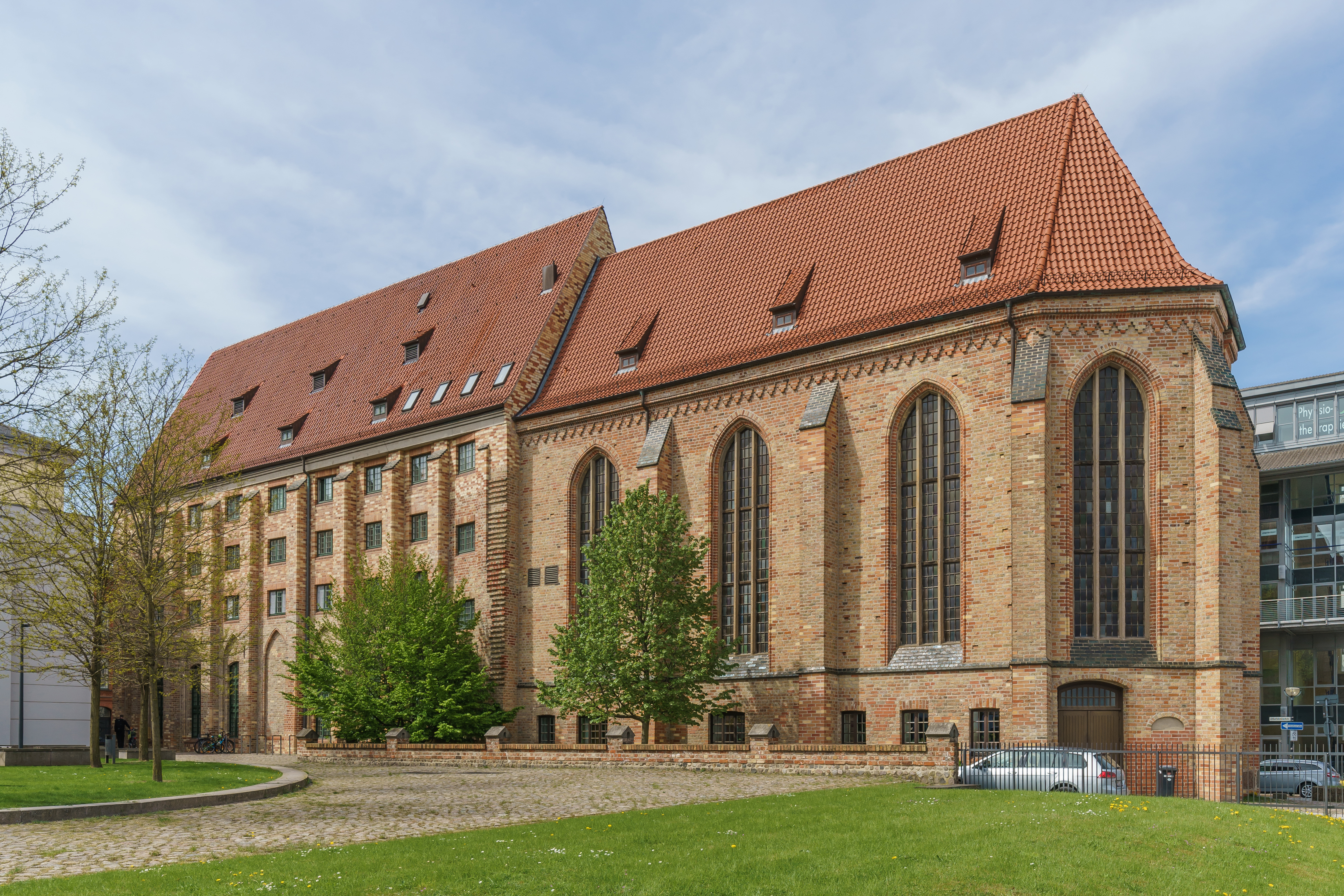
Michaeliskloster: heute auch weltlich genutzt

### Konfessionsstatistik
November 2024 waren von den Einwohnern 17.956 evangelisch und 6.191 katholisch.
Die große Mehrheit der Rostocker ist konfessionslos. Ende Dezember 2023 waren 8,7 % (18.485) der Einwohner der Stadt evangelisch, 3,0 % oder 6.303 römisch-katholisch und 88,3 % waren konfessionsfrei oder gehörten einer sonstigen Glaubensgemeinschaft an.
Mit Stand Dezember 2022 waren von den 210.802 Einwohnern 9,0 % (18.922) evangelisch, 3,1 % (6.441) katholisch und 88,0 % (185.439) hatten eine sonstige oder keine Konfession. Im Dezember 2020 waren von den 209.755 Einwohnern 9,6 % (20.091) evangelisch und 3,2 % (6.795) katholisch. 87,2 % (182.483) hatten eine sonstige oder keine Konfession.

### Christentum
Als Anhänger der slawischen Mythologie setzten sich die Wenden lange gegen die gewaltsame Christianisierung zur Wehr. Spätestens jedoch mit Fürst Pribislaw wurde das Christentum in Mecklenburg eingeführt. Zeugen dieses neuen Glaubens waren im 13. Jahrhundert vier Hauptkirchen: Petrikirche, Nikolaikirche, Marienkirche und Jakobikirche. 1432 wurde an der Universität die Theologische Fakultät eingerichtet. Die verstärkte Laienfrömmigkeit gegen Ende des Mittelalters führte zur Gründung zahlreicher Beginenhäuser und Konvente. Das Hospital St. Georg bestand vom 13. bis zum 19. Jahrhundert.
Reformation
Nachdem der Kaplan der Petrikirche, Joachim Slüter, 1525 ein niederdeutsches Gesangbuch mit lutherischen Liedern herausgegeben hatte, begann in Rostock die Reformation. Slüter setzte sie bis 1531 durch, sein Nachfolger Johann Oldendorp führte den Prozess ab 1532 fort. Gleichzeitig entwickelten sich auch die anderen Hansestädte zu bürgerlichen Zentren dieser Konfession. Mit der einhergehenden Unterdrückung des Katholizismus wurden die Katholiken als „Papisten“ beschimpft. Rostock bekam einen eigenen Superintendenten und ein eigenes Geistliches Ministerium. Seitdem ist der evangelische Glaube die vorherrschende Religion. Die evangelisch-lutherischen Kirchengemeinden der Stadt gehören zur Propstei Rostock im Kirchenkreis Mecklenburg der Evangelisch-Lutherischen Kirche in Norddeutschland (Nordkirche).
Katholizismus
1872 begründeten Katholiken die erste katholische Pfarrgemeinde seit der Reformation und errichteten 1909 die Christuskirche am Schröderplatz. Die Gemeinde gehörte – wie ganz Mecklenburg – zunächst zum Apostolischen Vikariat der Nordischen Missionen, dessen Jurisdiktion dauernd mit dem Bischofsstuhl zu Osnabrück verbunden war. 1930 wurde das Gebiet offiziell Teil des Bistums Osnabrück. Die Aufteilung des Dekanats Mecklenburg in einen westlichen, einen mittleren und einen östlichen Konferenzbezirk erfolgte 1941. Die Grenzziehung nach dem Zweiten Weltkrieg erschwerte dem Osnabrücker Bischof die Wahrnehmung seiner Amtsgeschäfte in Mecklenburg. So entstand 1946 das Bischöfliche Kommissariat Schwerin, aus dem 1973 das Bischöfliche Amt Schwerin mit einem Weihbischof als „residierendem Bischof“ hervorging. Als Ersatz für die 1971 gesprengte Christuskirche wurde ein Neubau im Häktweg errichtet. Seit 1995 gehören die Rostocker Katholiken zum neugegründeten Erzbistum Hamburg. Die Pfarrgemeinden der Stadt Rostock sind Teil des Dekanats Rostock des Erzbischöflichen Amtes Schwerin innerhalb des Erzbistums.
Freikirchen
Zu den Freikirchen zählen zwei Evangelisch-Freikirchliche Gemeinden (Baptisten und Brüdergemeinde), eine Freie evangelische Gemeinde, die Evangelisch-methodistische Kirche St. Michaelis, eine Adventgemeinde, das „Christliche Zentrum“ (Bund Freikirchlicher Pfingstgemeinden) und das charismatische „Gospelzentrum“. Ferner gibt es die Landeskirchliche Gemeinschaft, eine pietistische Gemeinschaftsbewegung innerhalb der evangelisch-lutherischen Landeskirche. Die Neuapostolische Kirche ist mit zwei Gemeinden vertreten. Die Gemeinde mit der größeren Mitgliederzahl befindet sich seit 2013 im Hansaviertel an der Einmündung Parkstraße/Voßstraße. Die andere Gemeinde befindet sich in Warnemünde im Wiesenweg. Die Russisch-Orthodoxe Kirche ist mit der Kirchengemeinde der Seligen Xenia von St. Petersburg vertreten. Die Gemeinde der Berliner Diözese befindet sich seit 2000 in der Stadt, seit 2006 in der Thünenstraße 9. Auch die Kirche Jesu Christi der Heiligen der Letzten Tage (auch Mormonen genannt) ist mit einer Gemeinde vertreten, sowie die Christengemeinschaft, die auf der Anthroposophie von Rudolf Steiner basiert und sich in der Pauluskirche versammelt. Zwei deutsch- und eine russischsprachige Gemeinden der Zeugen Jehovas nutzen gemeinsam einen Königreichssaal (Gemeindesaal) in der Schweriner Straße. Eine katholisch-apostolische Gemeinde besteht seit Ende des 19. Jahrhunderts in der Paulstraße.
Ökumenische Gemeinschaftstreffen
Ende 2022 fand in Rostock das Europäische Jugendtreffen der ökumenischen Gemeinschaft von Taizé statt. 5000 Jugendliche nahmen an diesem 45. Treffen teil. Die Bruderschaft von Taizé, die ihren Sitz im französischen Burgund hat, lädt seit 1978 zur Jahreswende zu Europäischen Jugendtreffen ein. Im Mittelpunkt der Treffen stehen Gesänge, Meditationen, Workshops und Gottesdienste.

### Judentum
Seit 1868, nach dem Beitritt Mecklenburg-Schwerins zum Norddeutschen Bund, durften sich wieder Juden in der Stadt niederlassen. Schnell bildete sich die Israelitische Gemeinde Rostock, die sich 1870 den Alten Jüdischen Friedhof am Rande des Alten Friedhofs, dem heutigen Lindenpark, einrichtete, wo sie bis 1942 ihre Mitglieder bestattete. Die Weihe der in der Augustenstraße errichteten Synagoge hatte 1902 stattgefunden. Sie wurde in der Reichspogromnacht vom 9. zum 10. November 1938 von Nationalsozialisten niedergebrannt. Schon vorher waren unter dem Druck viele Juden ausgewandert, einige hatten sich das Leben genommen. Jüdischer Besitz wurde „arisiert“. Zur „Endlösung der Judenfrage“ wurden die in Rostock verbliebenen 70 Gemeindemitglieder von 1942 bis 1944 in Konzentrationslager deportiert, fast alle kamen dort ums Leben. An Opfer des Holocaust aus Rostock erinnern in den Boden vor ihren Wohnhäusern oder Wirkungsstätten eingelassene Gedenkplatten, die der Verein der Freunde und Förderer des Max-Samuel-Hauses e. V. seit 2001 in Kooperation mit der Stadt setzen lässt.
Die heutige Jüdische Gemeinde Rostock unter Vorsitz von Juri Rosov zählt 540 Mitglieder und hat ein Gemeindezentrum mit Synagoge. 1996 richtete sie auf einem Abschnitt des 1977 eröffneten Westfriedhofs Rostocks den Neuen Jüdischen Friedhof ein.

### Islam
2019 lebten in der Stadt rund 2000 Muslime. Es gibt eine Moschee in der Erich-Schlesinger-Straße, deren Trägerverein der Islamische Bund in Rostock e. V. ist. Bereits im Jahr 2016 gab es Bedenken, dass diese Moschee sich radikalisieren würde. Im Jahr 2019 wurde bekannt, dass sich die Stadt Rostock und der Islamische Bund auf eine neue Moschee am Holbeinplatz geeinigt hatten. Gegen diesen Bau gab es massive Bedenken und Proteste von Anwohnern aus dem Viertel, kritisiert wurde auch, dass es keine Information über die bereits lange laufenden Gespräche mit der islamischen Gemeinde gab. Unter anderem hatte die AfD zum Protest gegen den Moscheebau aufgerufen. An der Demonstration nahmen 250 Personen teil, auch der islamfeindliche Extremist Michael Stürzenberger. An dem Protest gegen die AfD nahmen 1000 Personen teil. Im Vorfeld kam es zu mehreren beleidigenden muslimfeindlichen Aussagen des AfD Landeschefs Dennis Augustins. Er hatte Muslime pauschal als „Halbaffen“ und „Krebsgeschwür“ bezeichnet. In einer Nacht vor den Protesten wurde ein Schweinekopf auf dem geplanten Moschee-Gelände abgelegt. Im Nachgang haben sich die Fraktionen von CDU, UFR/FDP, Rostocker Bund/Graue/Aufbruch 09, Bündnis 90/Die Grünen, Die Linke und SPD gegen religiösen und politischen Extremismus positioniert und einen „Trialog der Religionen“ auf „neutralem Boden“ gefordert.

## Sport

### Wichtige Sportvereine
|  | Verein                                             | Erfolgreichste Sportart (Spielklasse 2021/22)             | Gründung | Heimspielstätte                                                | Mitglieder |
|  | Hansa Rostock                                      | Fußball (3. Liga)                                         | 1965     | Ostseestadion                                                  | 27700      |
|  | Empor Rostock                                      | Handball (3. Liga)                                        | 1946     | Stadthalle Rostock                                             | 530        |
|  | Rostocker HC                                       | Handball (3. Liga Frauen)                                 | 2007     | Sporthalle Marienehe                                           |            |
|  | SV Warnemünde                                      | Volleyball (3. Liga Frauen und 2. Bundesliga Nord Männer) | 1991     | Sporthalle Gerüstbauerring                                     | 1193       |
|  | Piranhas (Rostocker Eishockey Club)                | Eishockey (Oberliga Nord)                                 | 1990     | Eishalle Rostock                                               |            |
|  | Rostock Seawolves (Erster Basketball-Club Rostock) | Basketball (Basketball-Bundesliga)                        | 1994     | Stadthalle Rostock                                             | 1728       |
|  | Rostocker Robben                                   | Beachsoccer (German Beach Soccer League)                  | 2010     | AOK Active Beach                                               | 100        |
|  | HSG Uni Rostock                                    | Hockey (Damen und Herren) (jeweils Oberliga)              | 1949     | Sportanlage Danziger Straße Sporthalle Bertha-von-Suttner-Ring |            |
|  | UWR Rostock 071                                    | Unterwasser-Rugby (1. Bundesliga Nord)                    | 1999     | Neptun-Schwimmhalle                                            |            |
|  | HSG Warnemünde                                     | Wasserball (Oberliga)                                     | 1971     | Neptun-Schwimmhalle                                            | 70         |
|  | Rostocker Nasenbären                               | Inline-Skaterhockey (2. Bundesliga)                       | 2005     | OSPA-Arena                                                     |            |
|  | PSV Rostock                                        | Breitensportverein                                        | 1992     | OSPA-Arena                                                     | 2750       |
|  | 1. LAV Rostock                                     | Leichtathletik                                            |          |                                                                |            |

### Fußball

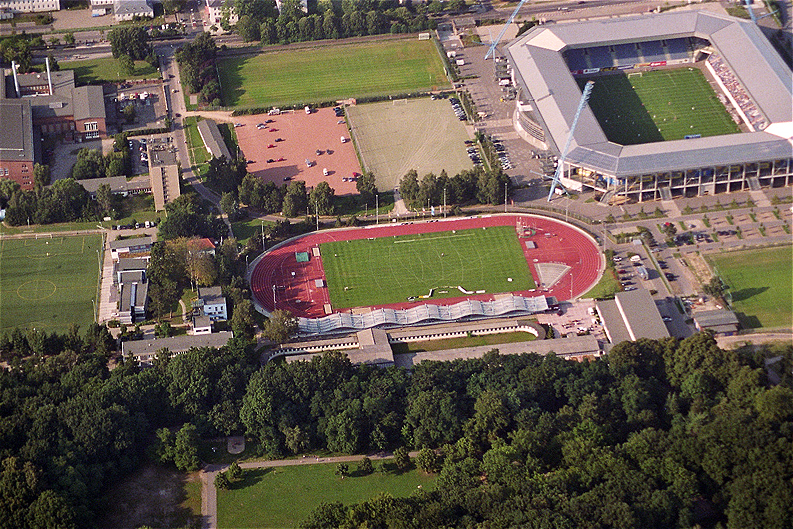
Ostseestadion und Leichtathletikstadion

1905 wurden der Rostocker FC 1895, FC Alemannia 1903 und FC Germania 1901 in den Mecklenburgischen Fußball-Bund aufgenommen. Seit 1899 gab es zudem den Internationalen FC. Besondere Erfolge konnte jedoch bis weit nach dem Zweiten Weltkrieg kein Rostocker Fußballverein erringen.
Während der Saison 1954/55 beschloss die DDR-Sportführung, die Mannschaft der sächsischen BSG Empor Lauter noch während der Saison nach Rostock zu delegieren. 1965 wurde die Fußballabteilung als F.C. Hansa Rostock aus dem SC Empor Rostock ausgegliedert. 32 Jahre lang spielte Hansa in der DDR-Oberliga. In der Saison 1990/91 wurde Hansa letzter Meister sowie FDGB-Pokal-Sieger der DDR und qualifizierte sich für die Fußball-Bundesliga und für den Europapokal der Landesmeister. Hansa gehörte seitdem insgesamt zwölf Jahre lang der 1. und elf Jahre lang der 2. Bundesliga an. 2010 stieg der Verein erstmals in die 3. Liga ab, 2021 gelang die Rückkehr in die 2. Bundesliga, aus der man 2024 erneut abstieg. Hansa trägt seine Spiele im Ostseestadion aus.
Die zweite Mannschaft von Hansa Rostock spielt in der viertklassigen Fußball-Regionalliga Nordost. Eine Liga darunter in der Oberliga Nordost spielt der Rostocker FC. In der Verbandsliga Mecklenburg-Vorpommern, treten der SV Warnemünde und der FC Förderkader René Schneider an. Der SV Hafen Rostock 61 ist inzwischen der einzige Rostocker Verein in der Landesliga, während ehemals erfolgreiche Vereine wie der PSV Rostock nur noch in unterklassigen Ligen wie der Landesklasse spielen. Zu DDR-Zeiten hatten die BSG Schifffahrt/Hafen Rostock (heute SV Hafen Rostock 61) und die TSG Bau Rostock (heute Rostocker FC) 17 bzw. 13 Jahre lang in der zweitklassigen DDR-Liga gespielt, die BSG Motor Warnowwerft Warnemünde (SV Warnemünde) trat sechs, der SG Dynamo Rostock (Polizei-SV Rostock) zwei Jahre in der Liga an.
Im Jugendbereich gehört die A-Jugend von Hansa Rostock der A-Junioren-Bundesliga seit deren Gründung 2003 an und wurde 2010 Deutscher Meister. Die B-Jugend spielte von der Gründung der B-Junioren-Bundesliga 2007 vier Jahre lang ebenfalls in der höchsten Liga, stieg aber 2011 in die Regionalliga ab.
Die BSG Post Rostock war in den 1970er und 1980er Jahren einer der erfolgreichsten Frauenfußballvereine der DDR und wurde 1990 letzter Meister und Pokalsieger der DDR. 1995/96 spielte das inzwischen zum Polizei-SV Rostock gewechselte Team eine Saison lang in der Frauen-Bundesliga, stieg aber unmittelbar wieder ab. Mittlerweile spielt die Mannschaft als Abteilung dem SV Hafen Rostock 61 in der Verbandsliga. Ebenfalls in der Verbandsliga tritt der Rostocker FC an.
Als Abwandlung des Fußballs gibt es mit den Rostocker Robben auch eine Beachsoccer-Mannschaft. Diese wurde mit dem Sieg in der German Beach Soccer League 2013 erster Deutscher Meister im Zuständigkeitsbereich des DFB und konnte sich im selben Jahr für die folgende Spielzeit des Euro Winners Cup qualifizieren. Bis 2017 folgten drei weitere Deutsche Meistertitel. Als Sponsor werden sie außerdem durch den Rapper Marteria unterstützt.

### Handball
Die Männermannschaft des Handball-Clubs HC Empor Rostock wurde zehnmal DDR-Meister und 1982 Europapokalsieger der Pokalsieger sowie Vereins-Europameister. 1979 stand Empor im Finale des Europapokals der Landesmeister. Von 1991 bis 1993 spielte Empor in der Handball-Bundesliga. Heute spielt die Männer-Mannschaft in der 3. Liga.
Das Frauenteam wurde dreimal DDR-Meister im Hallenhandball. Das Team des Rostocker HC spielte bis 2010 in der 2. Handball-Bundesliga Nord und seitdem in der 3. Liga.

### Wassersport

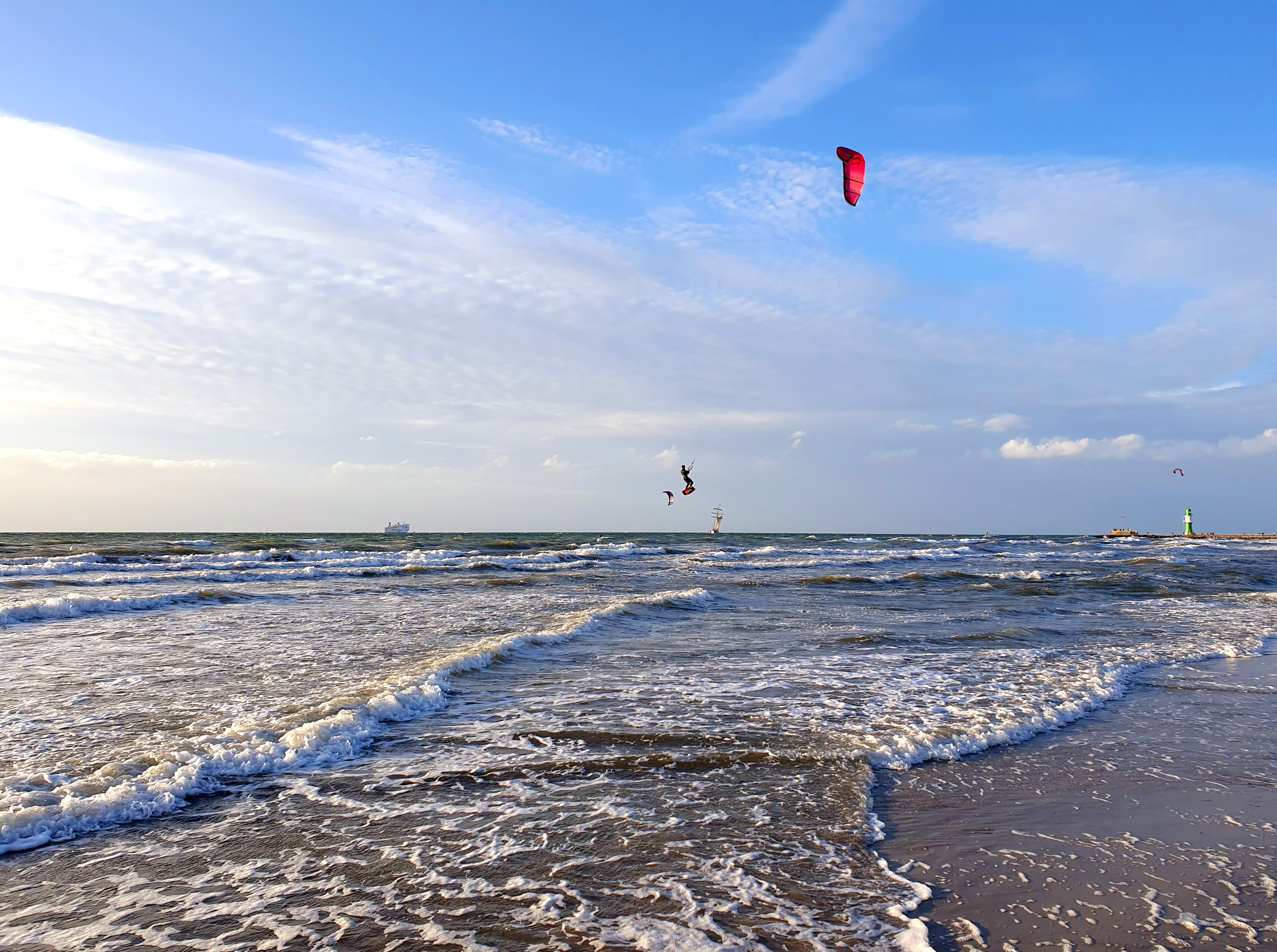
Kitesurfer am Strand von Rostock-Warnemünde im Sommer 2023

Rostock ist ein Zentrum für Schwimmer und Wasserspringer. Neben den klassischen Sportarten bietet sich Rostock wegen seiner exponierten Lage auch für das Segeln oder Rudern an und gilt als gutes Segelrevier an der deutschen Ostseeküste. Die Hochleistungssportler im Schwimmen, Wasserspringen und im Kanurennsport starten oder starteten in der Regel für den SC Empor, die Ruderer für den 1990 aufgelösten ASK Vorwärts Rostock. Viele der erfolgreichen Sportler sind heute bei Empor als Trainer aktiv.
Bei den Schwimmern konnten vor allem im Langstreckenbereich bereits zahlreiche Erfolge erschwommen werden, wie zuletzt von Britta Kamrau-Corestein, die zwischen 2002 und 2007 viermal Weltmeisterin auf der 10-km- und der 25-km-Distanz wurde. Peggy Büchse wurde 2000 und 2001 zweimal Weltmeisterin über 5 bzw. 10 km.
Nils Rudolph war Anfang der 1990er Jahre einer der weltweit schnellsten Sprinter über die 50-m-Distanz und feierte seinen größten sportlichen Erfolg bei den Europameisterschaften 1991 in Athen mit dem Gewinn der Goldmedaille.
Im Wasserspringen war Christa Köhler 1973 Weltmeisterin und holte 1976 die olympische Silbermedaille. 1970 wurde Heidi Becker Europameisterin im Kunstspringen vom Drei-Meter-Brett. 1996 gewann Annika Walter die Silbermedaille vom 10-Meter-Turm, Dörte Lindner gewann bei den Olympischen Spielen 2000 die Bronzemedaille. Martina Proeber war 1980 Olympiazweite im Kunstspringen.
Die Kanurennsportlerin Ramona Portwich gewann unter anderem Goldmedaillen bei den Olympischen Spielen in Seoul 1988, 1992 und 1996. Ebenfalls olympisches Gold gewann 1992 Anke von Seck. Zwischen 1978 und 1981 gewann Roswitha Eberl sechs Weltmeistertitel.
Der Ruderer Stephan Krüger startet für den Olympischen Ruderclub Rostock von 1956 und wurde 2009 Weltmeister im Doppelzweier. Ulrich Karnatz startete für den ASK Vorwärts Rostock und wurde 1976 und 1980 Olympiasieger sowie 1977, 1978 und 1979 Weltmeister im Achter. Klaus Kröppelien gelang 1980 der Olympiasieg im Doppelzweier.
Die Unterwasserrugbymannschaft UWR 071 Rostock spielt seit 2000 im Ligabetrieb mit und erreichte in der Saison 2012/2013 den Aufstieg in die höchste Spielklasse, der 1. Bundesliga Nord.
Die Wasserballer der HSG Warnemünde spielen in der drittklassigen Oberliga Schleswig-Holstein/Mecklenburg-Vorpommern.

### Leichtathletik
Der 1. LAV Rostock ist der bedeutendste Leichtathletikverein der Stadt und einer der wichtigsten in Norddeutschland. Zahlreiche erfolgreiche Sportler waren oder sind beim 1. LAV aktiv, zum Beispiel die Marathon-Europameisterin 2006 Ulrike Maisch. Der Profi-Triathlet Andreas Raelert ist amtierender Triathlon-Europameister auf der Mitteldistanz sowie Vize-Weltmeister auf der Ironman-Distanz. Sein Bruder Michael Raelert ist jeweils zweifacher Welt- (2009 und 2010) und Europameister (2010, 2012) auf der Mitteldistanz.
Christian Schenk erzielte seinen größten Erfolg mit dem Olympiasieg 1988 im Zehnkampf. 1980 in Moskau wurde Marita Koch Olympiasiegerin über 400 Meter und 1983 in Helsinki dreifache Weltmeisterin, dazu kamen sechs Titel bei Europameisterschaften zwischen 1978 und 1986. Die Sprinterin Silke Möller war unter anderem Doppelweltmeisterin 1987. Hansjörg Kunzes größter Erfolg war die Bronzemedaille im 5000-Meter-Lauf bei den Olympischen Sommerspielen 1988. Die Speerwerferin Steffi Nerius startete bis 1991 für Empor Rostock und gewann 2004 die olympische Silbermedaille sowie 2009 den Weltmeistertitel.

### Weitere Sportarten
Die Basketball-Herren der Rostock Seawolves stiegen 2022 erstmals in die Basketball-Bundesliga auf.
Die Rostocker Nasenbären spielten von 2008 bis 2010 und 2013 in der Inline-Skaterhockey-Bundesliga. Seit 2014 spielen sie in der 2. Inline-Skaterhockey-Bundesliga Nord.
Die Mannschaft Rostock Griffins spielt American Football derzeit in der GFL 2 Nord (2. Bundesliga).
Jeweils in der 3. Liga der Frauen und der Männer spielen die Volleyballer des SV Warnemünde.
Drittklassig sind auch die Rostock Piranhas (offiziell: Rostocker Eishockey Club), die in der Oberliga Nord spielen.
Der Radrennfahrer Jan Ullrich war zweimal Weltmeister im Einzelzeitfahren sowie Sieger im olympischen Straßenrennen 2000 und gewann als erster und bisher einziger Deutscher 1997 die Tour de France. Aufgrund seiner Verwicklung in den Dopingskandal Fuentes wurde er jedoch 2012 vom Internationalen Sportgerichtshof (CAS) rechtskräftig des Dopings schuldig gesprochen, und alle Erfolge Ullrichs seit dem 1. Mai 2005 wurden annulliert.
1968 wurden die beiden Ringer Lothar Metz und Rudolf Vesper vom ASK Vorwärts Rostock Olympiasieger. Der Ringer Heinz-Helmut Wehling wurde 1970 Europameister und 1977 Weltmeister.
Rugby: Im Oktober 1993 entstanden am späteren Albert-Schweitzer-Gymnasium in Dierkow die Dierkower Elche. Sie gehören als Sparte zum SV Dynamo Rostock. Die Männermannschaft spielt in der Saison 2015/2016 in einer Spielgemeinschaft mit der Uni Greifswald und dem Freibeuter RC Wismar in der Verbandsliga Nord.
Die Dierkower Elche haben Ende der 1990er Jahre mit Sabine Juchelka und Manuela Jost zwei Nationalspielerinnen hervorgebracht.
Im Judo war der VfK Bau Rostock zwölf Mal bei nationalen Meisterschaften unter den Besten.
Der Schachverein SSC Rostock 07 spielte in der Saison 2014/15 in der Schachbundesliga.

### Nachwuchsförderung und Trainingszentren
Die CJD Jugenddorf-Christophorusschule Rostock hat einen Förderzweig für Leistungssportler. Sie führt damit die Tradition der Kinder- und Jugendsportschule Rostock fort. Die Christophorusschule hat sowohl den Rang einer Eliteschule des Sports als auch einer Eliteschule des Fußballs. Die Sportlerklassen werden von Schülern besucht, die in den Jugendabteilungen der Rostocker Leistungssportvereine aktiv sind, vor allem von Shorttrackern des ESV Turbine Rostock, Jugendspielern des HC Empor Rostock, Leichtathleten des 1. LAV Rostock, Fußballspielern des FC Hansa Rostock, Ruderern, Schwimmern und Turmspringern.
Im Olympiastützpunkt Mecklenburg-Vorpommern in Rostock trainieren Sportler vor allem in den Schwerpunktsportarten Rudern, Short Track und Wasserspringen. Weitere Sportarten sind Flossenschwimmen, Fußball, Handball, Leichtathletik, Segeln, Schwimmen, Triathlon.

### Special Olympics
2021 bewarb sich die Stadt als Host Town für die Gestaltung eines viertägigen Programms für eine internationale Delegation der Special Olympics World Summer Games 2023 in Berlin. 2022 wurde sie als Gastgeberin für Special Olympics Dominikanische Republik ausgewählt. Damit wurde sie Teil des größten kommunalen Inklusionsprojekts in der Geschichte der Bundesrepublik mit mehr als 200 Host Towns.

## Persönlichkeiten

### Ehrungen
Die Hansestadt vergibt an Persönlichkeiten, die sich um die Stadt verdient gemacht haben, seit 1990 folgende Ehrungen:
- die Verleihung des Ehrenbürgerrechtes (Liste der Ehrenbürger von Rostock)
- die Eintragung in das Ehrenbuch der Hansestadt Rostock
- den Kulturpreis der Hansestadt Rostock (existierte als Kulturpreis der Stadt Rostock bereits in der DDR)
- den Unternehmerpreis der Hansestadt Rostock
- den Umweltpreis der Hansestadt Rostock „Joe Duty“[129]
- den Sozialpreis der Hansestadt Rostock

## Filme
- Die Stadt der sieben Türme. Deutschland 1936.
- Die Seestadt Rostock. Aufnahmen: Agnes Heyn.
- Vom Alex zum Eismeer. Mit dem Trawler ROS 206 „Guben“ unterwegs von der Ostsee in die Barents-See. DEFA Studio für Wochenschau und Dokumentarfilme – Progress Film-Vertrieb, 1954, Regie: Karl Gass.[130][131]
- Wir bauen unser Tor zur Welt. DEFA, DDR 1958. Buch/Regie: Heinz Reusch, Musik: Eberhard Schmidt.[132]
- Jubiläum einer Stadt – 750 Jahre Rostock. Kurz-Dokumentarfilm. DDR 1968. Regie: Winfried Junge, Musik: Günter Kochan.
- Zur See. – Neunteilige Fernsehserie, im Auftrag des Fernsehens der DDR von 1974 bis 1976 unter anderem auf dem Lehr- und Frachtschiff J. G. Fichte der Deutschen Seereederei produziert.
- Mit DDR-Fischern im Atlantik. Teil 1. Fisch ist unser Leben. Teil 2. Rolling Home. Dokumentarfilm zum Fischkombinat Rostock. DDR-Fernsehen, 1988 (Mit ROS 313 „Willi Bredel“, ROS 337 „Ludwig Renn“ u. a. im USA-Schelf).
- Rostock von ganz unten. NDR, 1993.
- DDR ahoi! Teil 1. Kleines Land auf großer Fahrt. (mdr-Ausstrahlung per 15. März 2011 / 25. Mai 2010) / Teil 2. Unterwegs auf allen Meeren (mdr-Ausstrahlung per 22. März 2011 / 1. Juni 2010). NDR TV-Mitschnitte zur Seefahrernation DDR mit den Hafenstädten Rostock, Stralsund und Wismar.